# Biserica de lemn din Pădureni

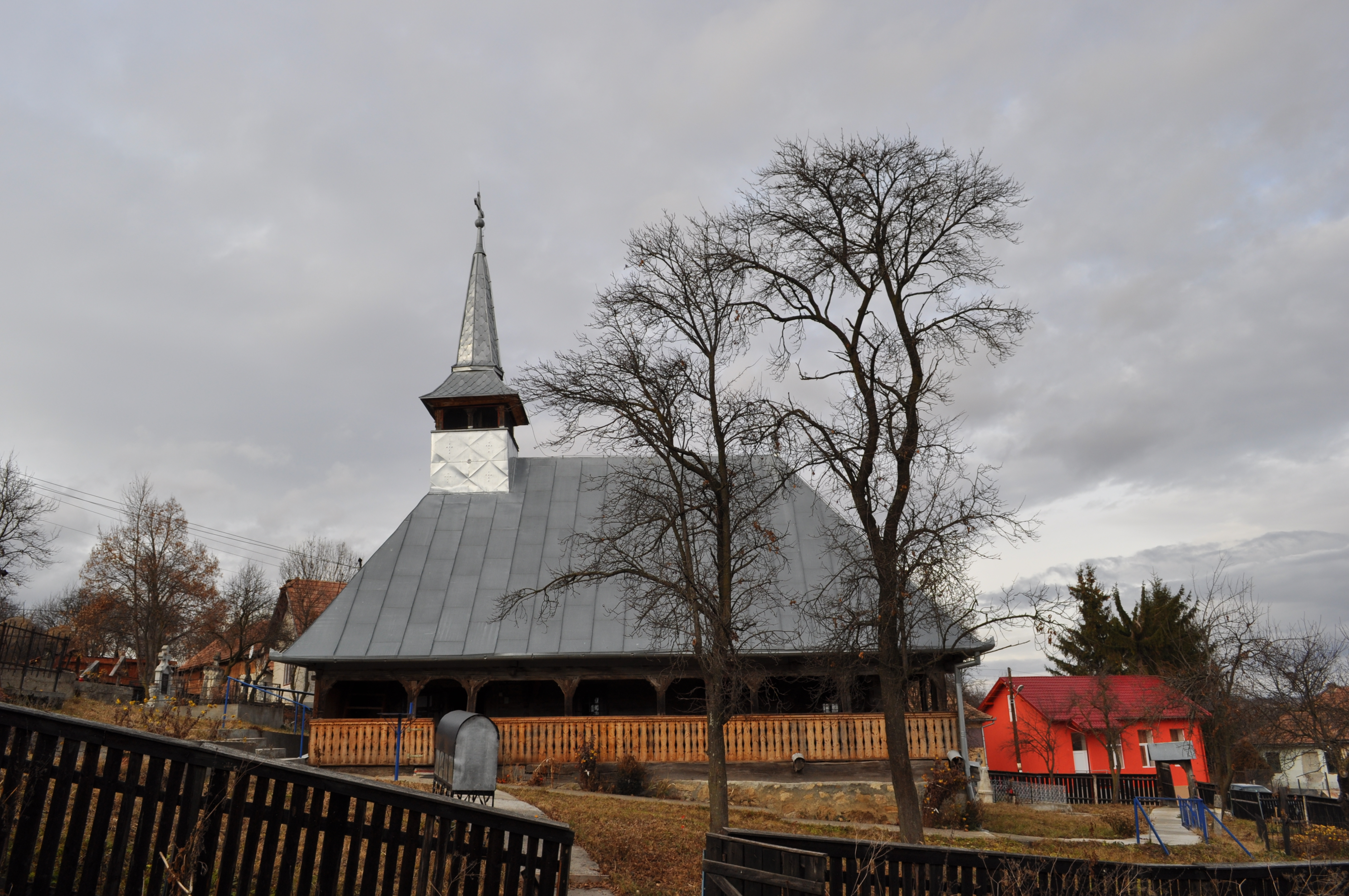
Biserica de lemn „Sfinții Arhangheli Mihail și Gavriil” din Pădureni, județul Cluj, foto: decembrie 2011.

Biserica de lemn din Pădureni, județul Cluj, 2008, vedere din nord-est

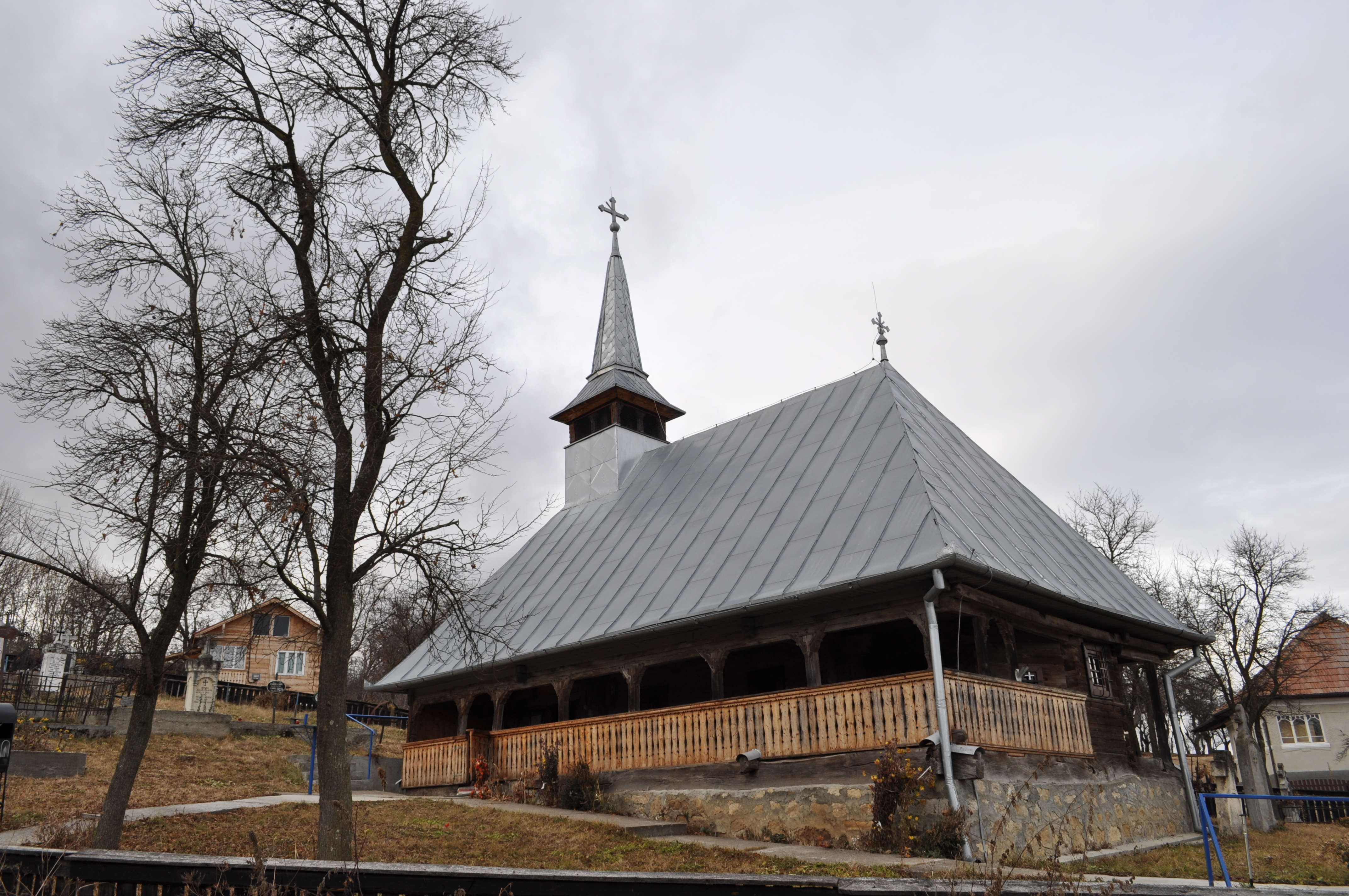
Biserica de lemn „Sfinții Arhangheli Mihail și Gavriil” din Pădureni, județul Cluj, foto: decembrie 2011.

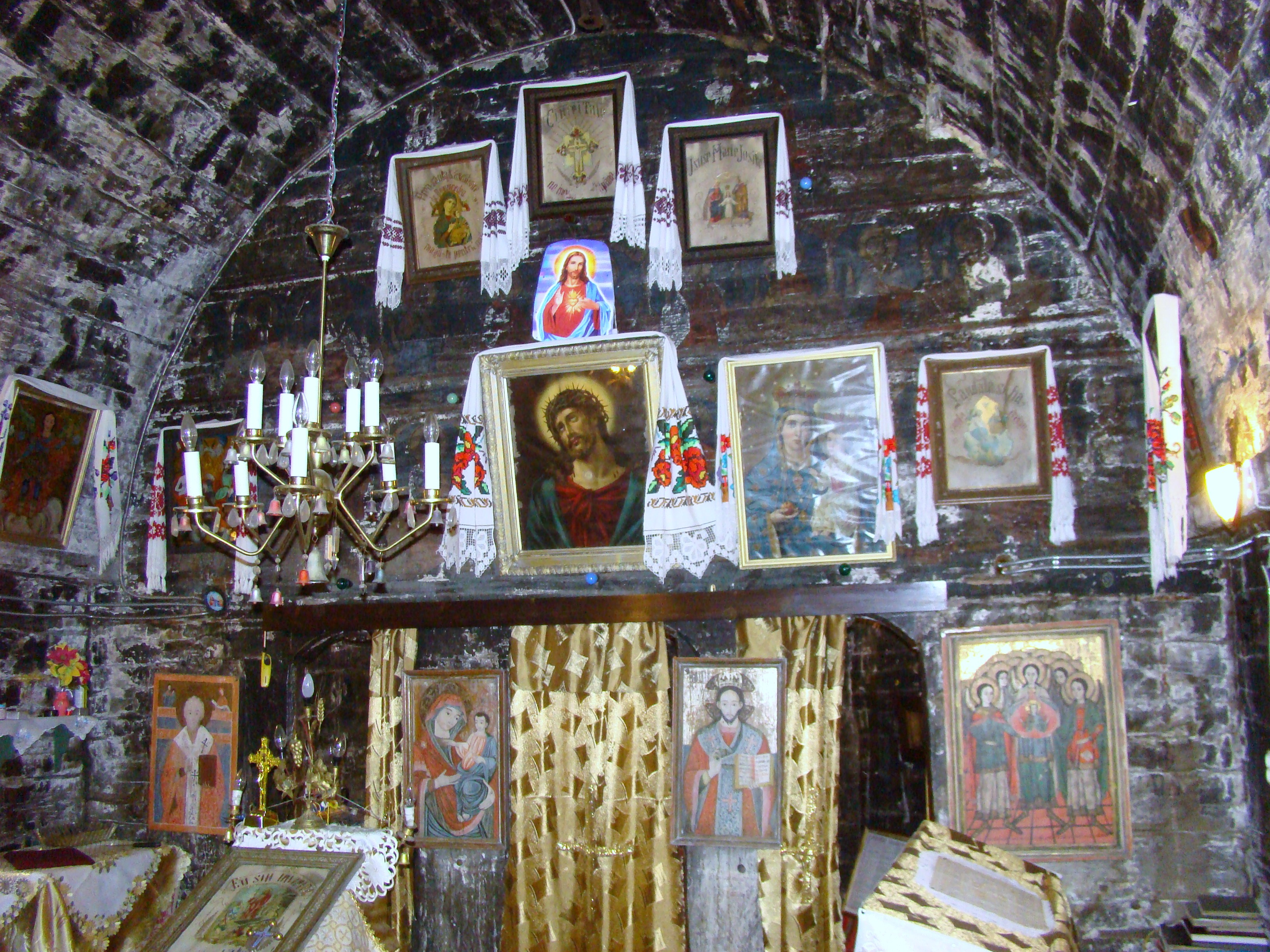
Interiorul navei

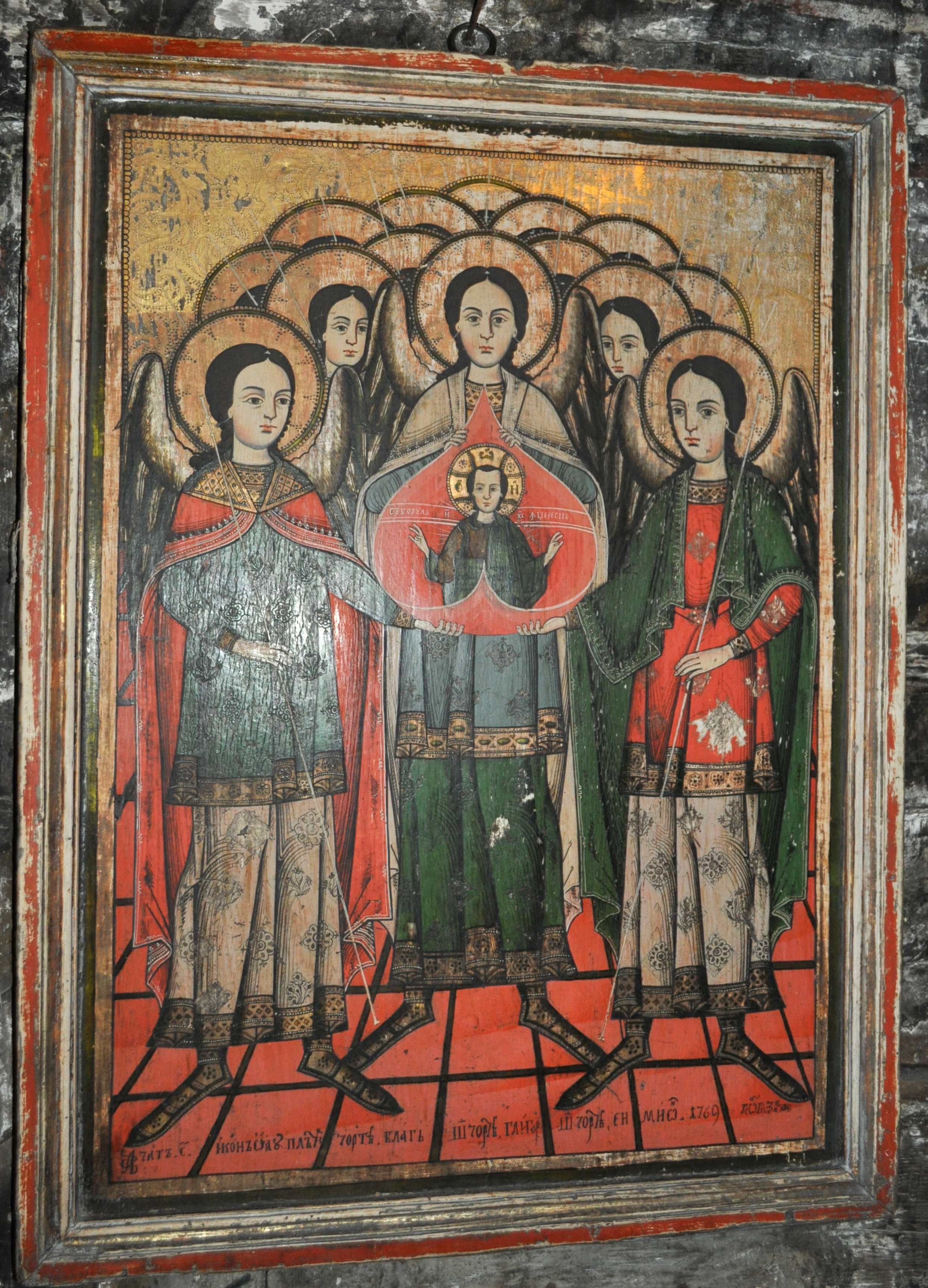
Icoana de hram, reprezentând Soborul Sfinților Arhangheli, realizată în 1769 de către Gheorghe Zugravul.

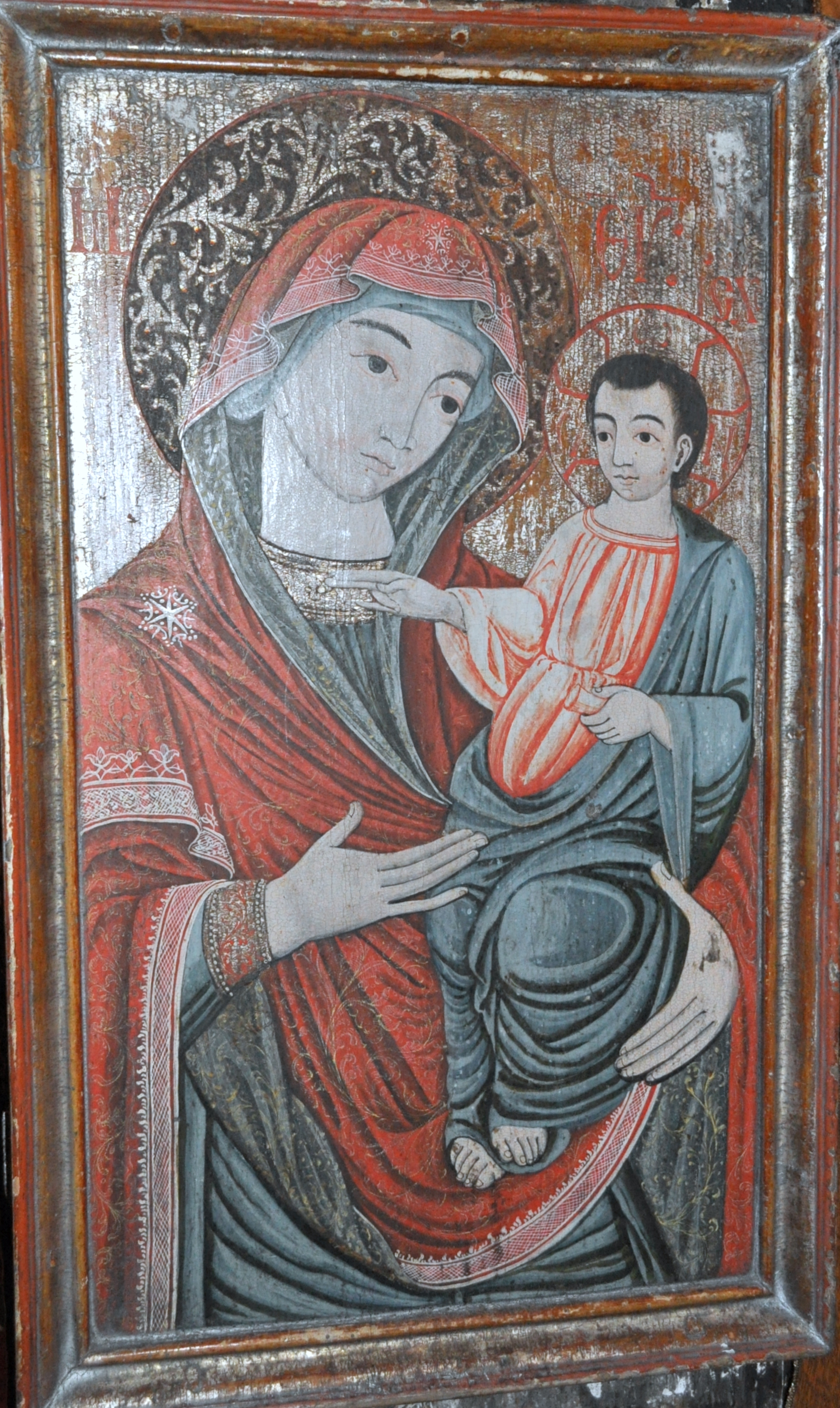
Maica Domnului cu Pruncul

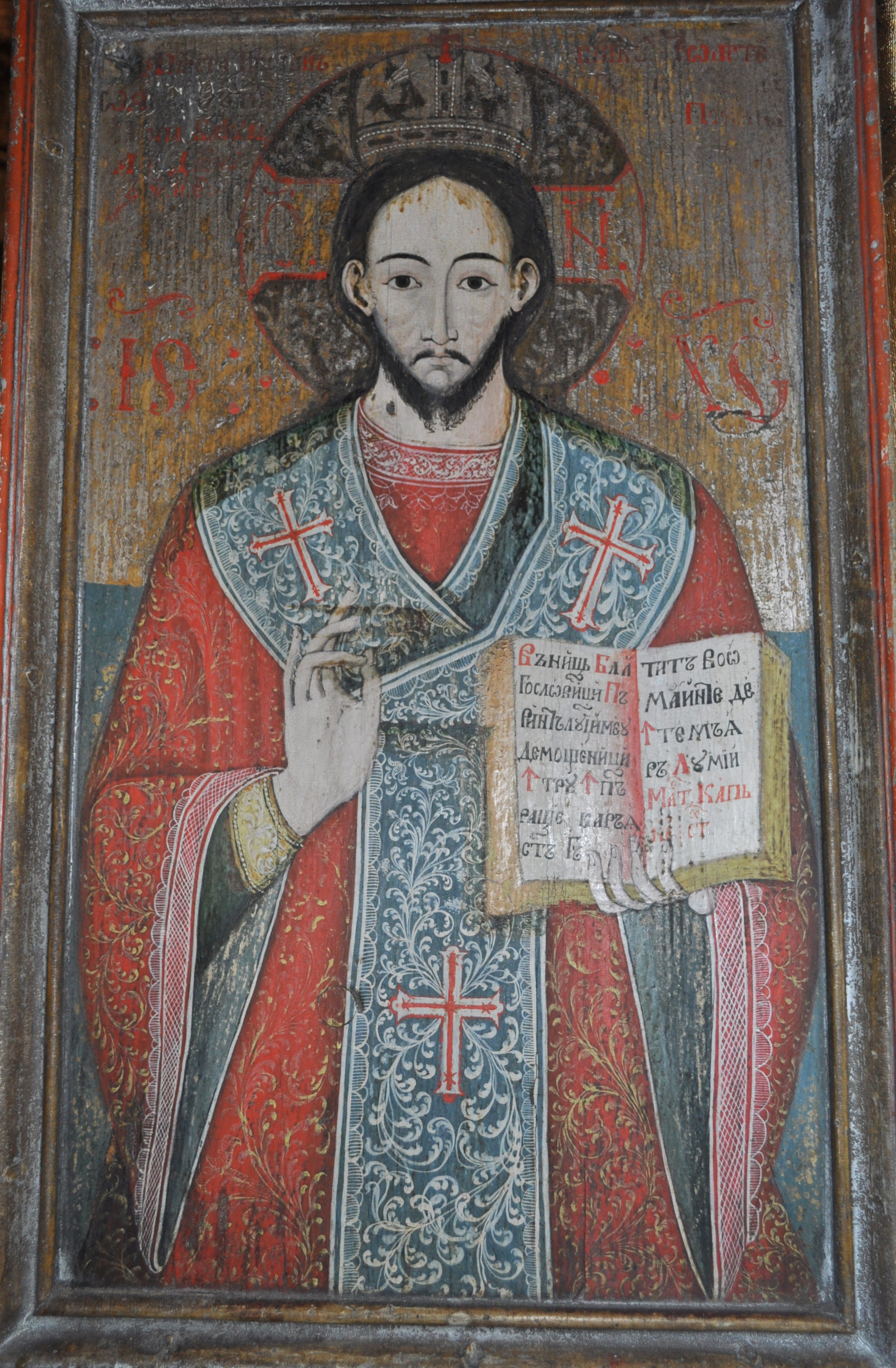
Iisus Pantocrator

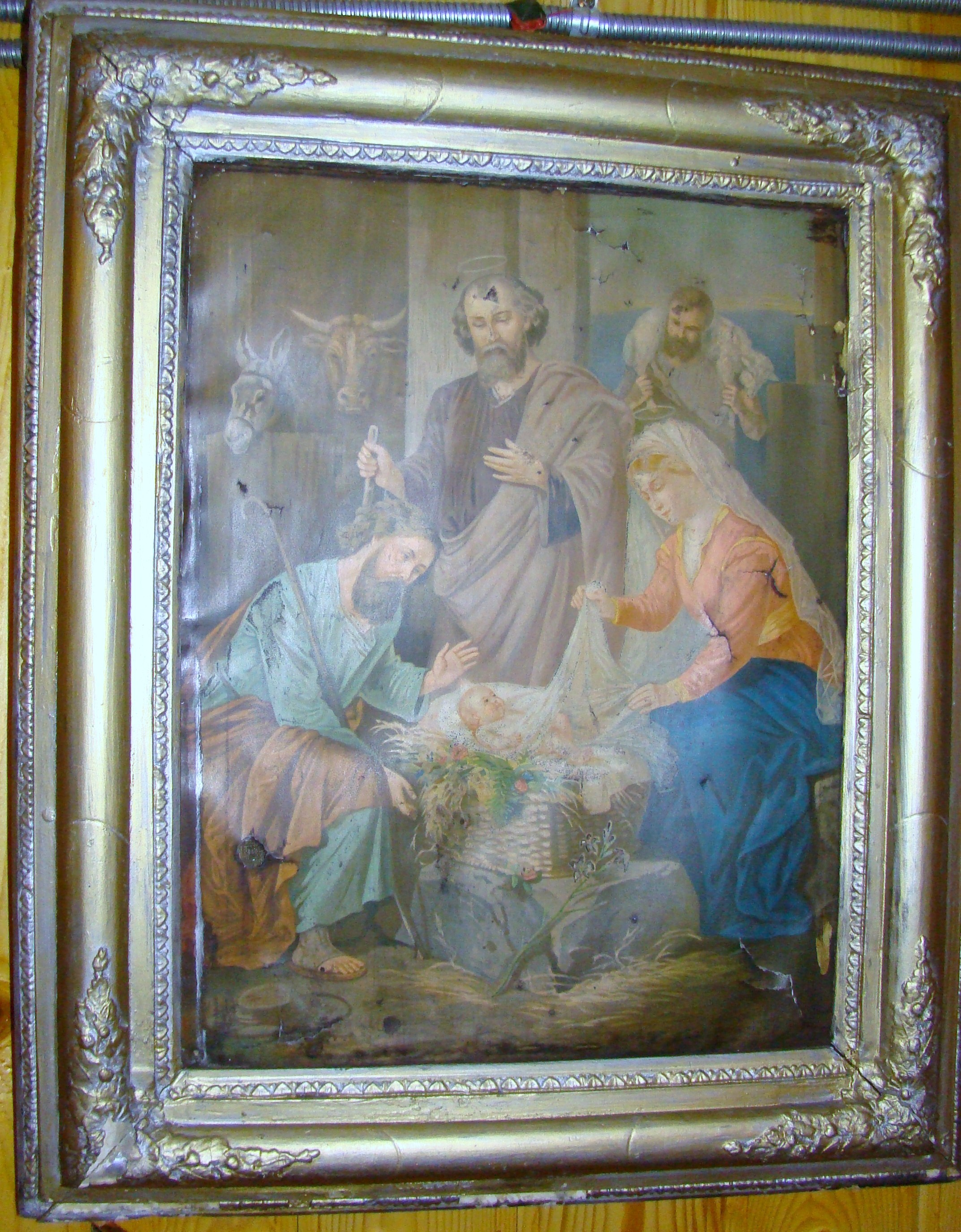
Nașterea Domnului

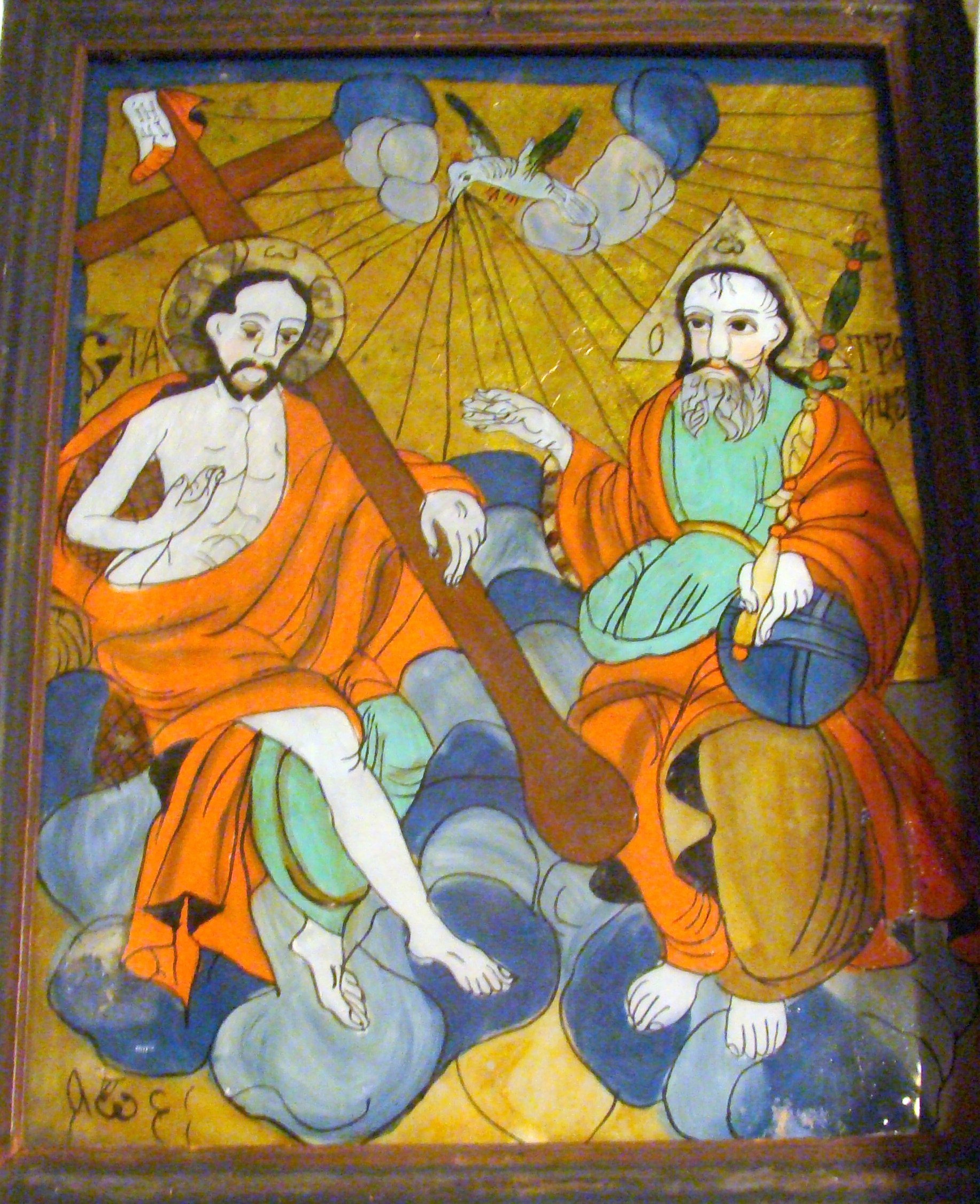
Sfânta Treime

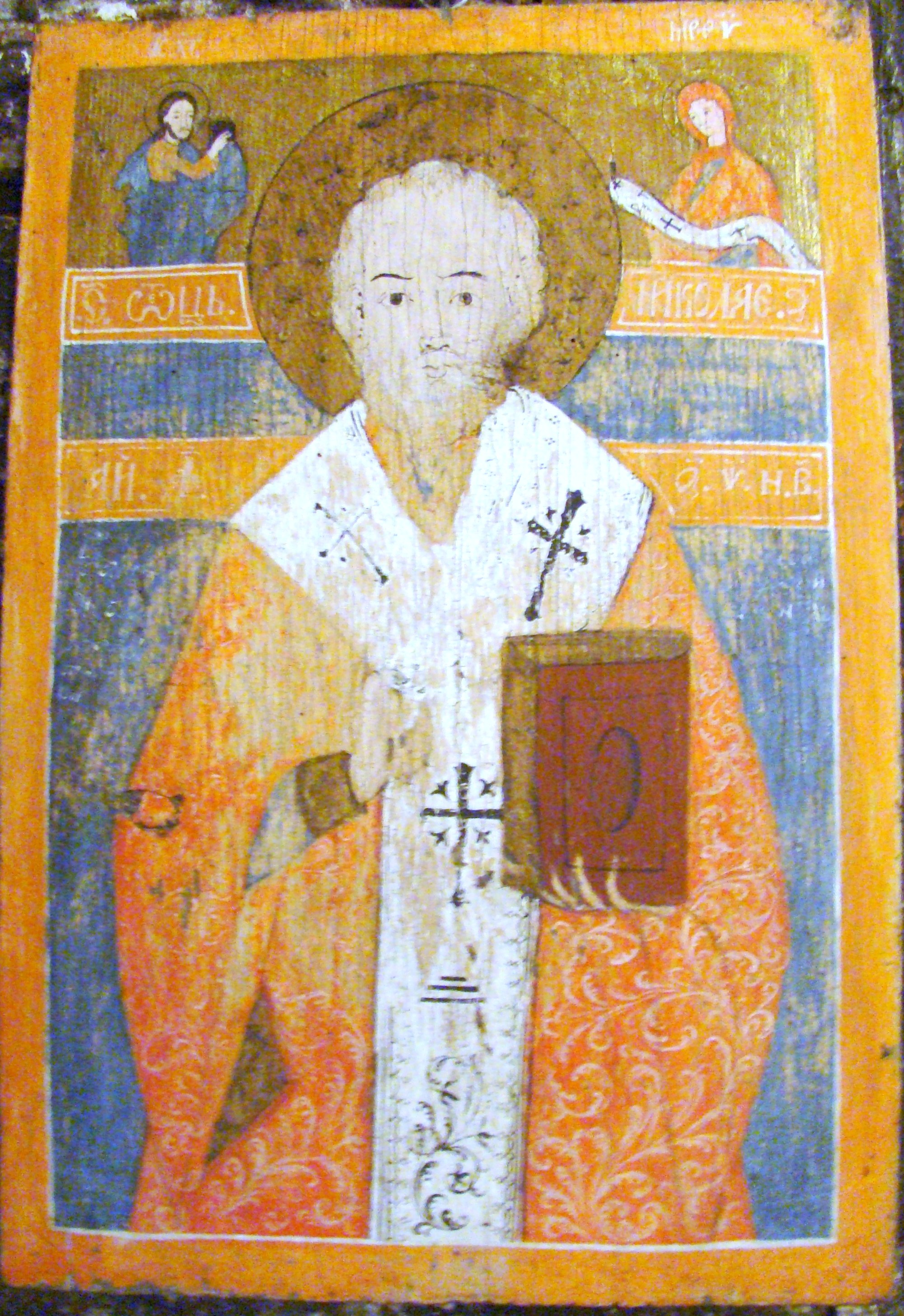
Sfântul Nicolae

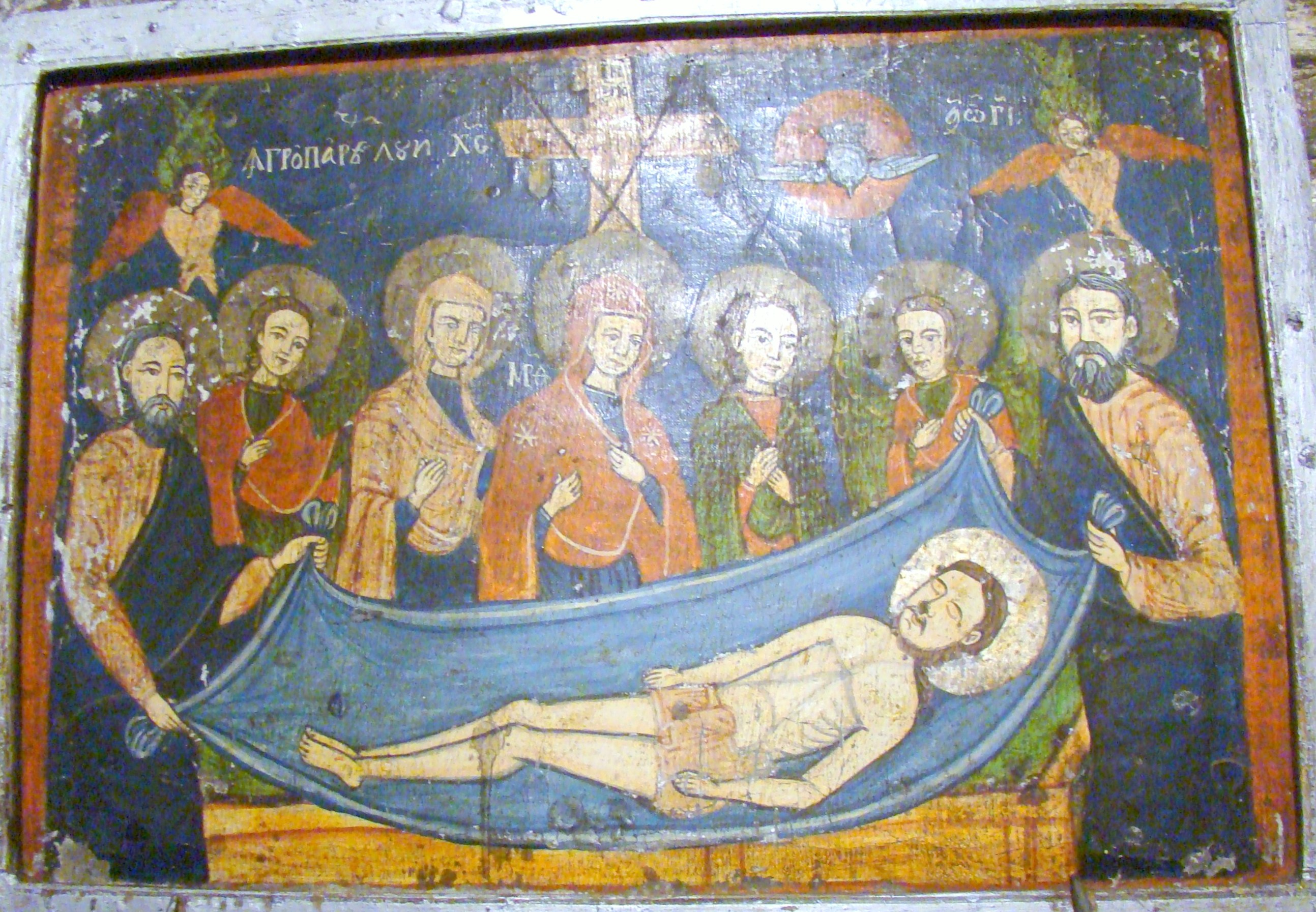
Punerea în mormânt

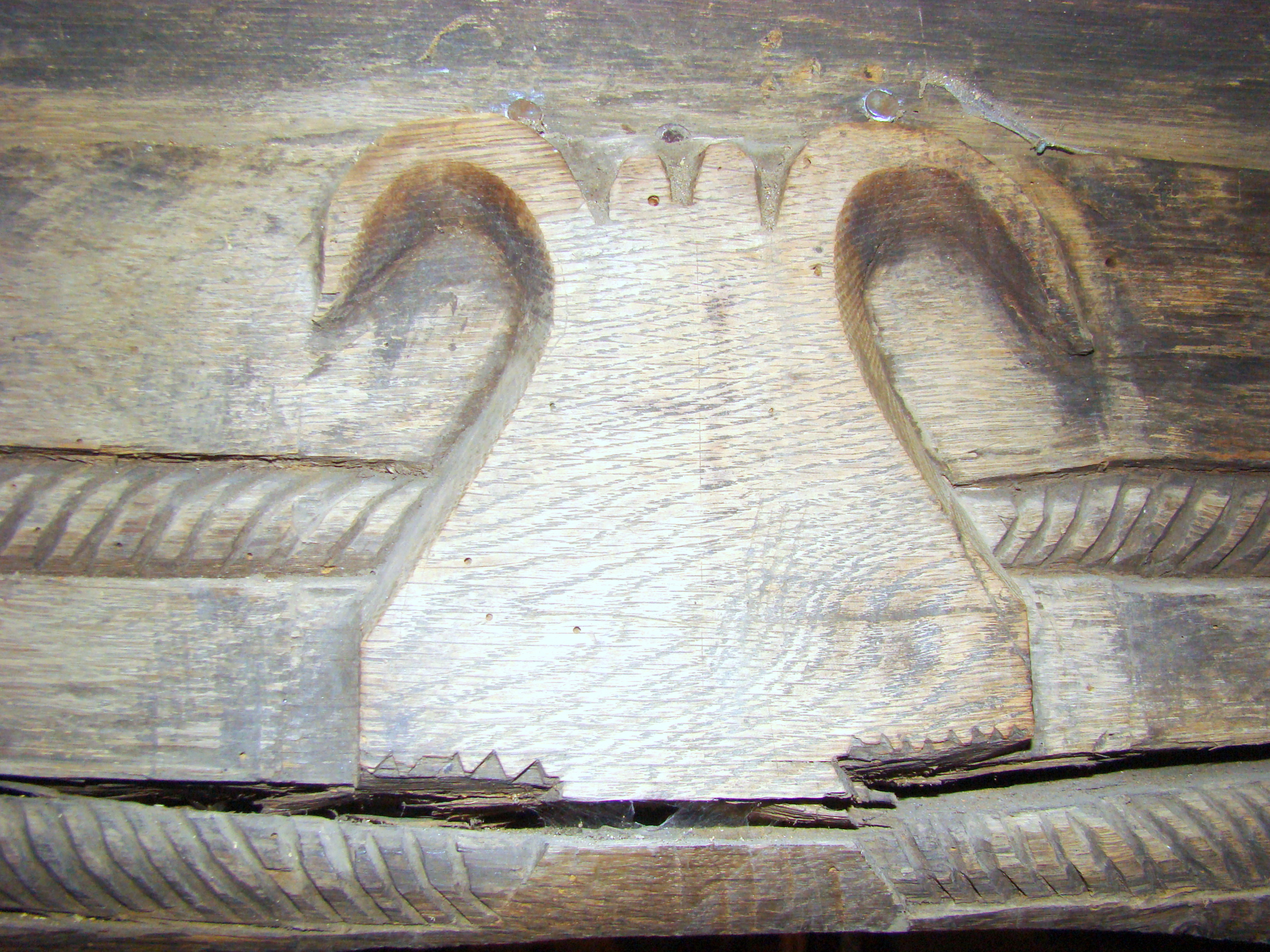
Portalul interior (detaliu)

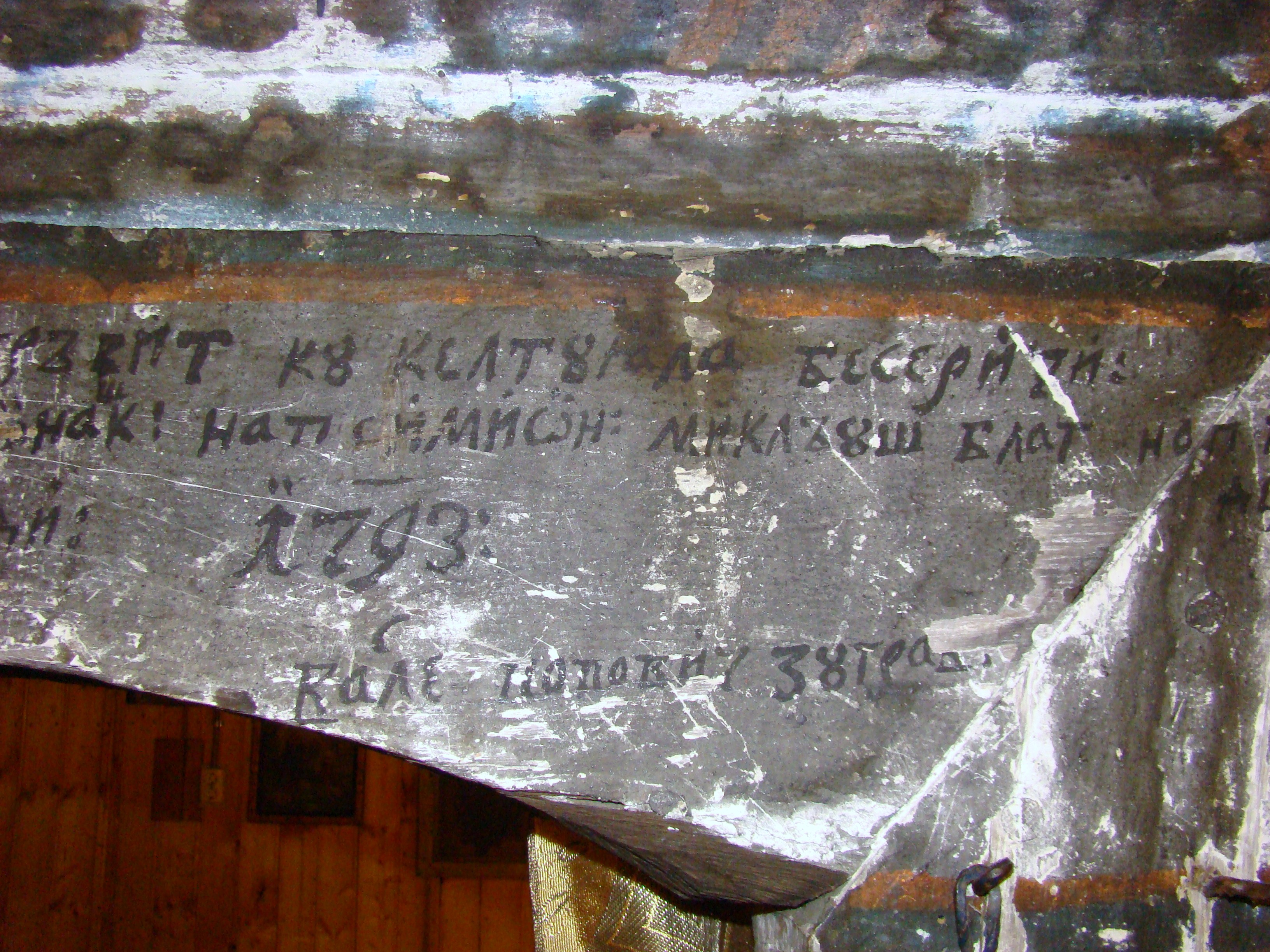
Datarea picturii, realizată în 1793 de Vasile Popovici Zugravul

Biserica de lemn din Pădureni, comuna Ciurila, județul Cluj, datează cel mai probabil din anul 1750, conform inscripției de la intrare în pridvor. Are hramul „Sfinții Arhangheli Mihail și Gavriil”. Biserica se află pe noua listă a monumentelor istorice sub codul LMI: cod LMI CJ-II-m-B-07732. Este singurul lăcaș de cult dintr-un sat destul de izolat, cu o populație redusă numeric și îmbătrânită. 

## Istoric
Biserica de lemn din satul Pădureni a fost datată peste intrarea în pridvorul de pe latura de sud, însemnare care cel mai probabil poate fi citită drept anul 1750. Este înconjurată, ca atâtea altele, de crucile de lemn și piatră de la mormintele cimitirului. Poarta de intrare în incinta bisericii constituie un martor istoric și cultural din pragul răscoalei lui Horea. Ea este datată de o prețioasă pisanie incizată peste intrare, alcătuită în grai local și scrisă în „potcoave”: „Văl[ea]tu 1783 luna m... ac[i]astă ușe ou făcutu Napu Si[mi]onu și Napu Tode[r] și Popa Ioună și Rominu ș[i] Ursul”. Din prima înzestrare a bisericii se păstrează icoana sfântului Nicolae, datată din 1752. Tot din acea vreme sunt cele două icoane împărătești, a Mântuitorului și a Maicii Domnului cu Pruncul, însă zugrăvite de un alt zugrav. Pe cea dintâi putem citi: „Această icoană oau [plătit] Popa B... și cu C[i]oarte Po..., Anu Domnului 1755”. Setul de icoane mari a fost complectat de un al treilea zugrav, cu o frumoasă icoană de hram, a „Săborului îngeresc”, pe care putem citi următoarea însemnare: „Ac[i]astă s[fntă] icoană o au plătit C[i]ortea Blagă și C[i]ortea Gligor și C[i]ortea Simion, 1769, Gheorghe zugrav”. Artistul poate identificat cu Gheorghe zugrav ot Cetatea de Baltă, fiul lui Iacov, activ în zonă și în acea vreme. Interiorul bisericii a fost înzestrat cu pictură parietală în anul 1793, conform pisaniei de peste intrarea în naos, fața din naos: „Să să știe că ac[i]astă s[fântă] biserică sau zugrăvit cu cheltuiala besericii și prin osteneala coratorilor anume: Nap Ionașc, Nap Simion, Miclăuș Blag nop... fiind protopop Iob Craciunovici al Turdii; 1793, Vas[i]le Popovic[i] zugravu”.

## Arhitectura bisericii
Biserica a fost clădită în secolul XVIII din bârne de stejar, îmbinate în cheotoare dreaptă și în coadă de rândunică. Pronaosul și naosul sunt înscrise într-un dreptunghi unitar, iar altarul este poligonal, cu pereții retrași.
Pe laturile de sud și est, edificiul a fost prevăzut cu un târnaț specific aproape tuturor bisericilor de lemn din zona Hășdate-Turda, care adoptă modelul constructiv evoluat, cum a demonstrat Atanasie Popa, cercetând biserica din Copăceni în anii ’30.
Pronaosul este tăvanit, de pe grinzile superioare, mai solide, se ridică stâlpii turnului, cu un impresionant sistem de susținere, având la o anumită înălțime, obișnuita galerie deschisă, sub coiful octogonal. Acoperișul este unitar pentru tot edificiul, astfel încât căpriorii au fost, pe toate laturile, fixați pe cosoroabele așezate pe capetele artistic suprapuse ale bârnelor cununilor, prelungite și devenite astfel console. La altar, cosoroaba de pe latura nordică și cununa de pe stâlpii târnațului, se prelungesc până la întâlnirea cu cea de pe latura de est, cu care formează un dreptunghi, dând astfel o anume notă de eleganță acoperișului,

## Trăsături
Decorul sculptat. Monumentul prezintă un bogat decor sculptat la nivelul ancadramentelor și al bolților, precum și la brâul dublu al bisericii, întrerupt din loc în loc prin cruci.
Pictura. Pictura murală a fost realizată în 1793 de Vasile Popovici Zugravul, însă din cauza timpului și a umidității rezultate din nerepararea acoperișului, pictura s-a deteriorat. În prezent este puternic înnegrită, fiind acoperită și de inscripții, zgârieturi până la nivelul staturii unui om. Vasile Popovici este un zugrav încă puțin cunoscut, mai mult din câteva icoane.
Patrimoniul. Biserica păstrează în patrimoniul său trei icoane împărătești: Iisus Pantocrator, Maria cu Pruncul, Sf. Nicolae, datate la mijlocul secolului al XVIII-lea. Icoana de hram reprezentând Soborul Arhanghelilor a fost realizată în 1769 de către Gheorghe Zugravul.
Starea de conservare. În 2004, biserica a fost acoperită cu tablă și s-a adăugat un pridvor. Pridvorul a fost tăvănit. Și în cazul bisericii din Pădureni, în peretele ce separa pronaosul de naos s-au deschis ferestre care taie picturile. Pereții pronaosului au fost acoperiți cu scânduri. Deși aspectul original este alterat, starea de conservare a construcției este relativ bună.
La fel ca în multe alte cazuri, și aici slujba se oficiază la trei săptămâni.

## Imagini din exterior

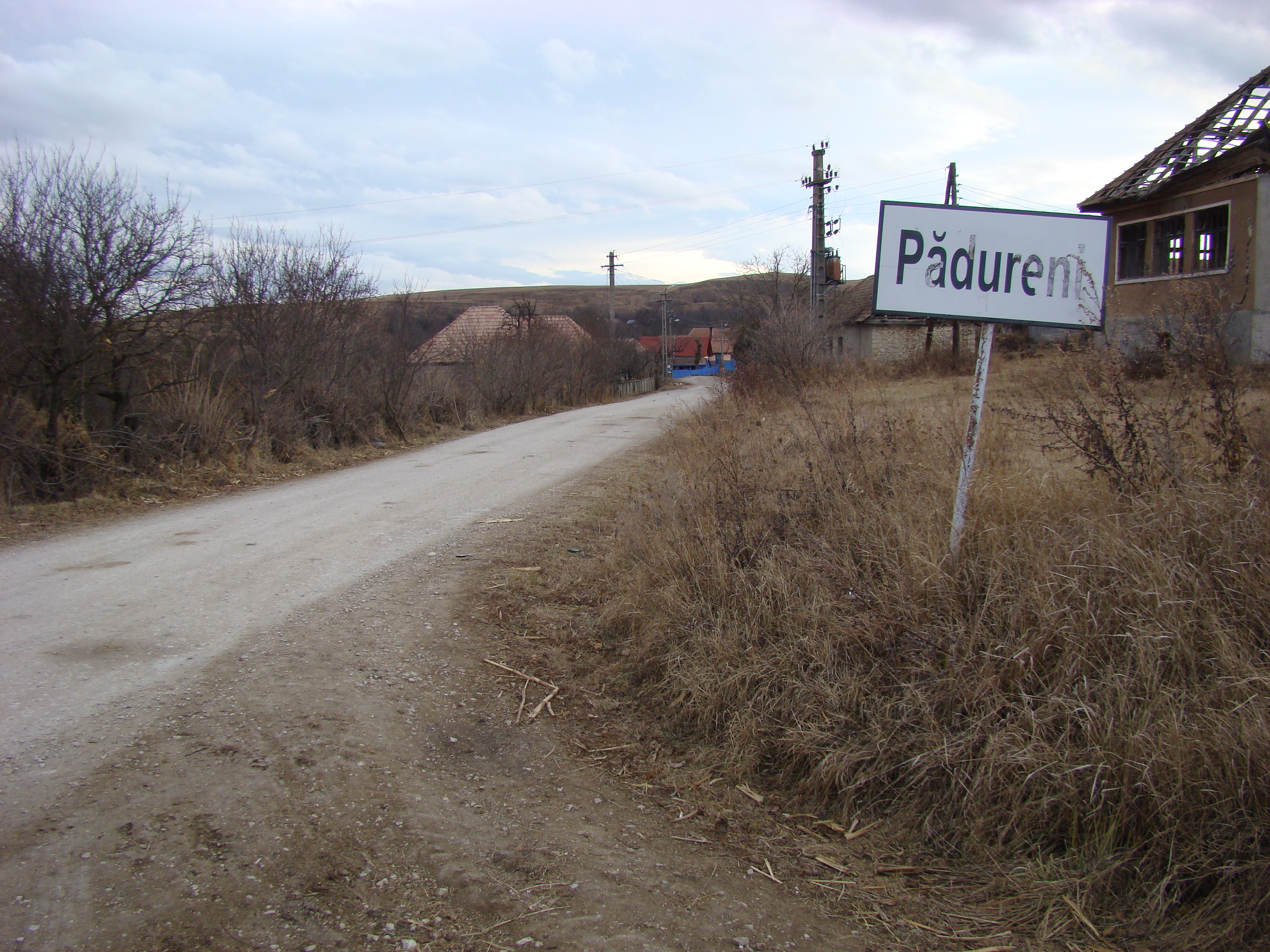
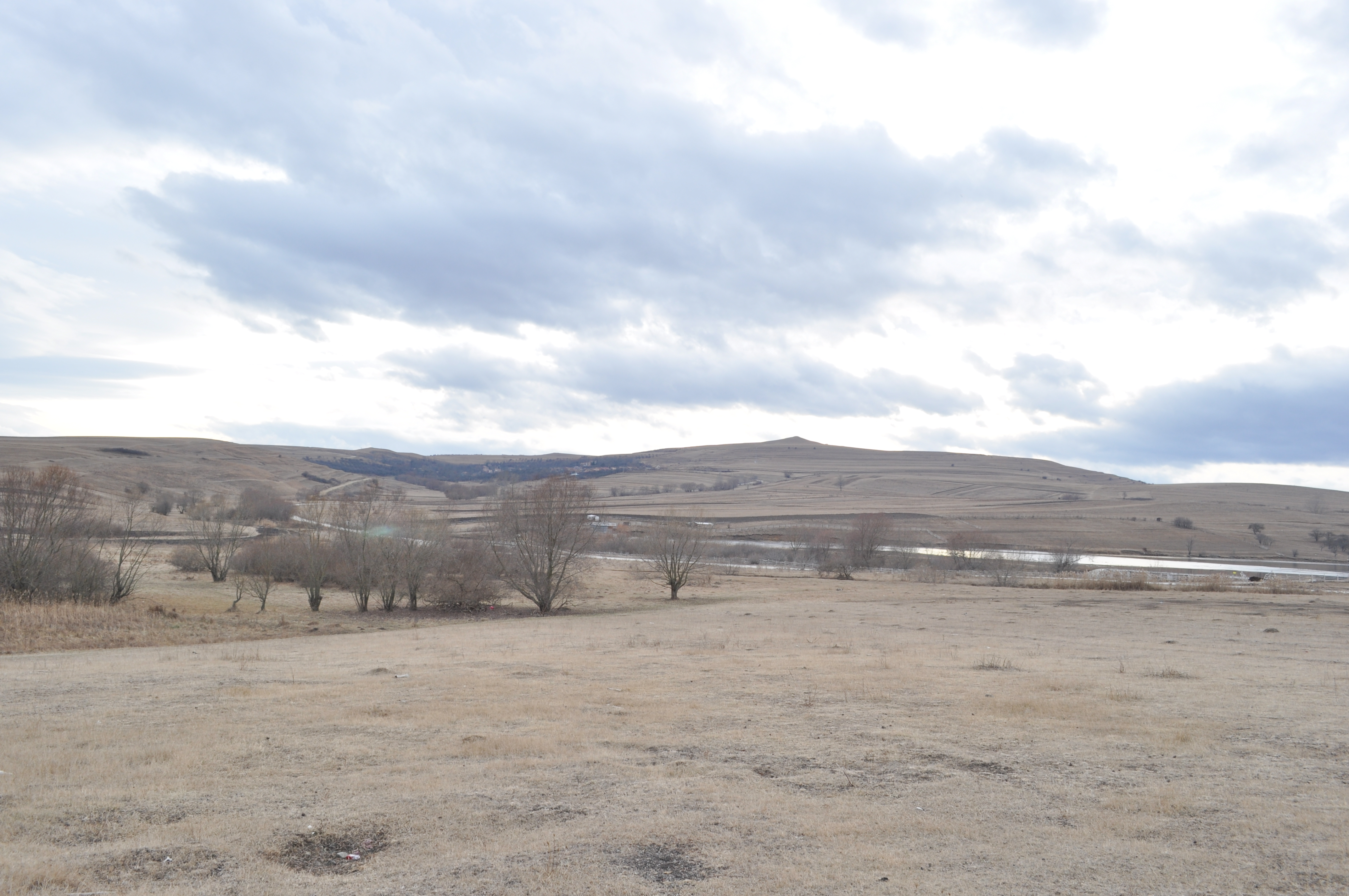
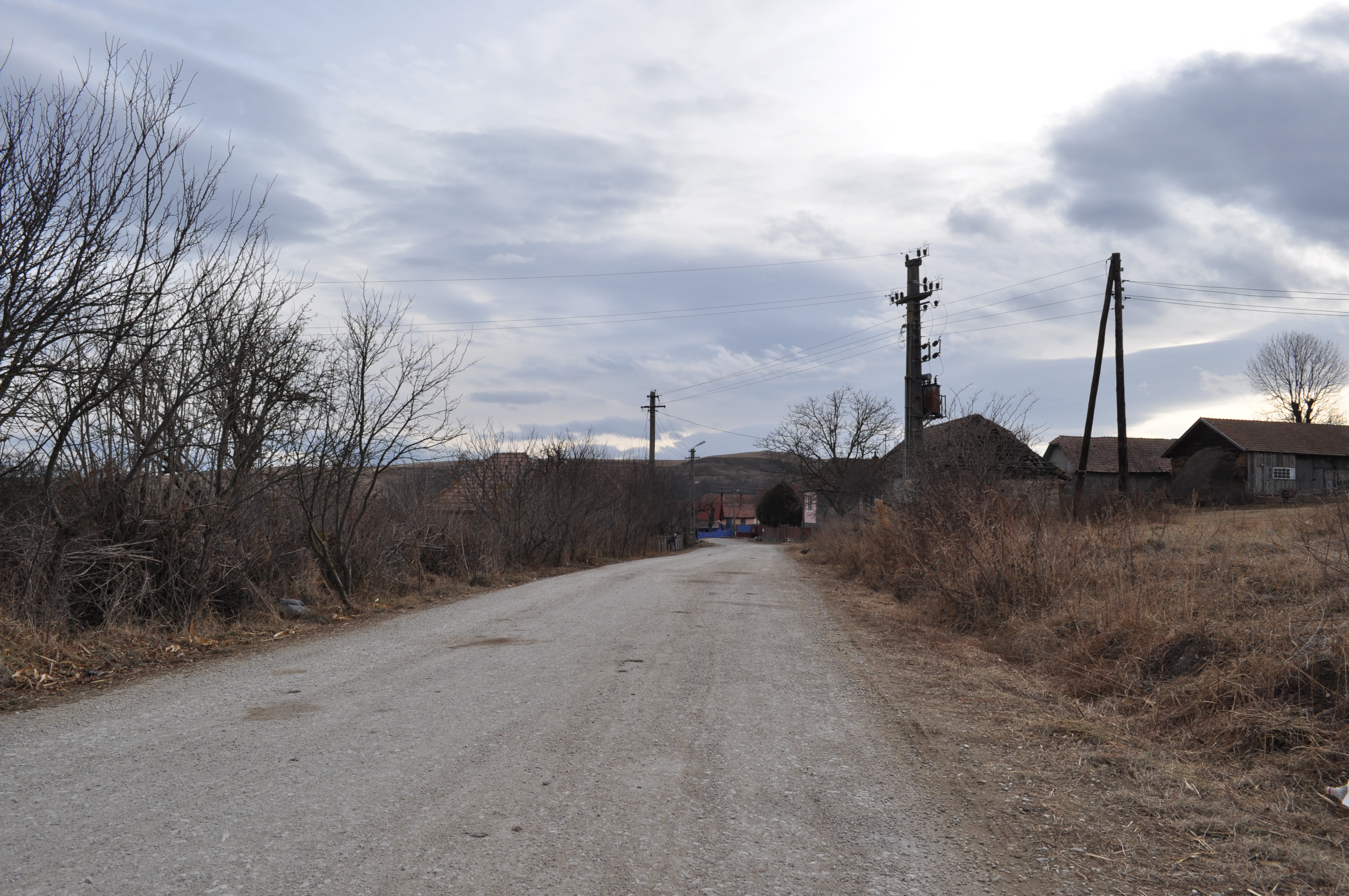
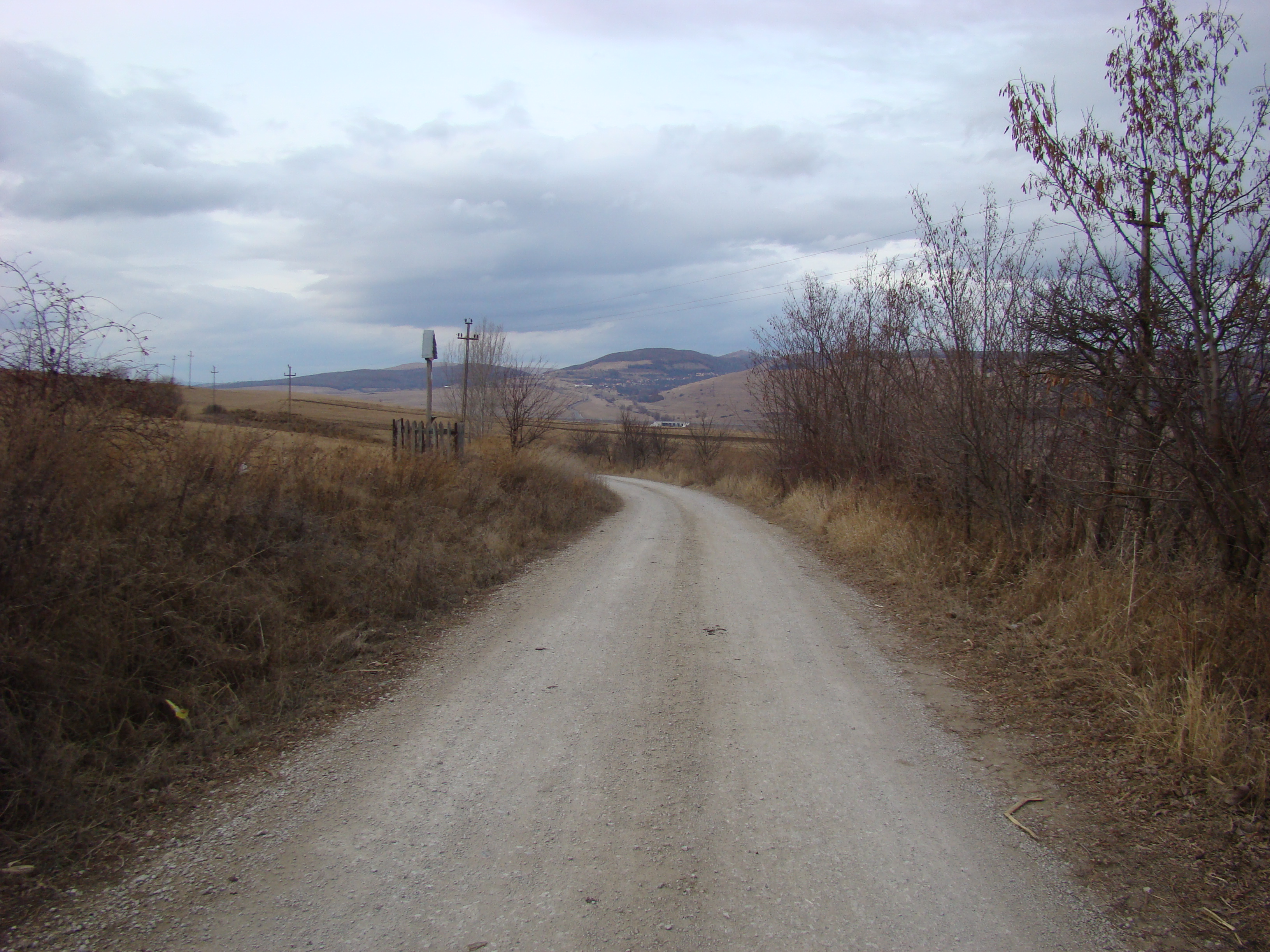
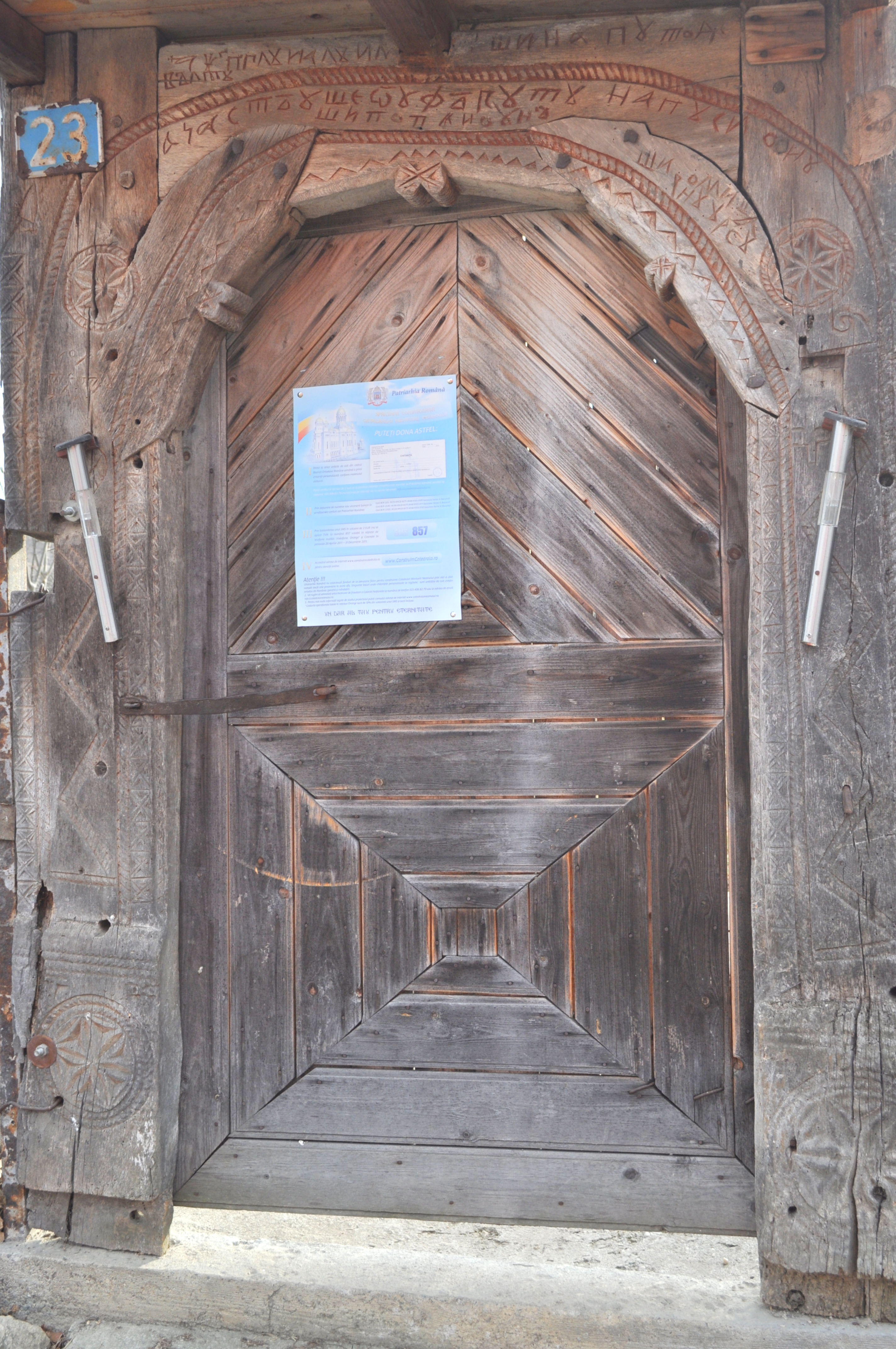
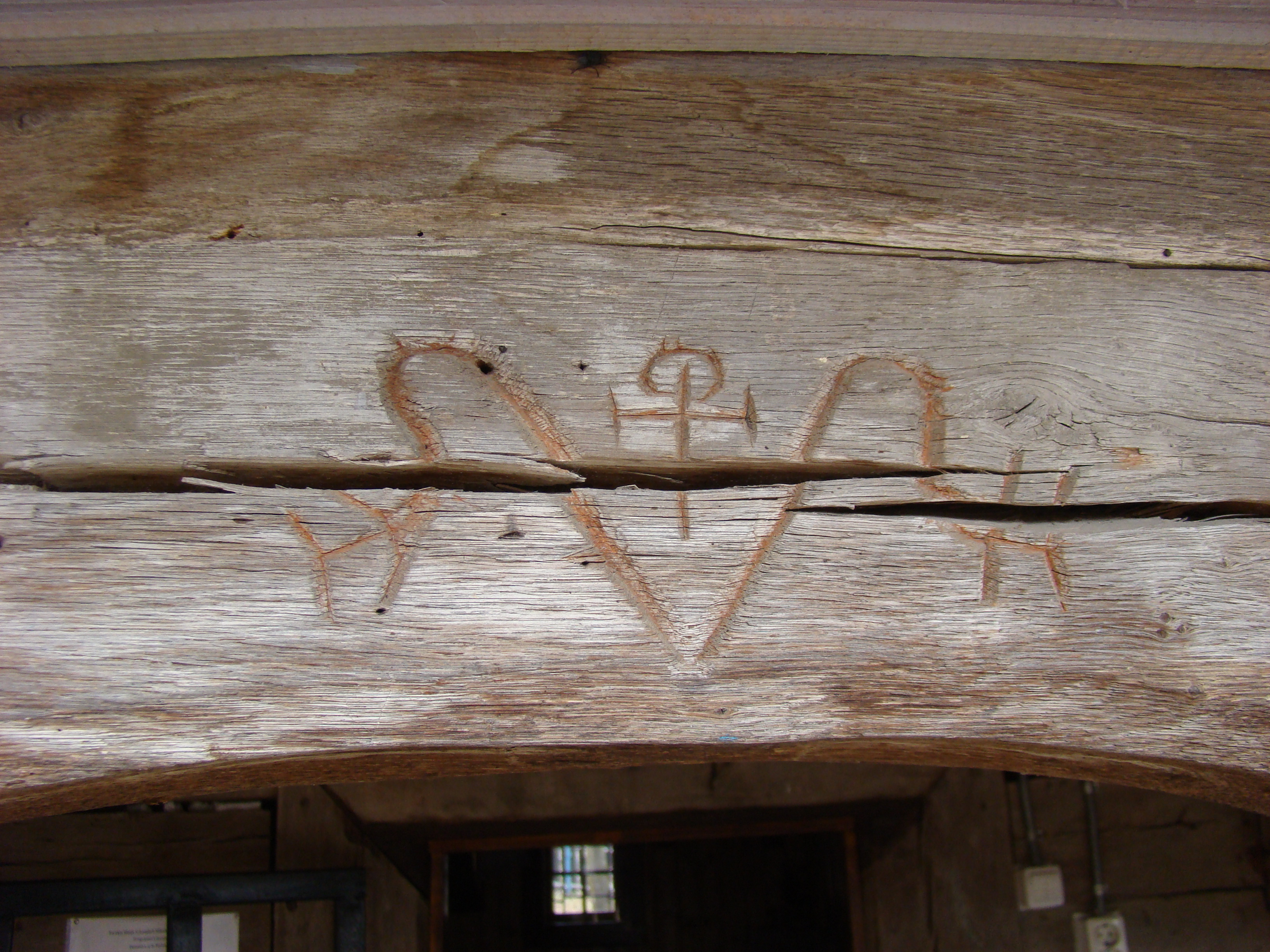
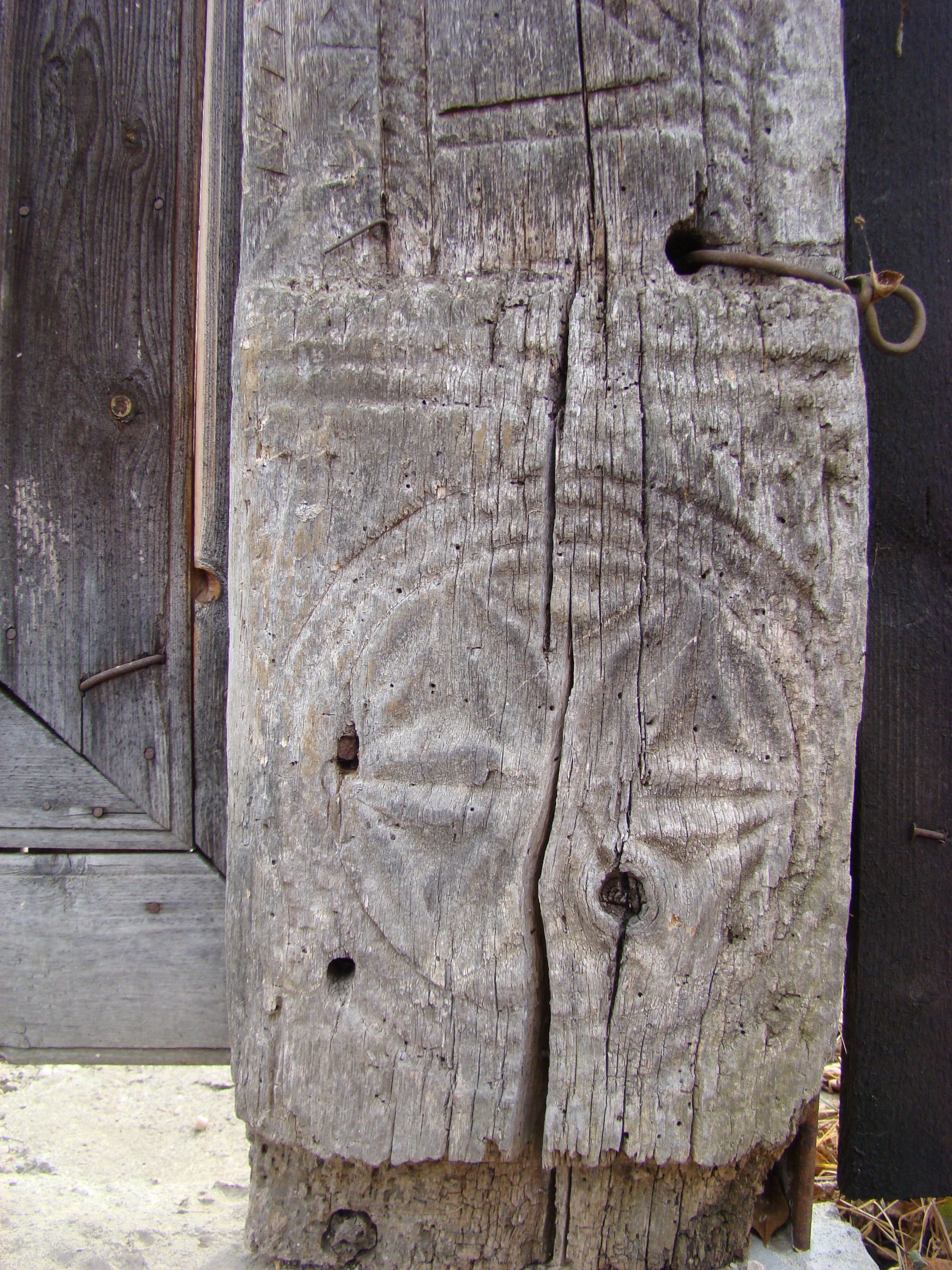
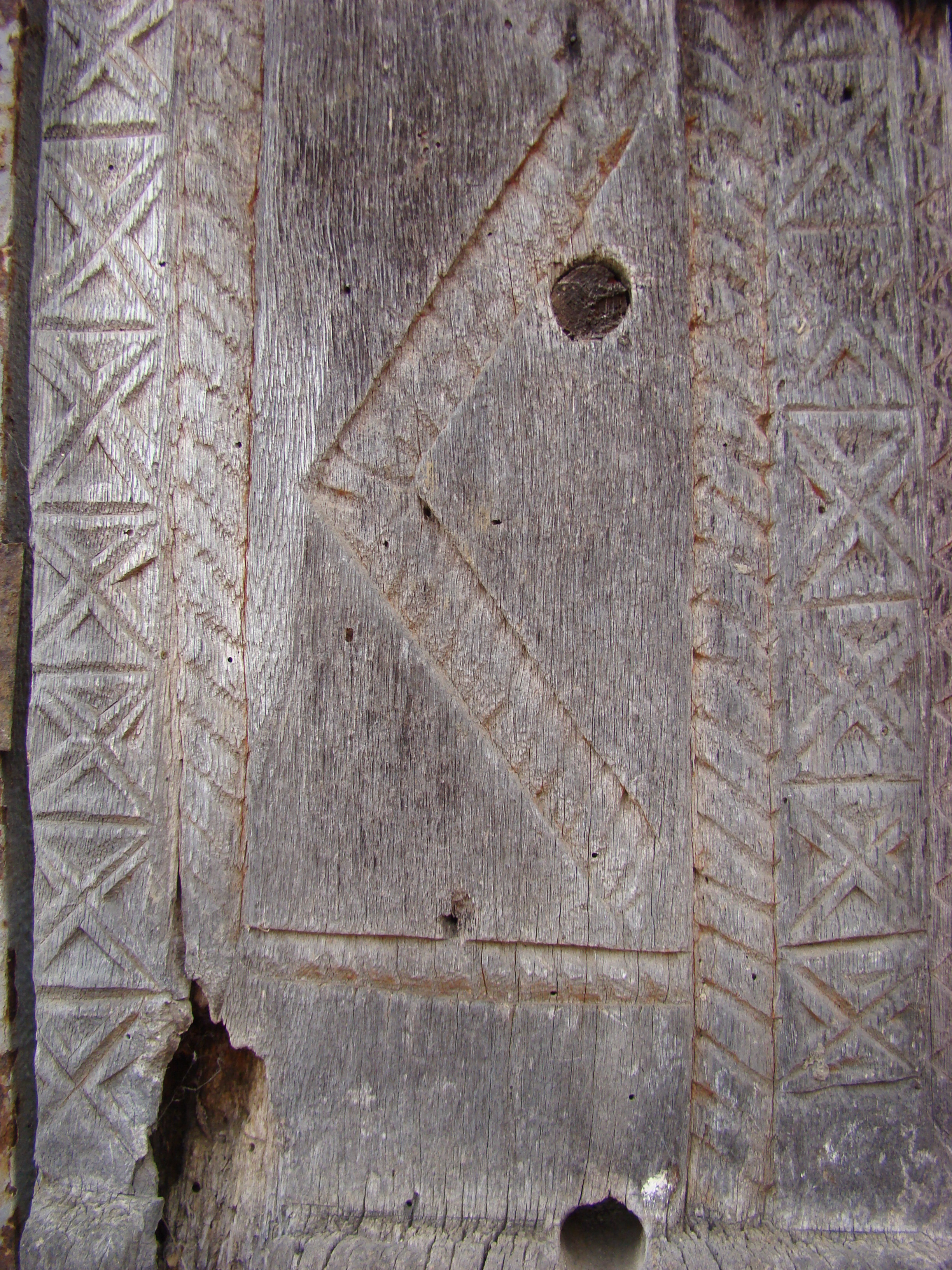
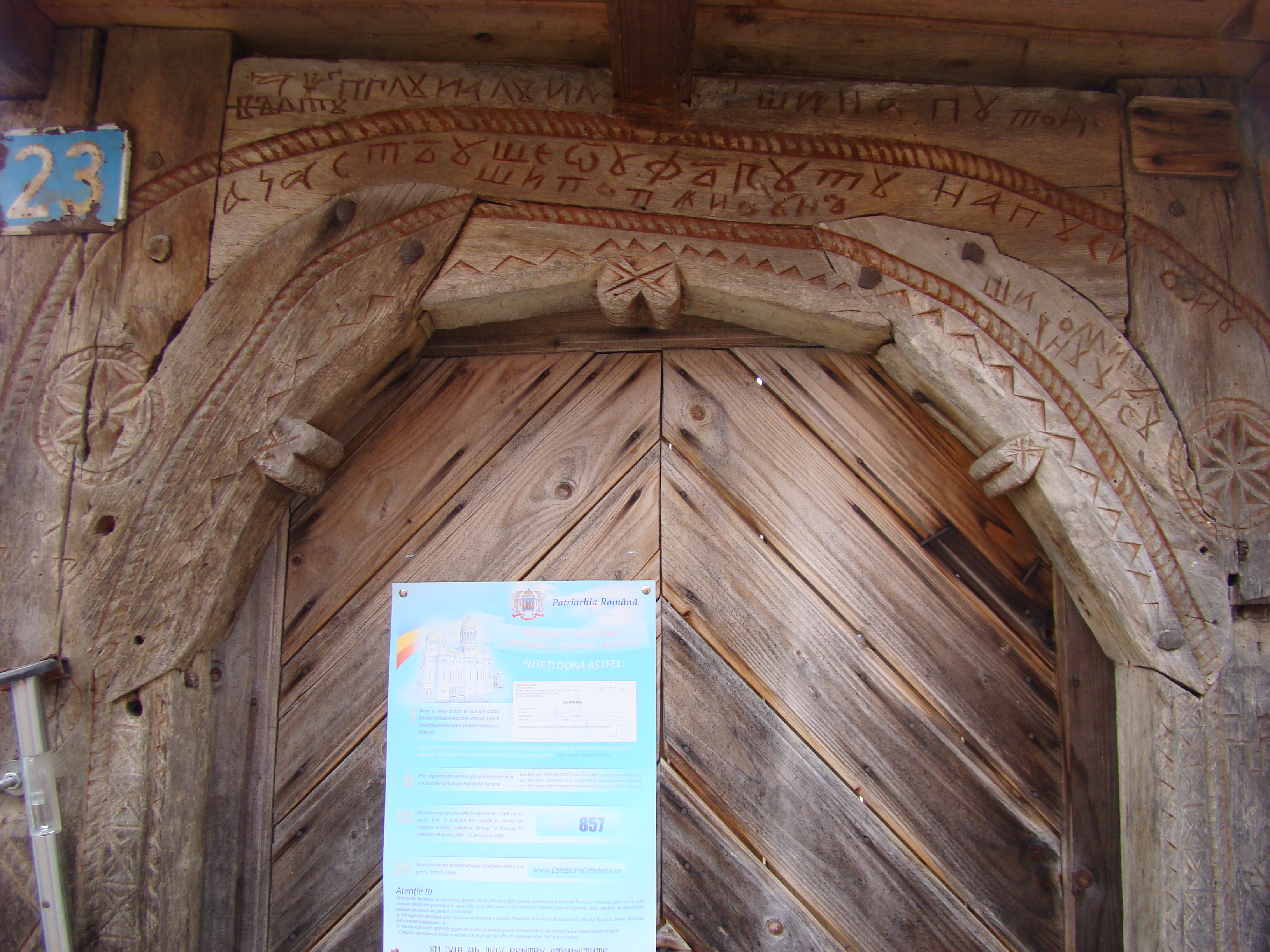
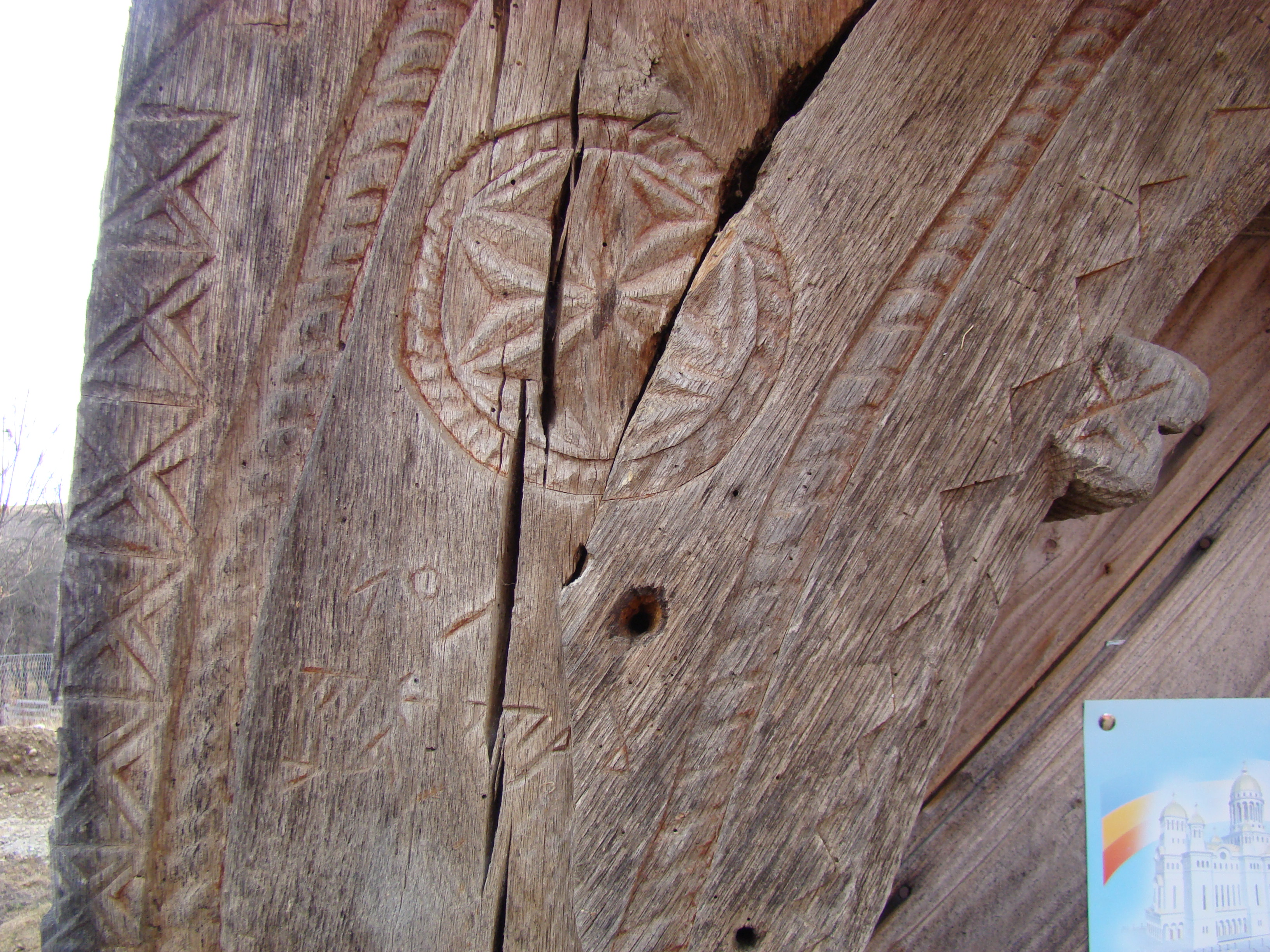
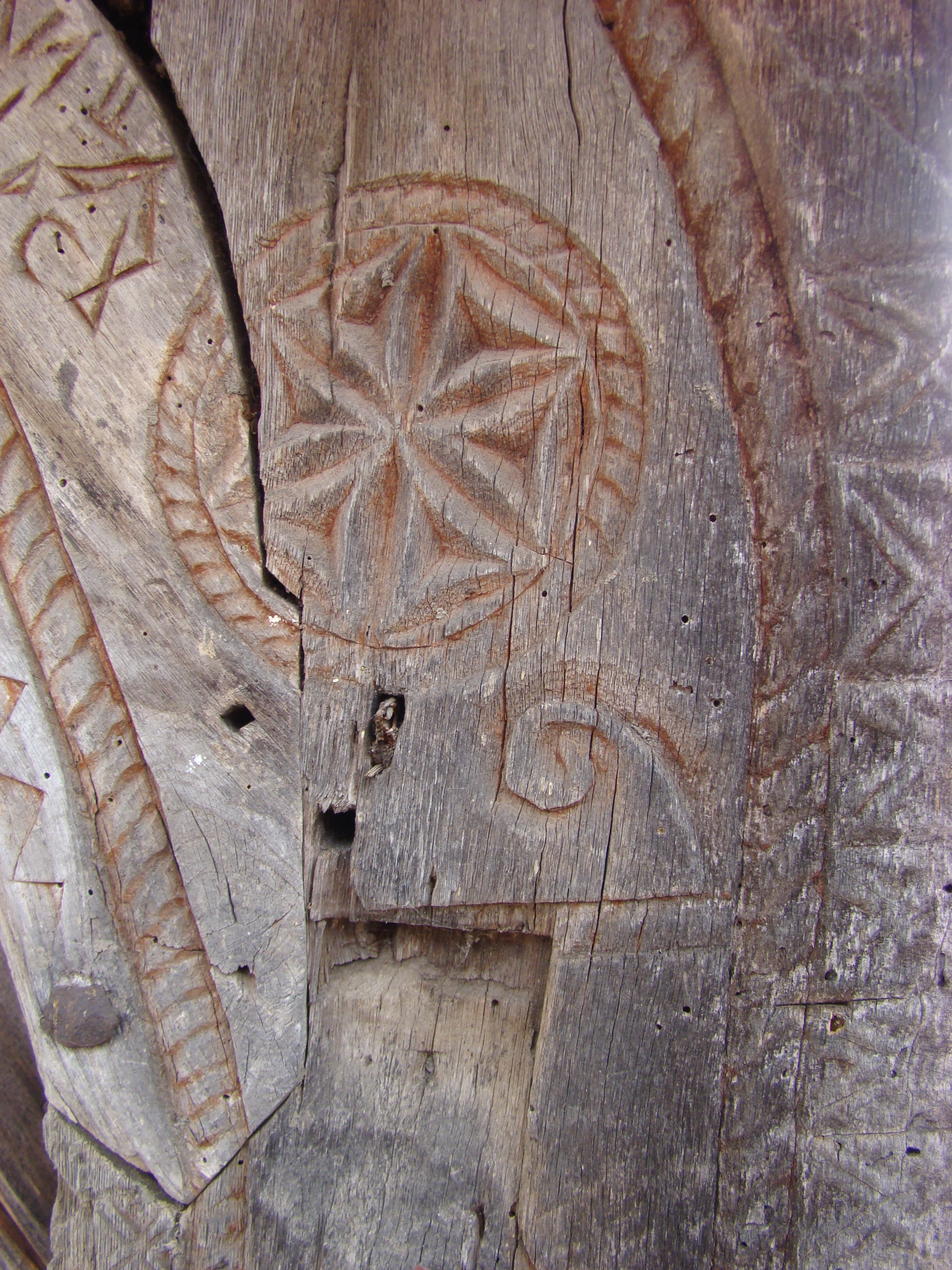
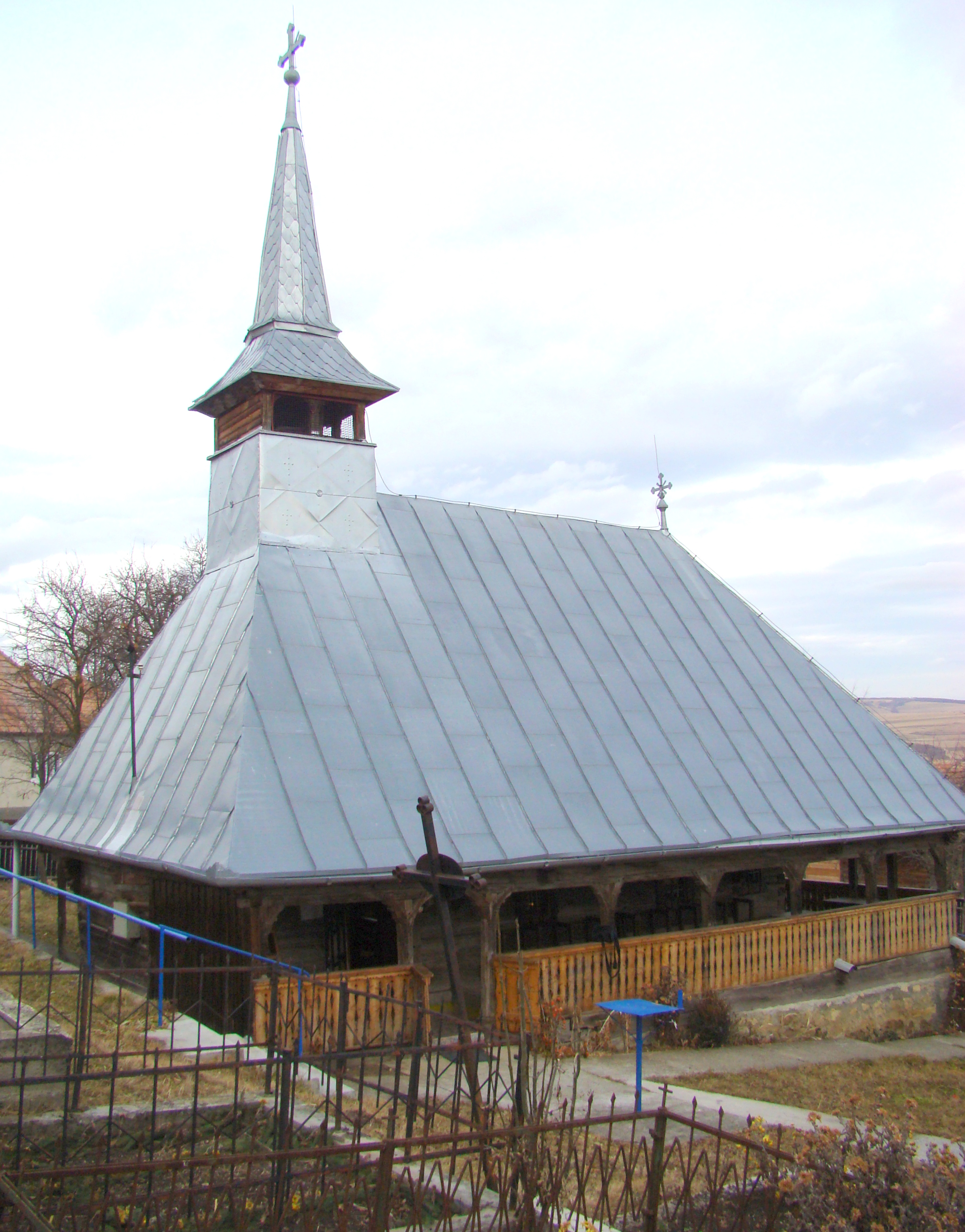
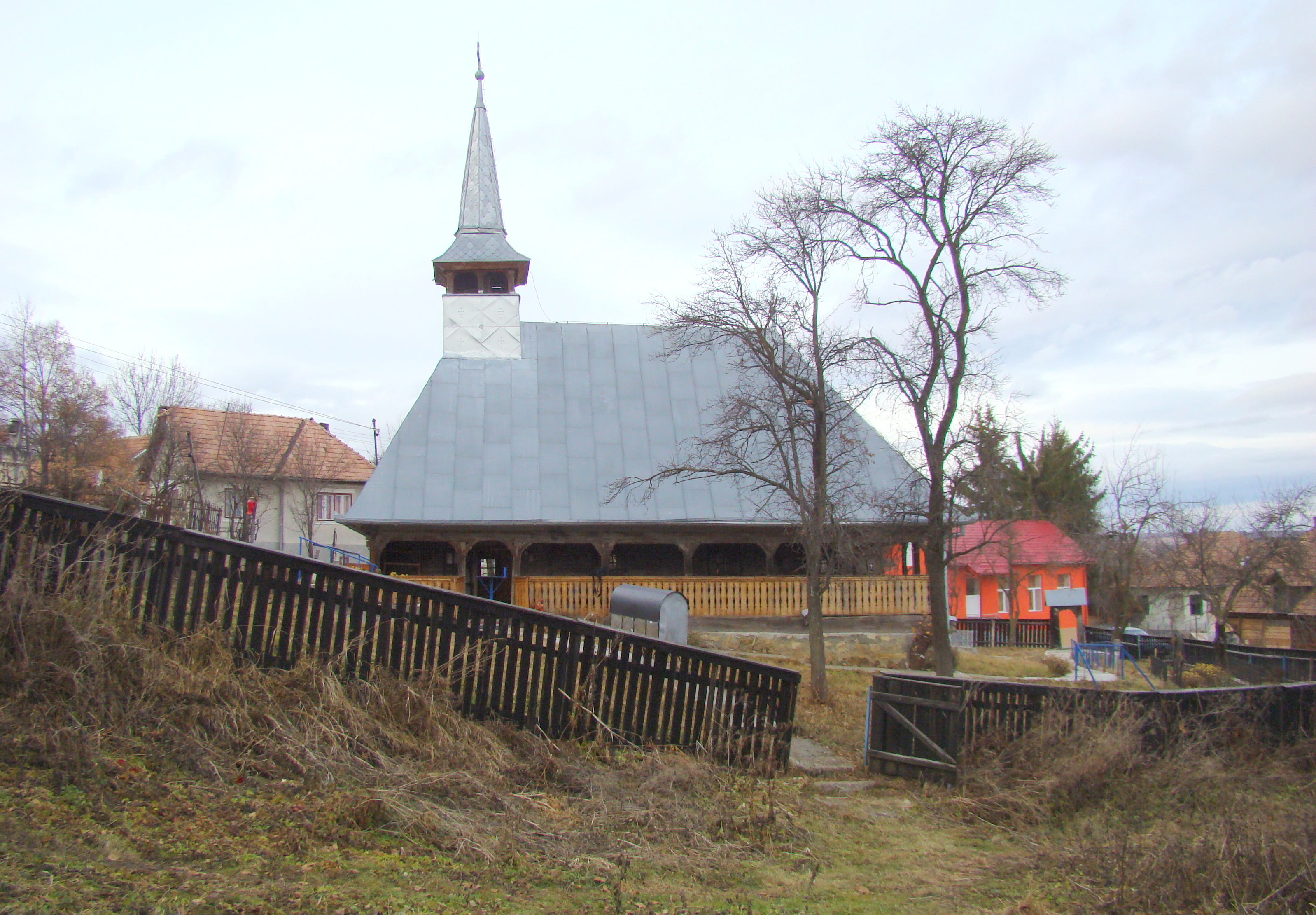
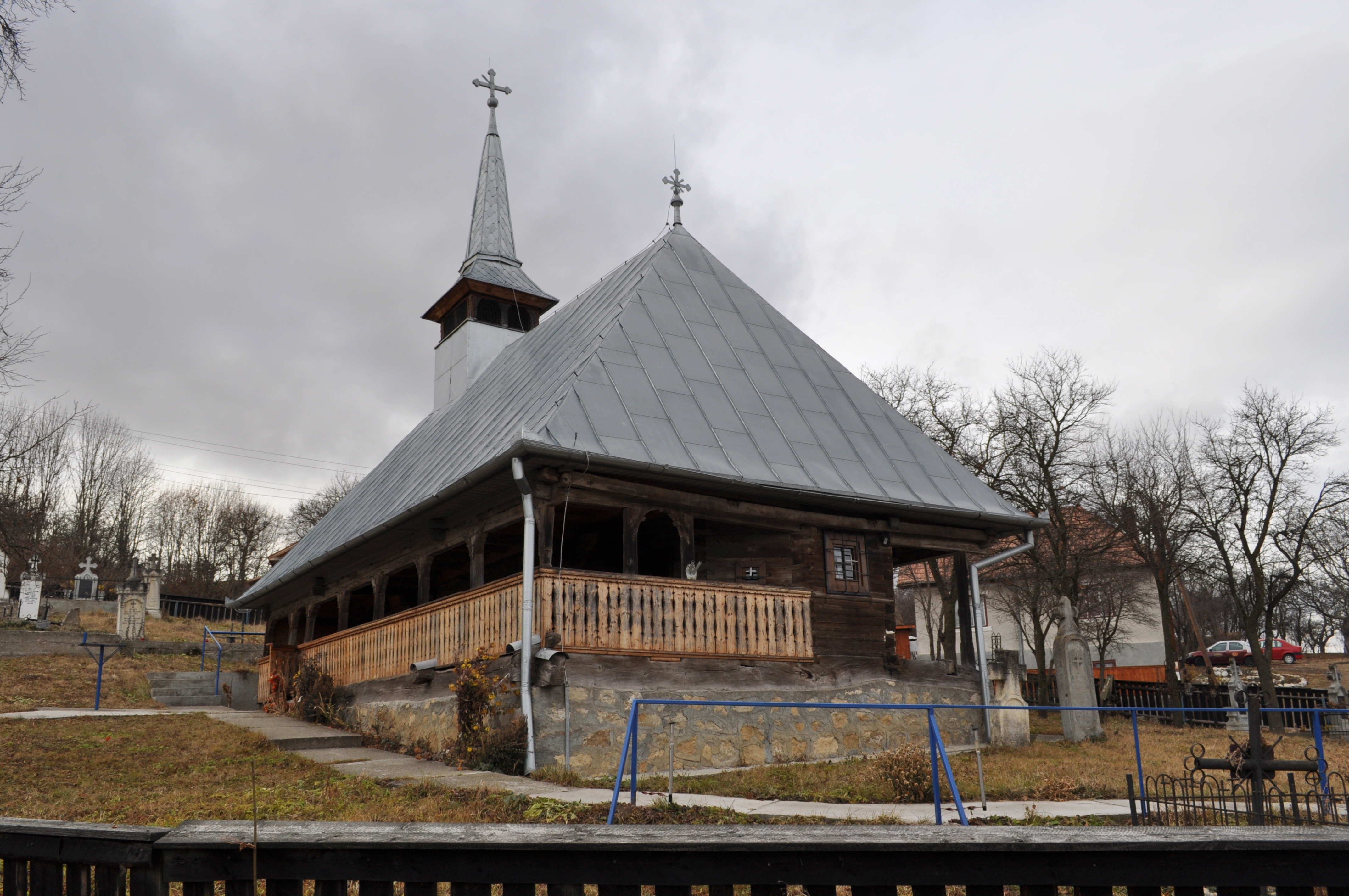
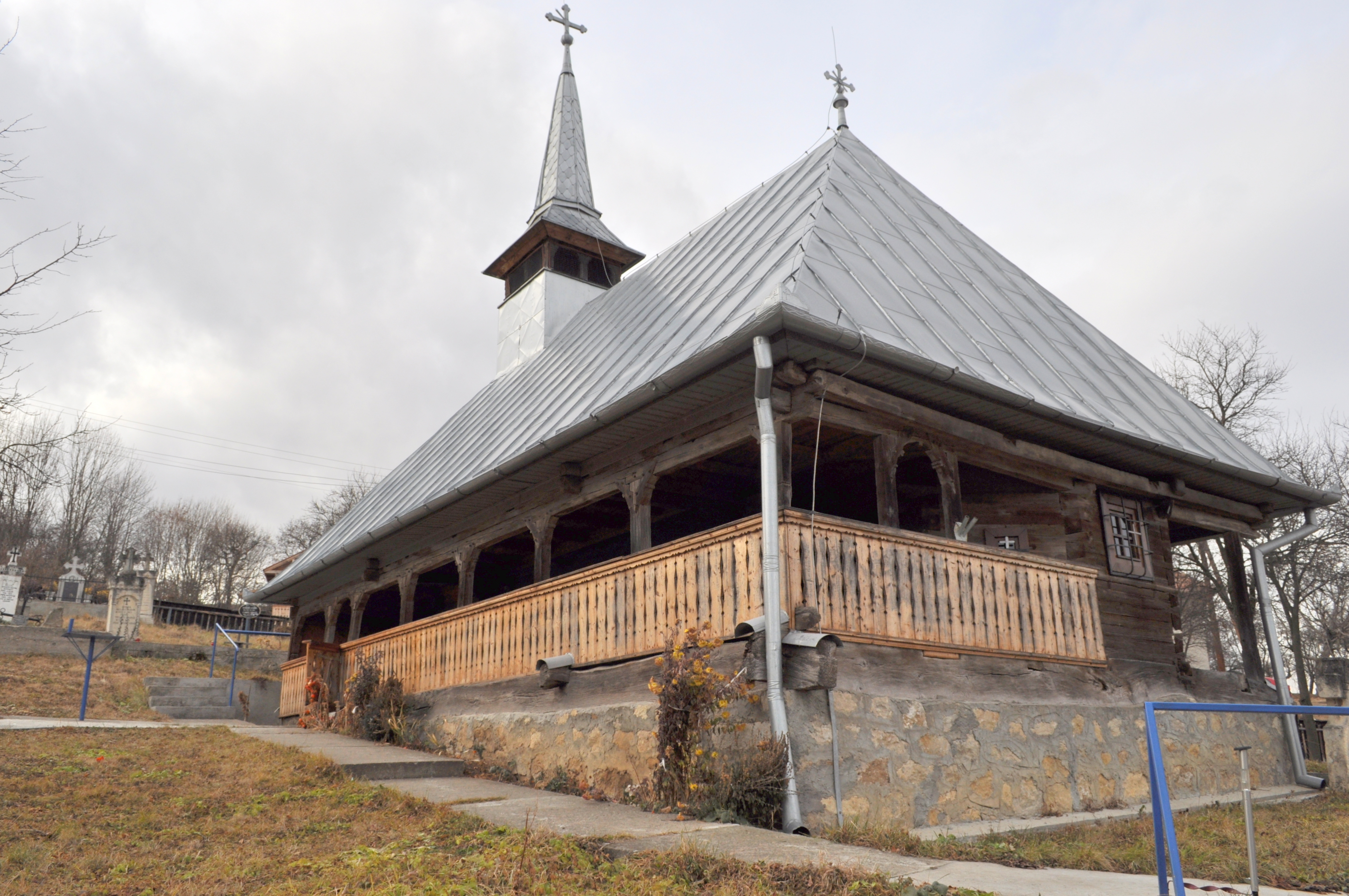
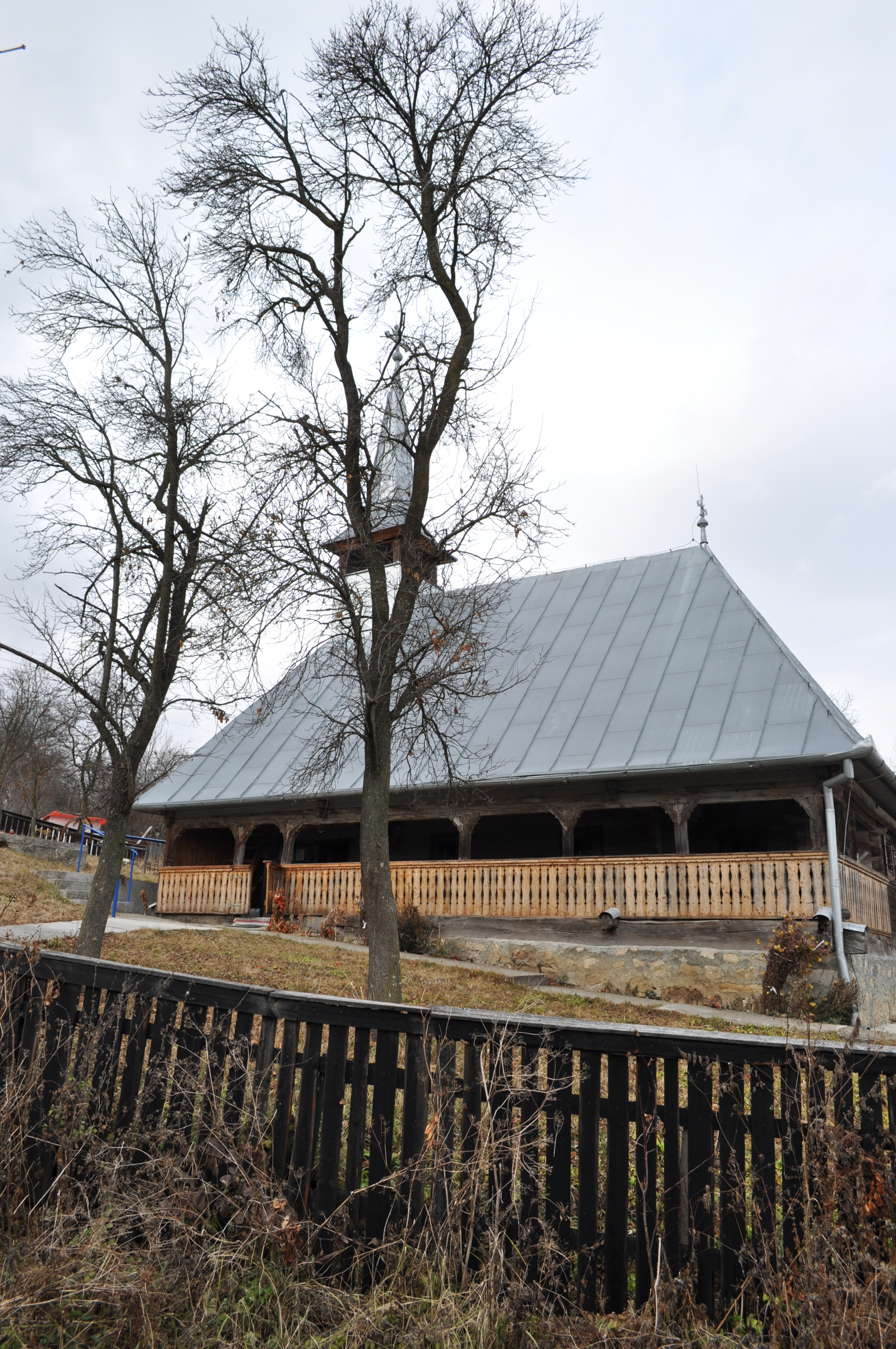
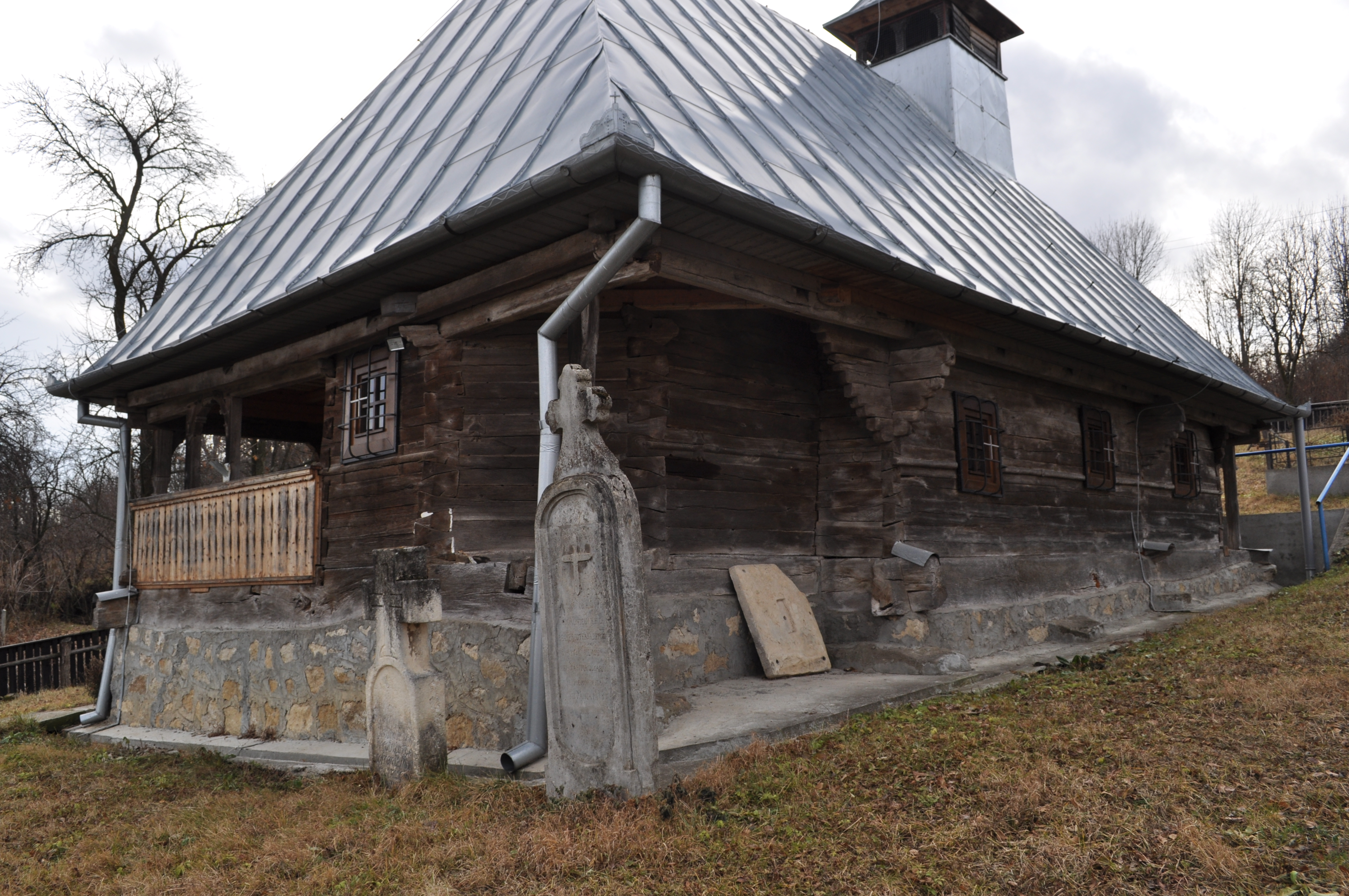
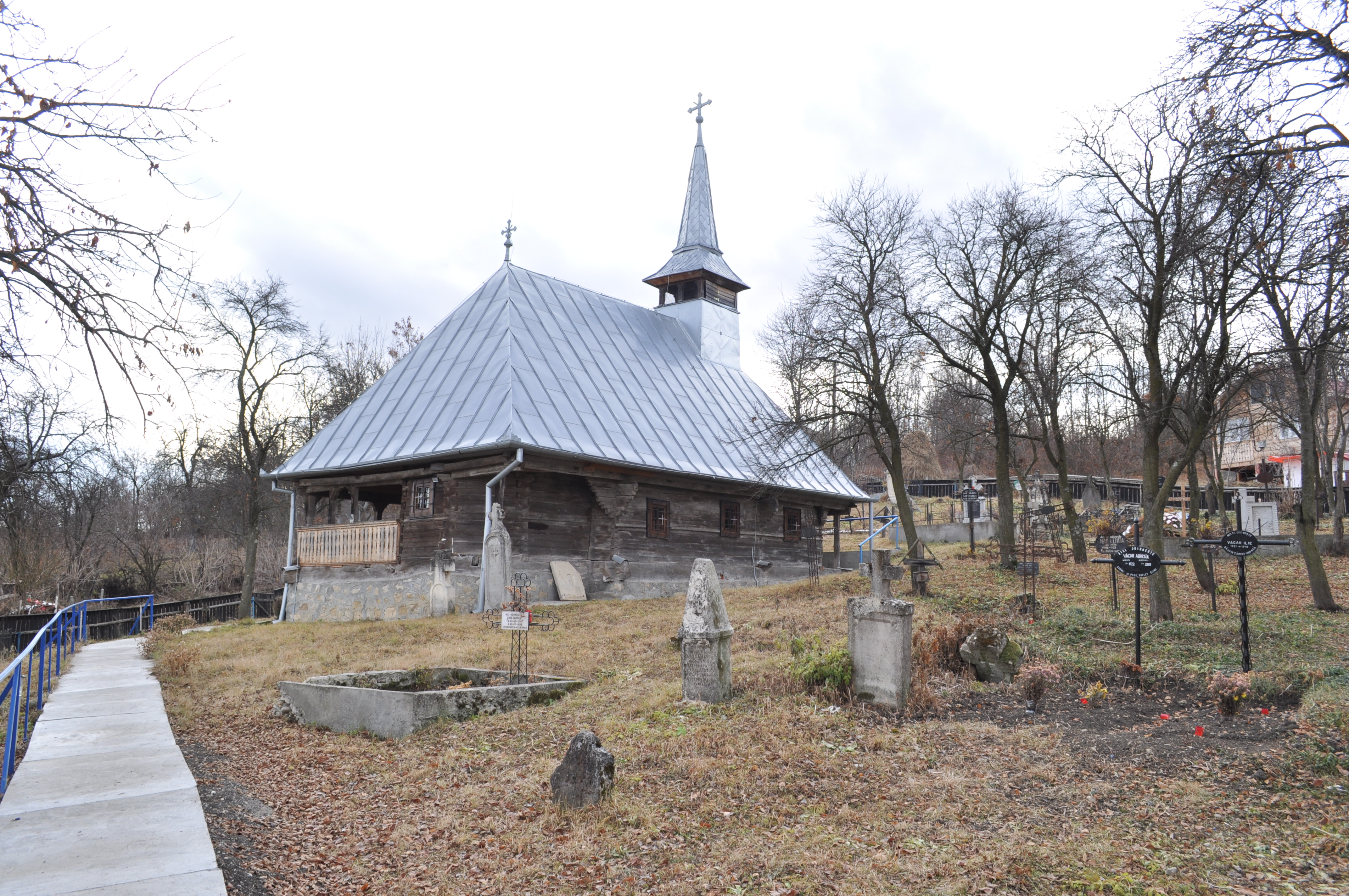
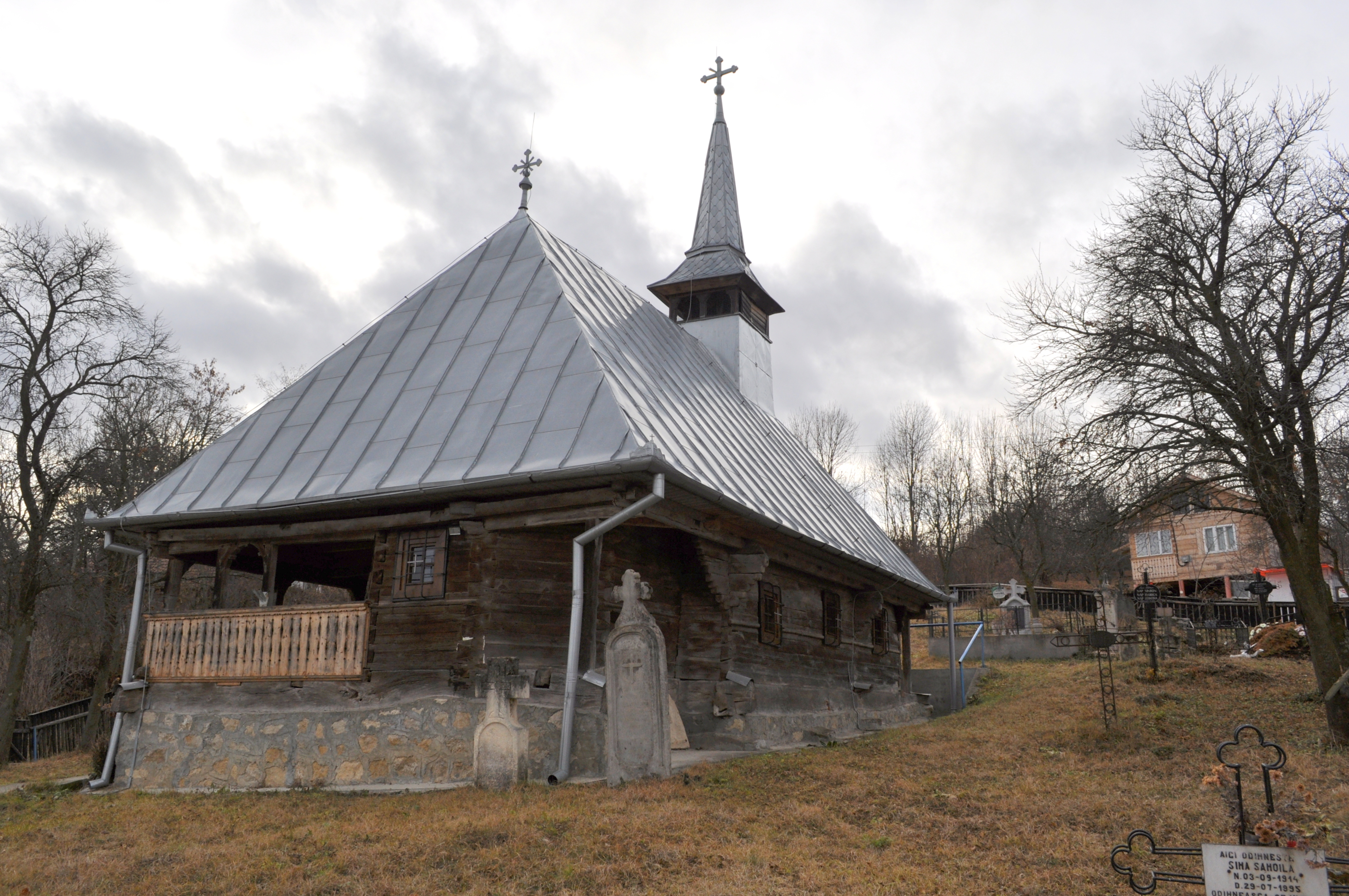
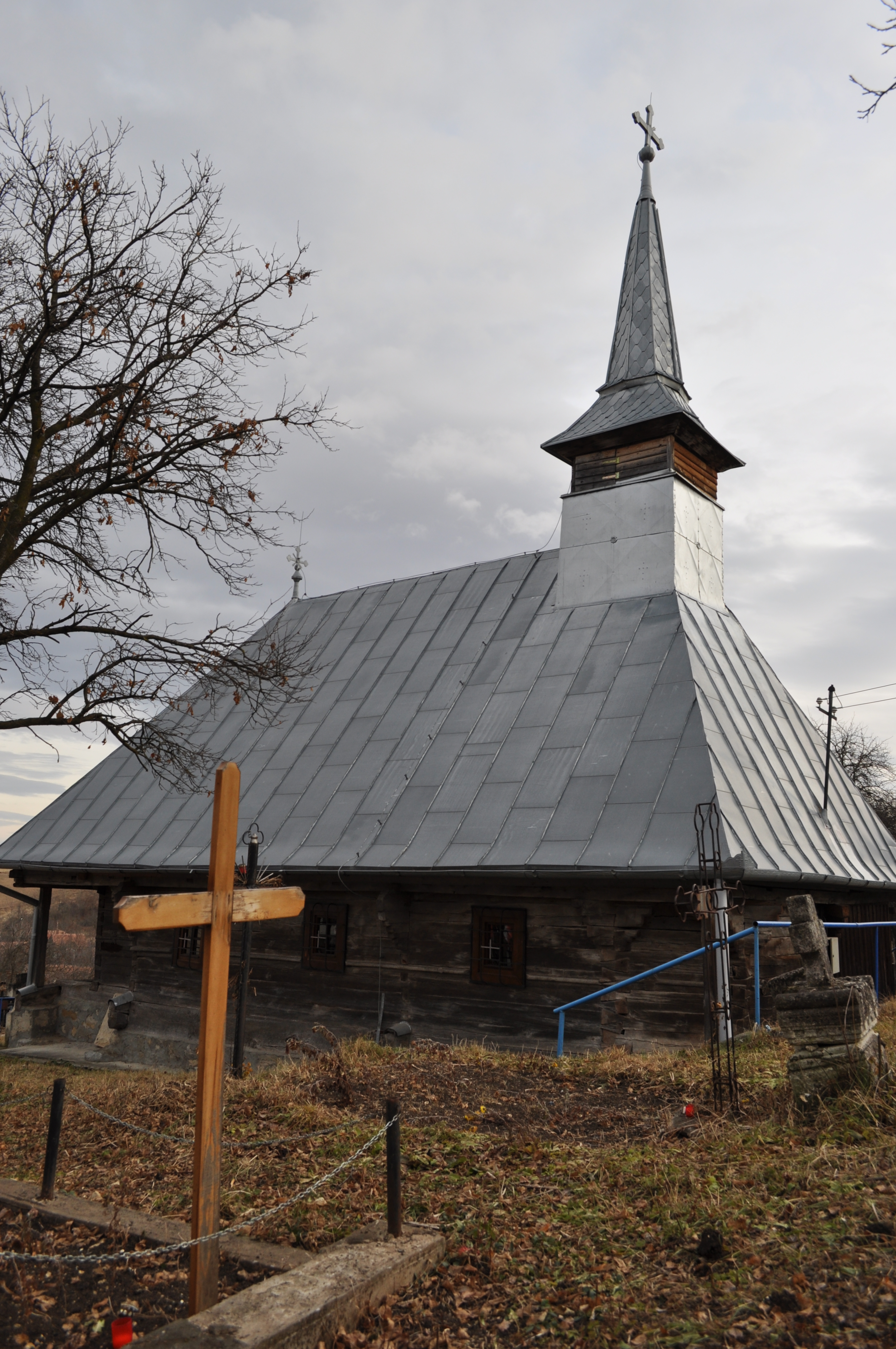
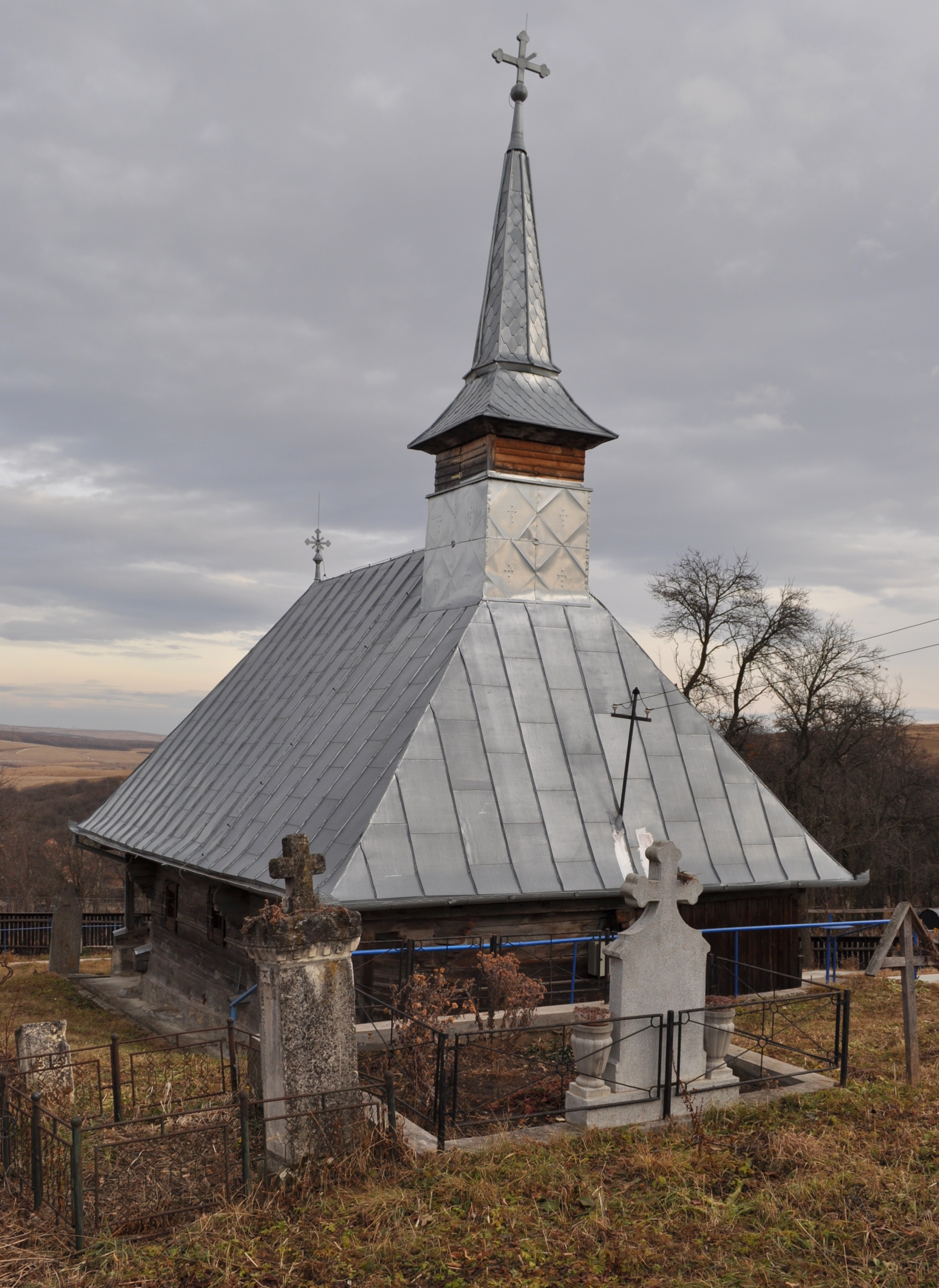
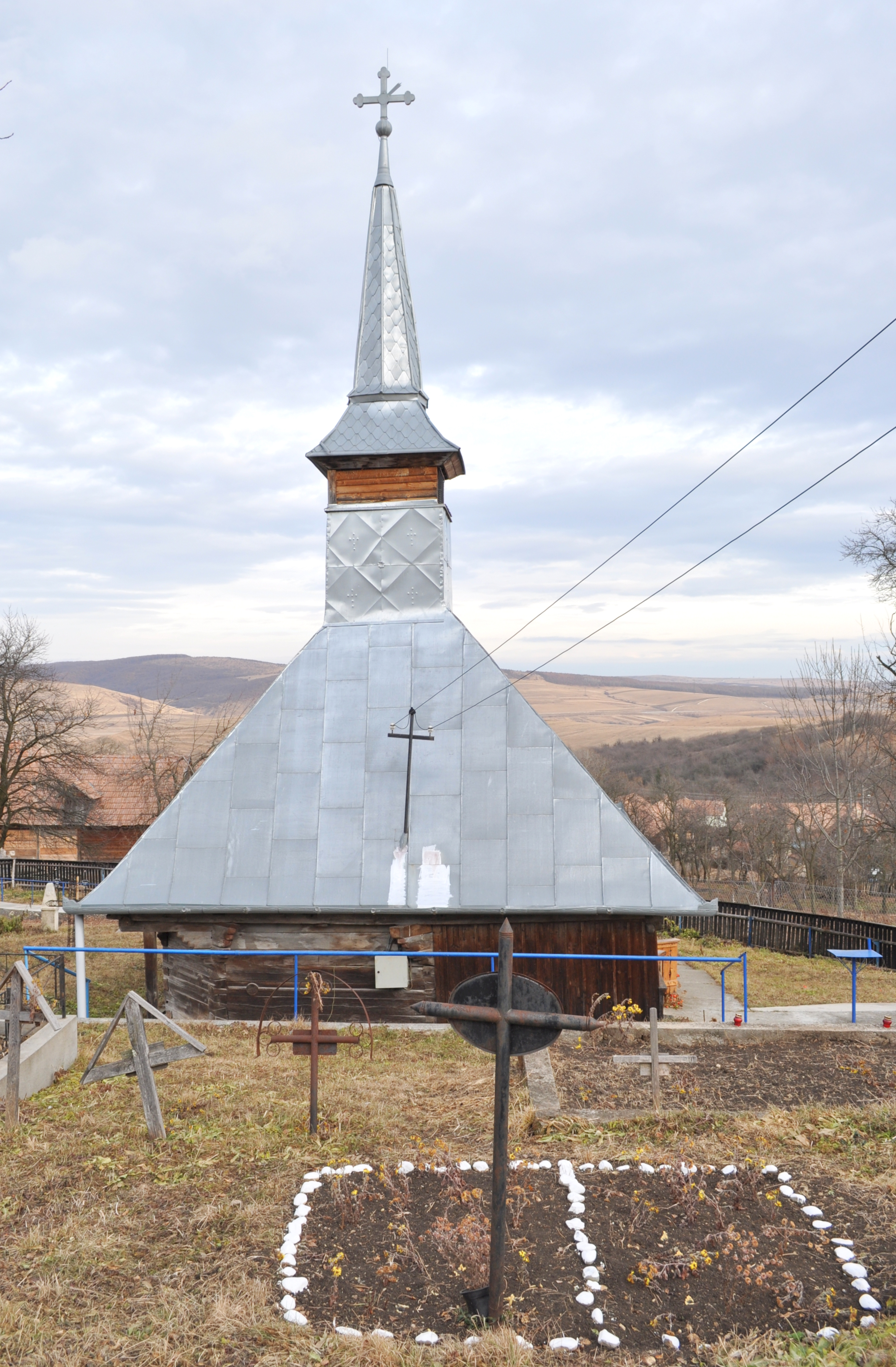
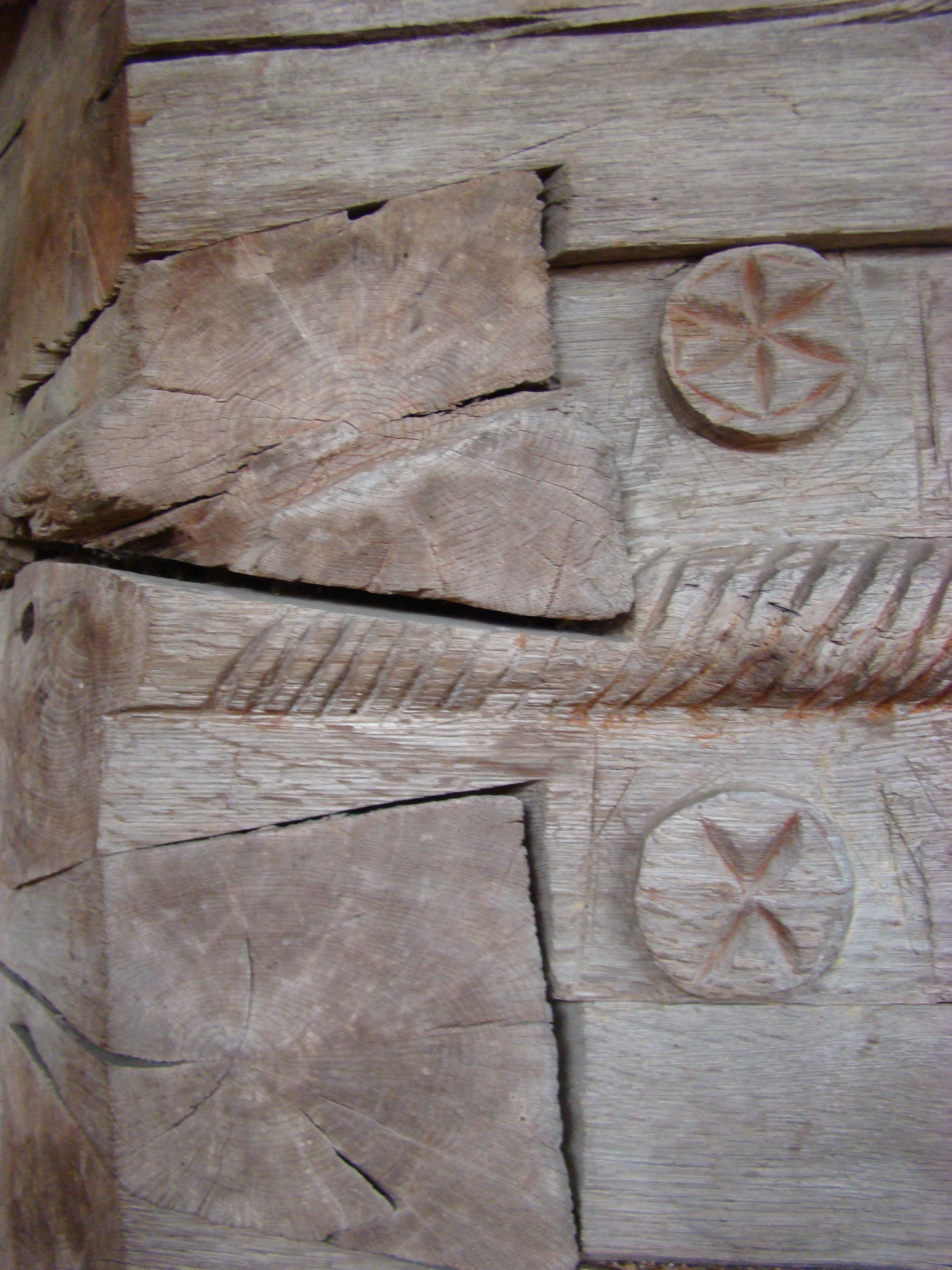
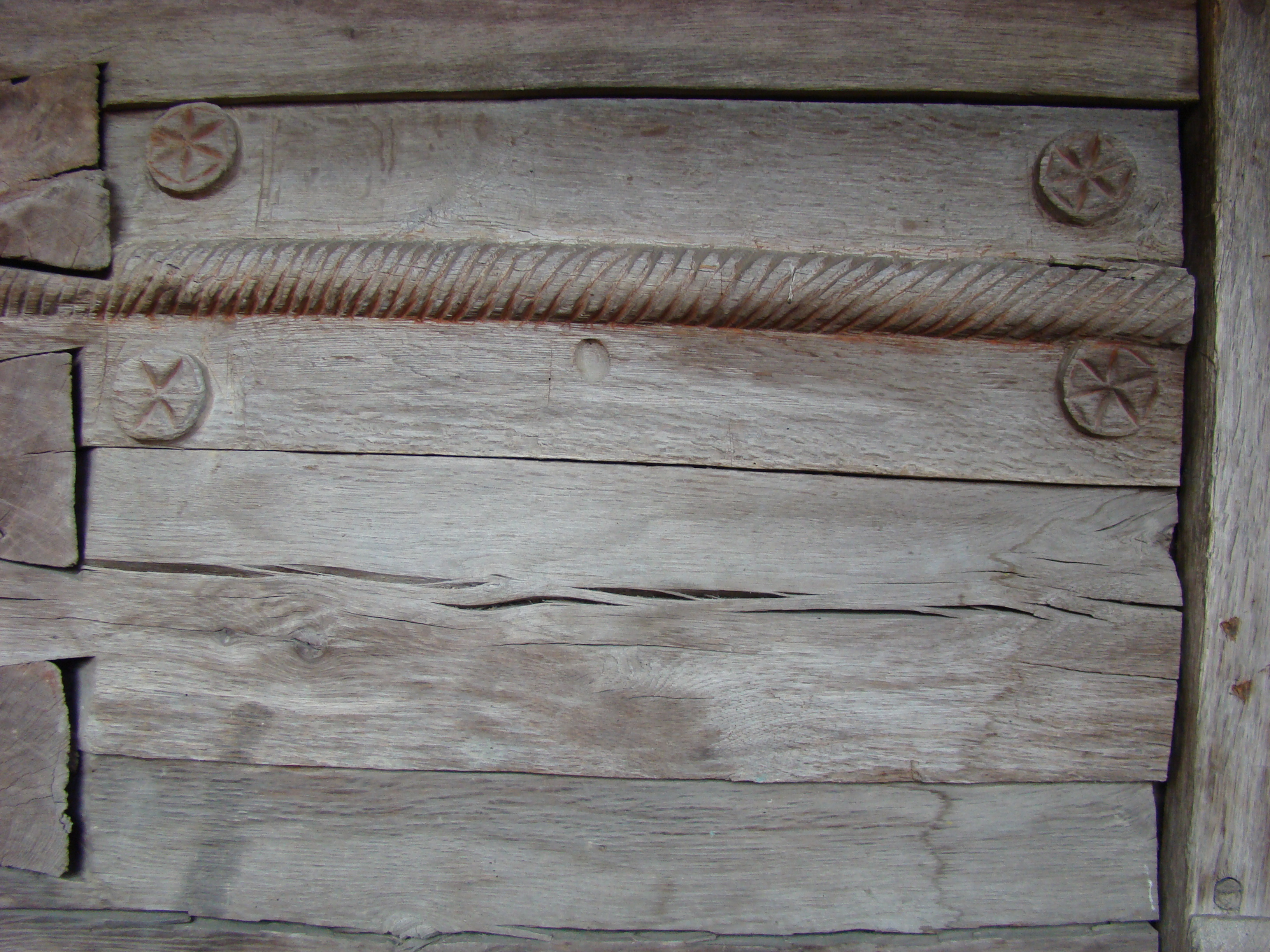
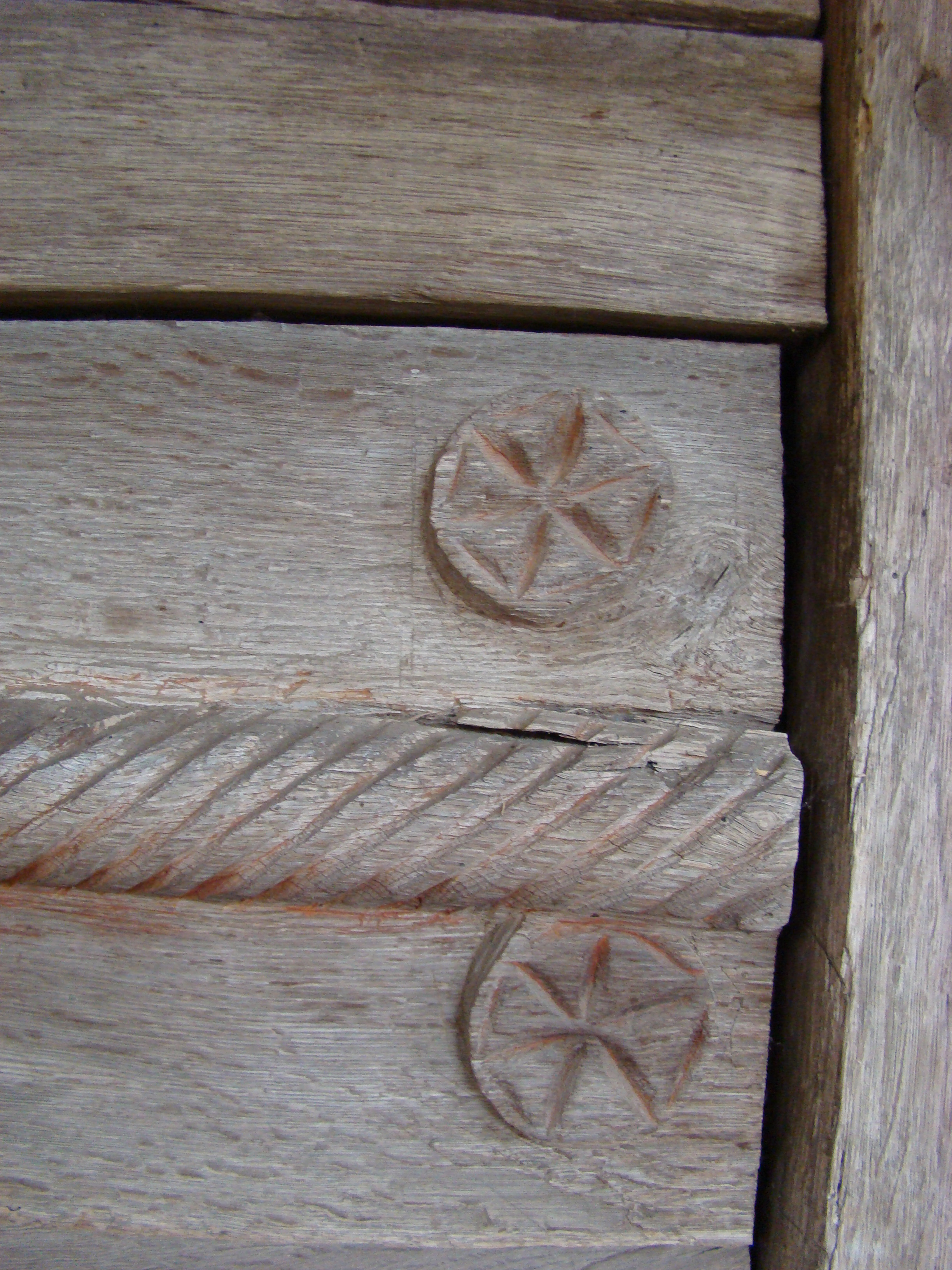
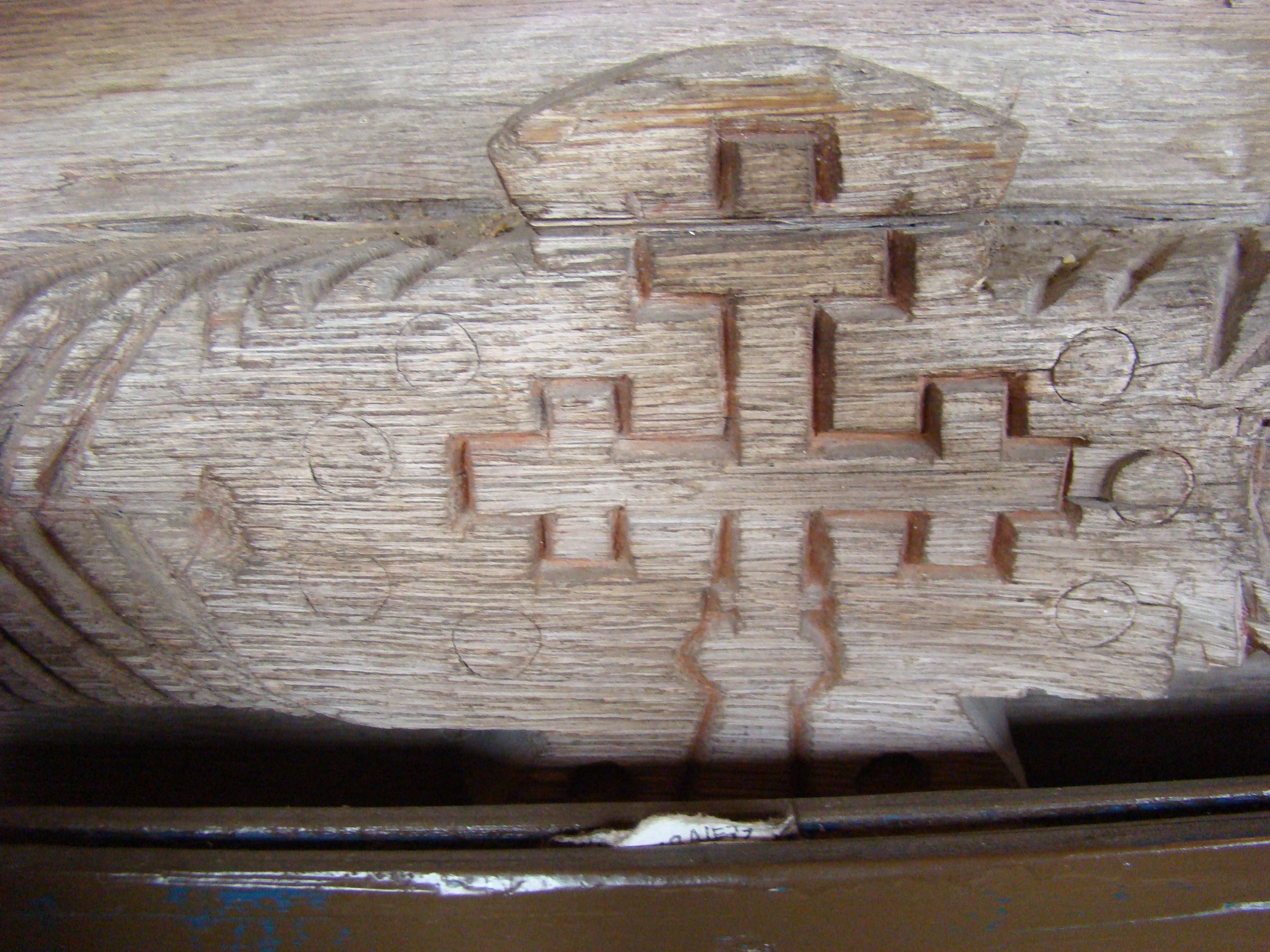
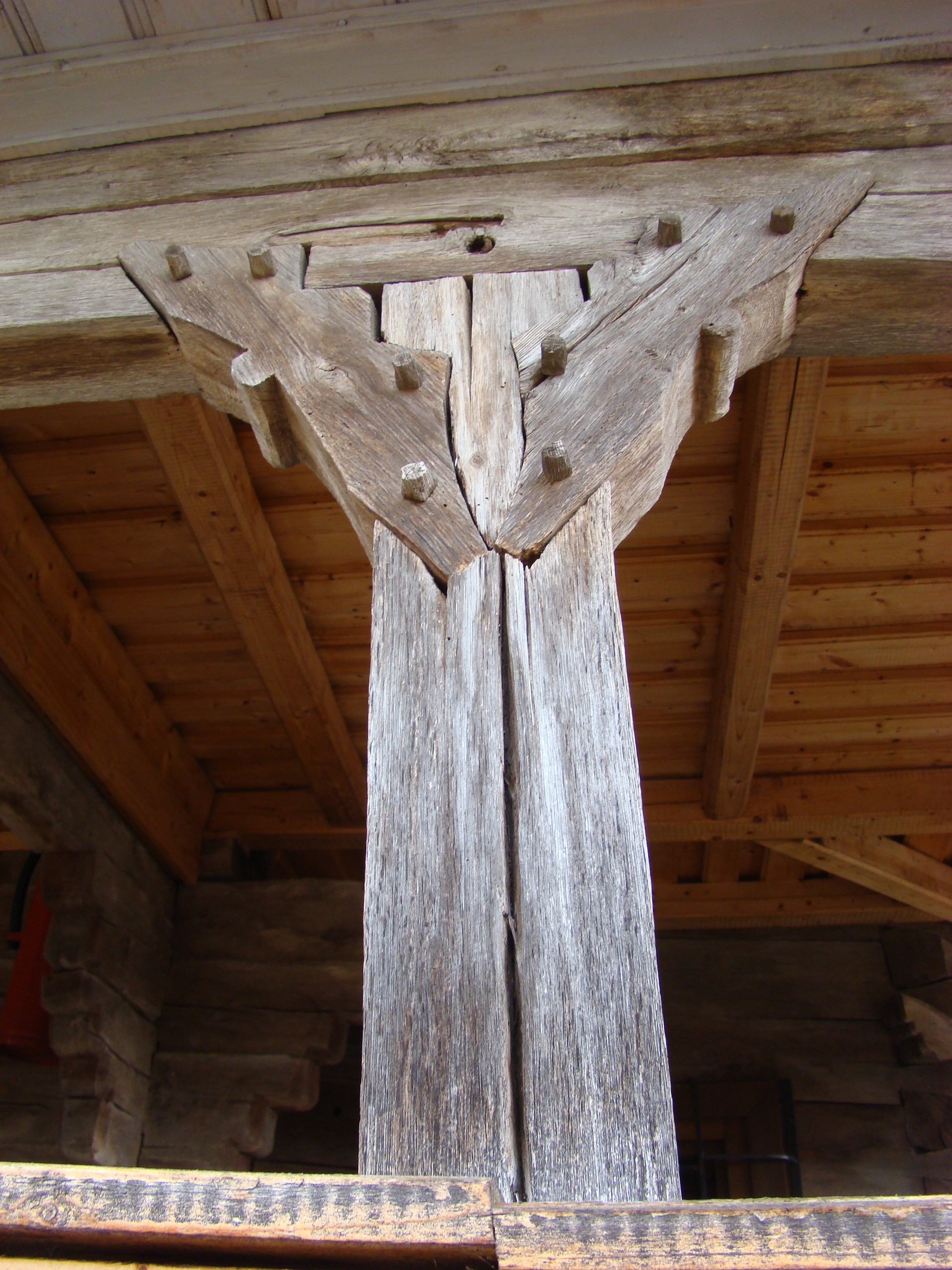
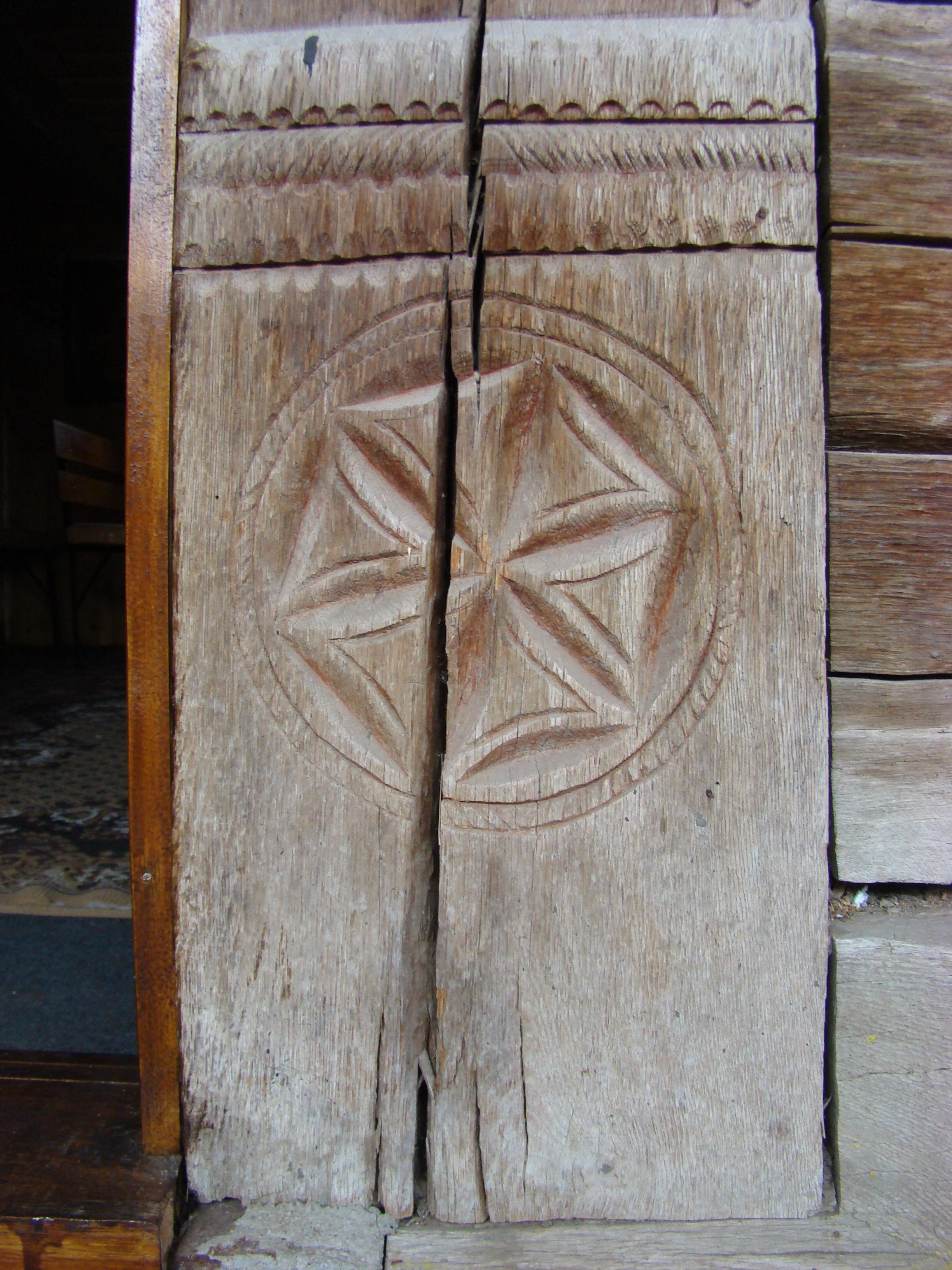
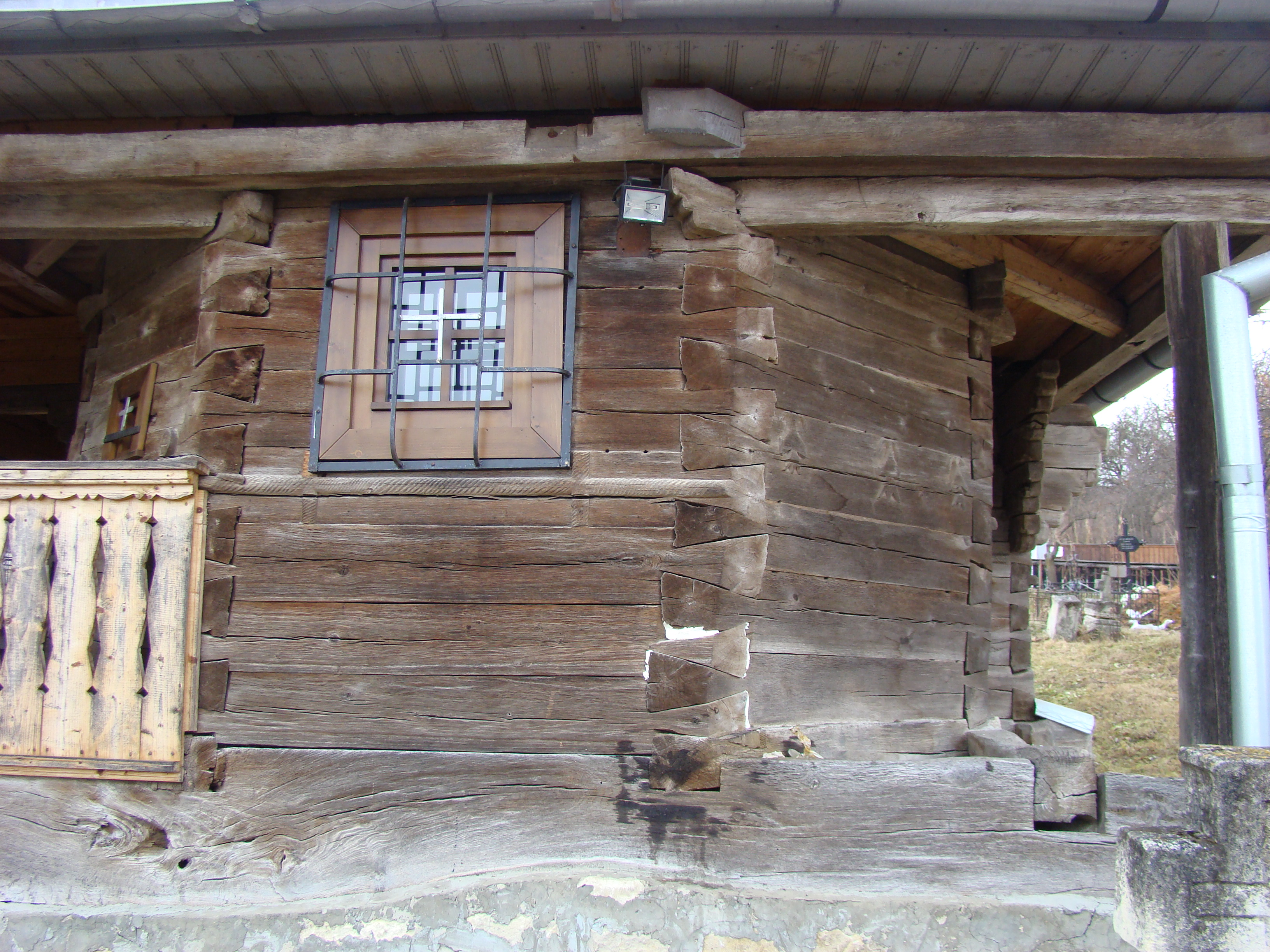
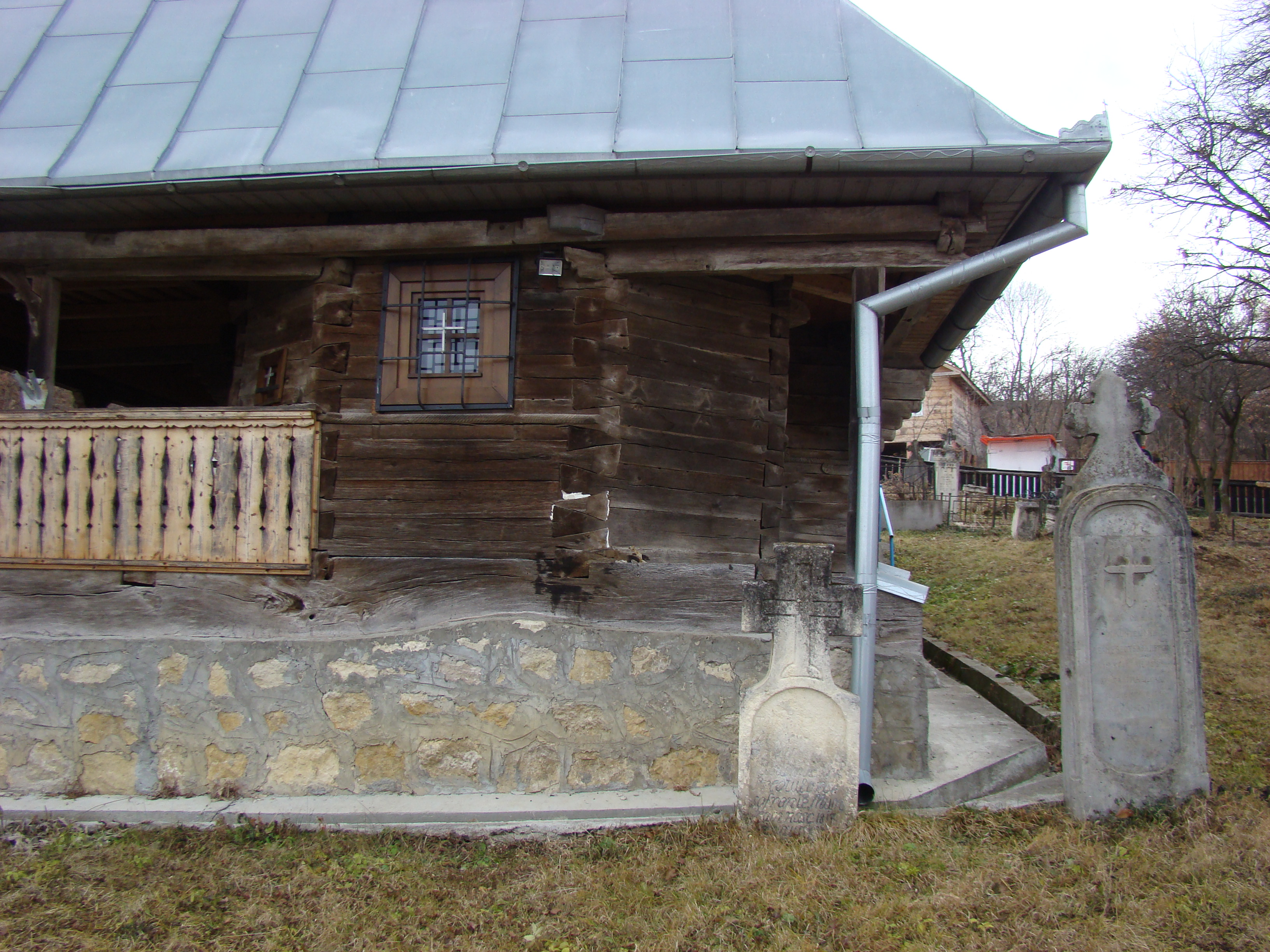
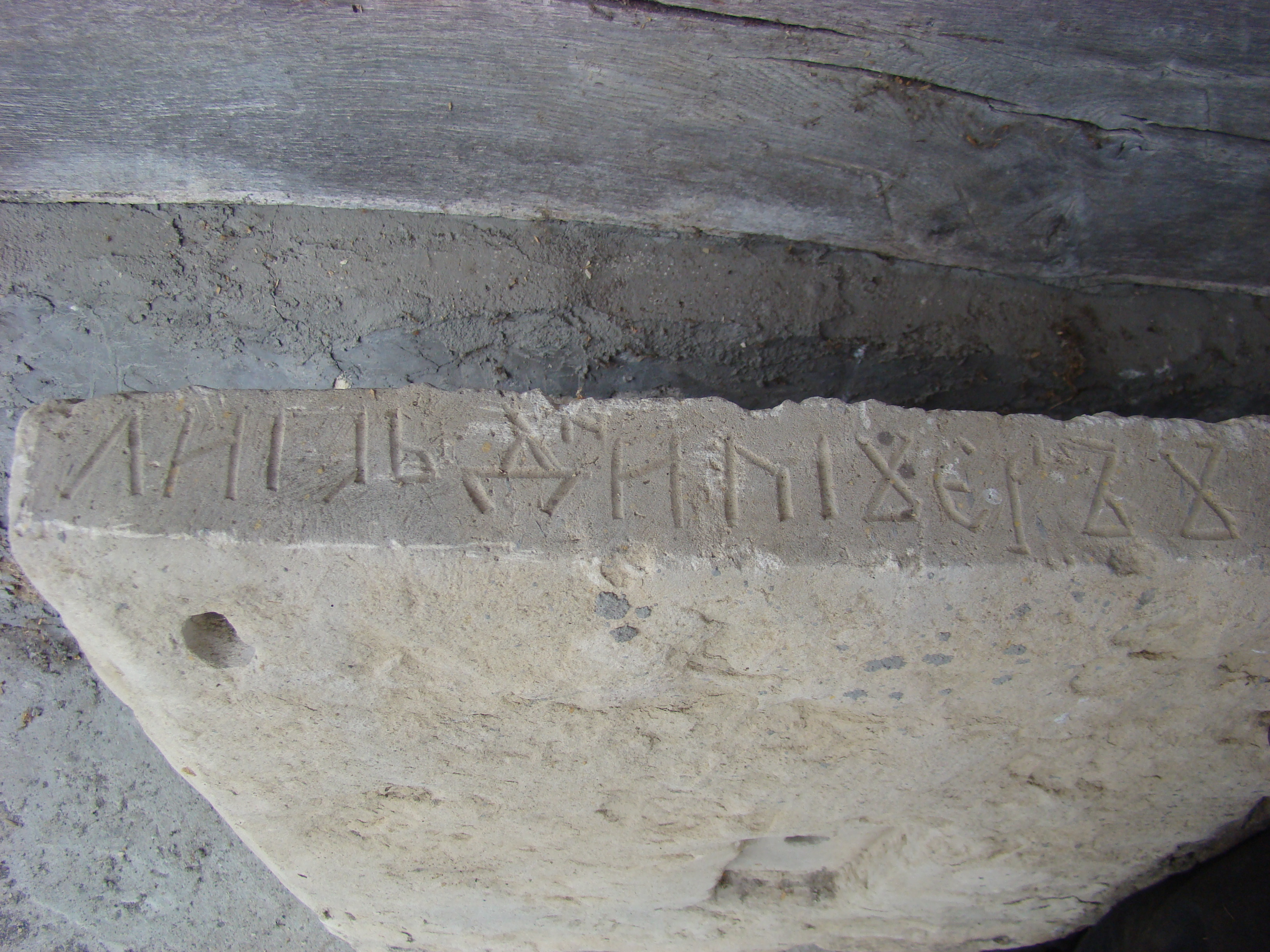
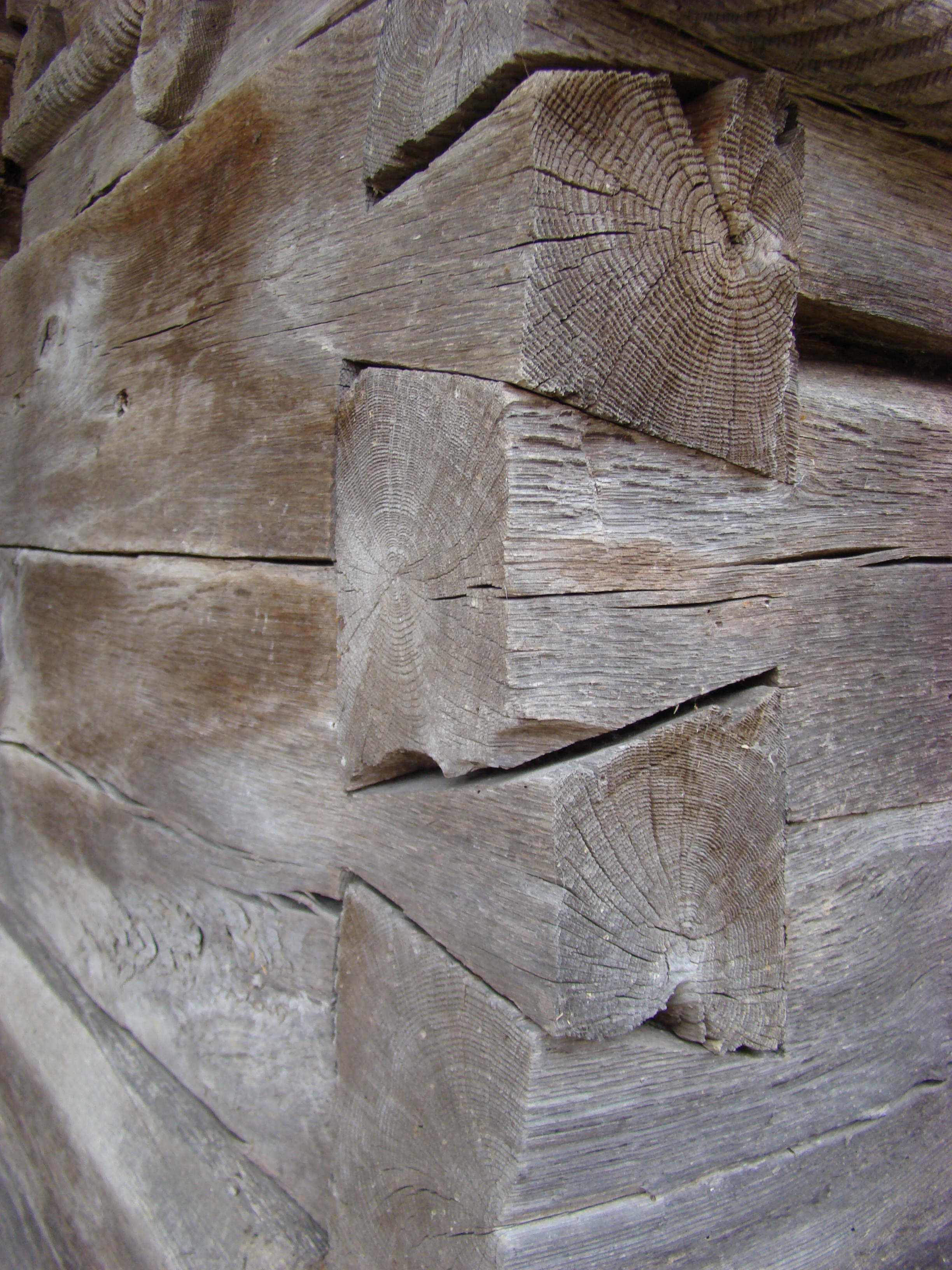
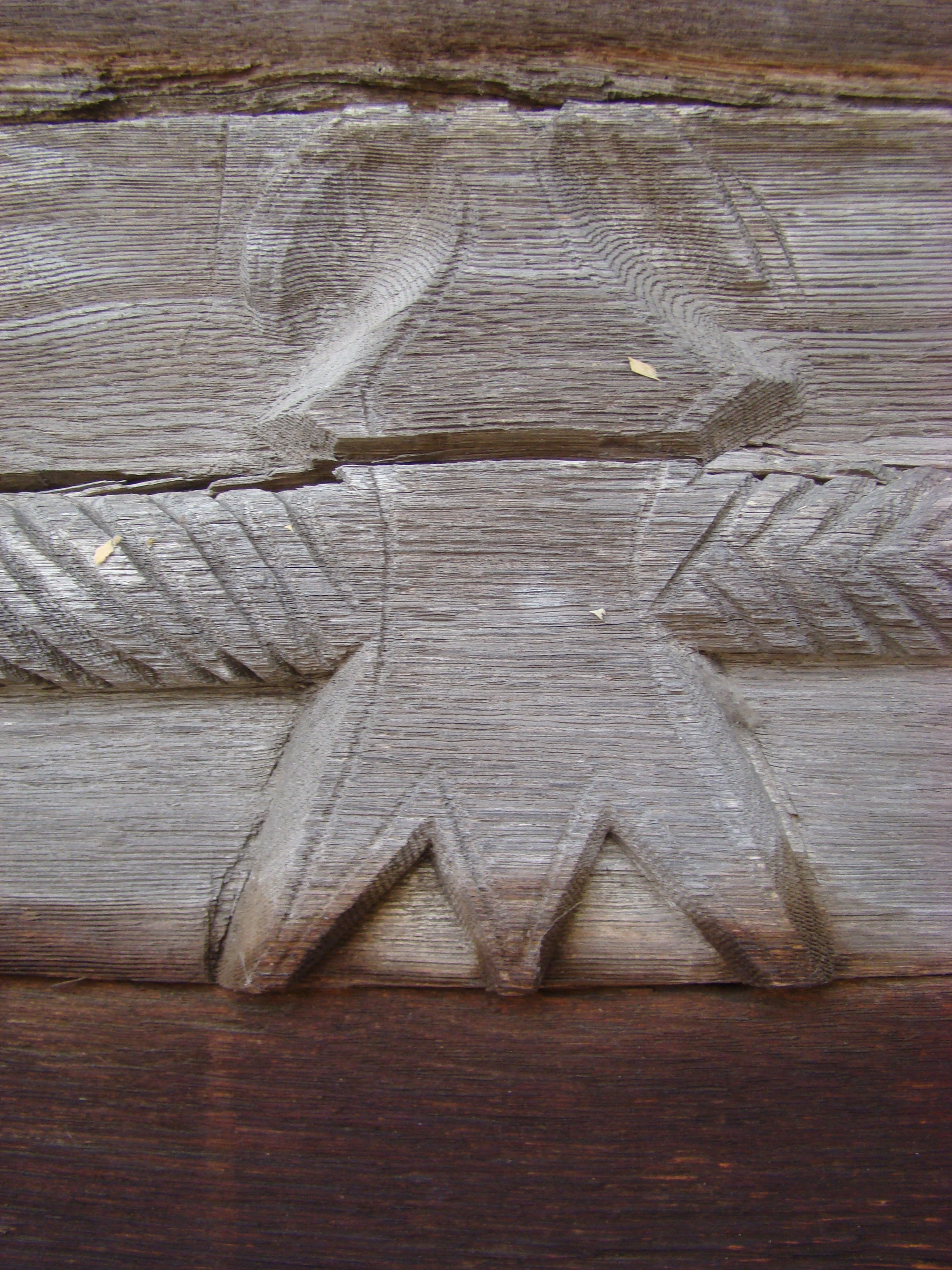
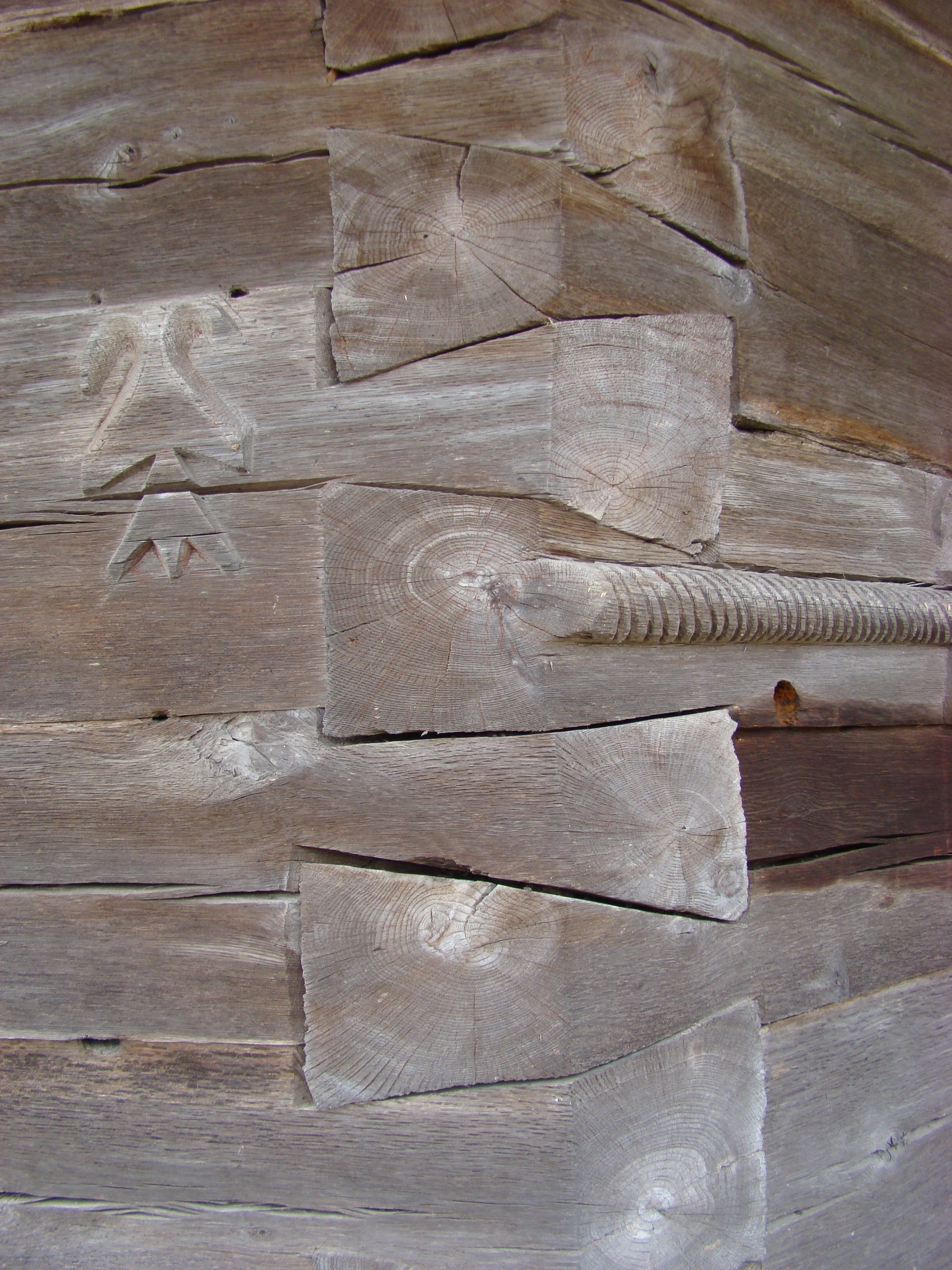
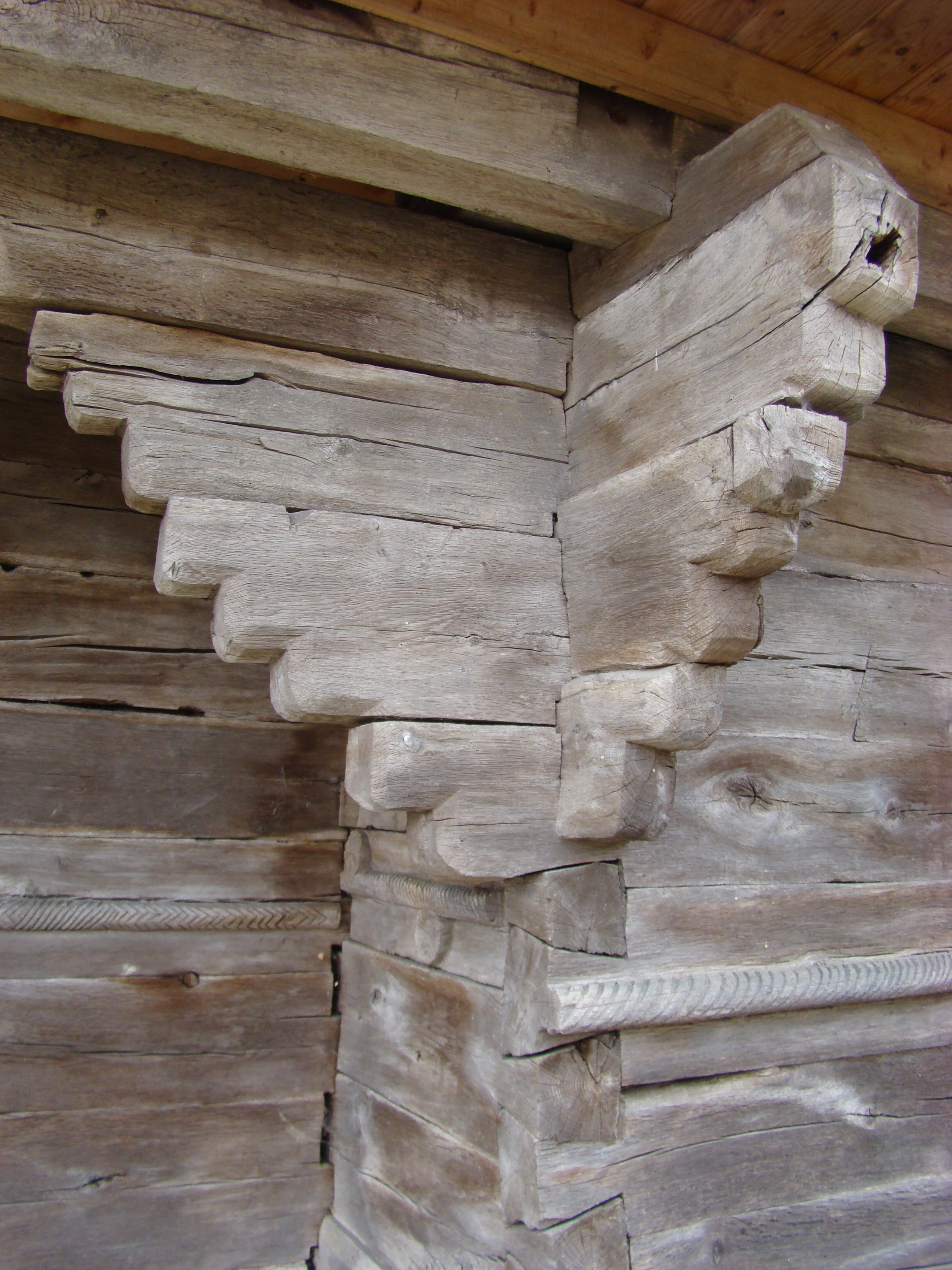
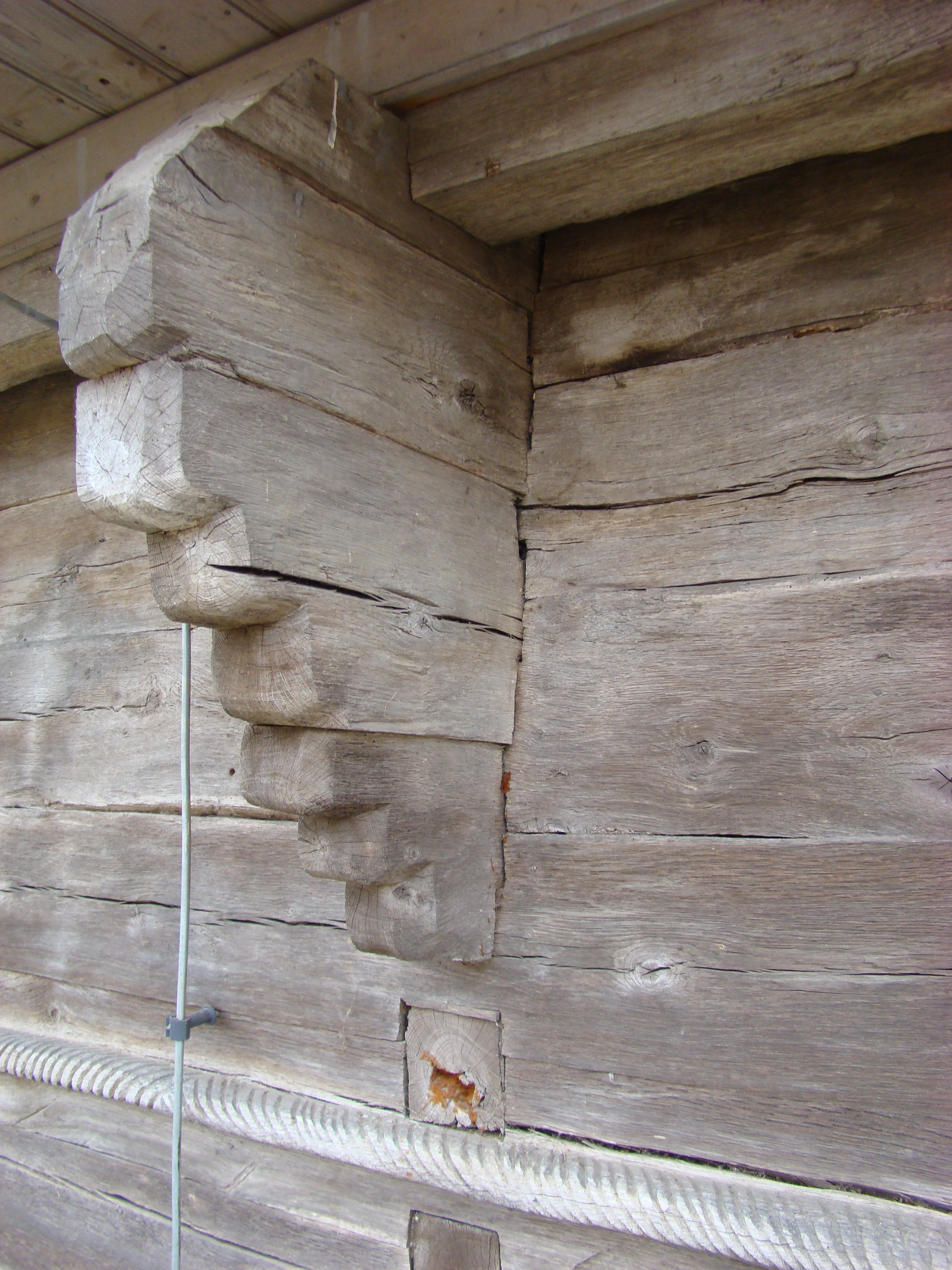
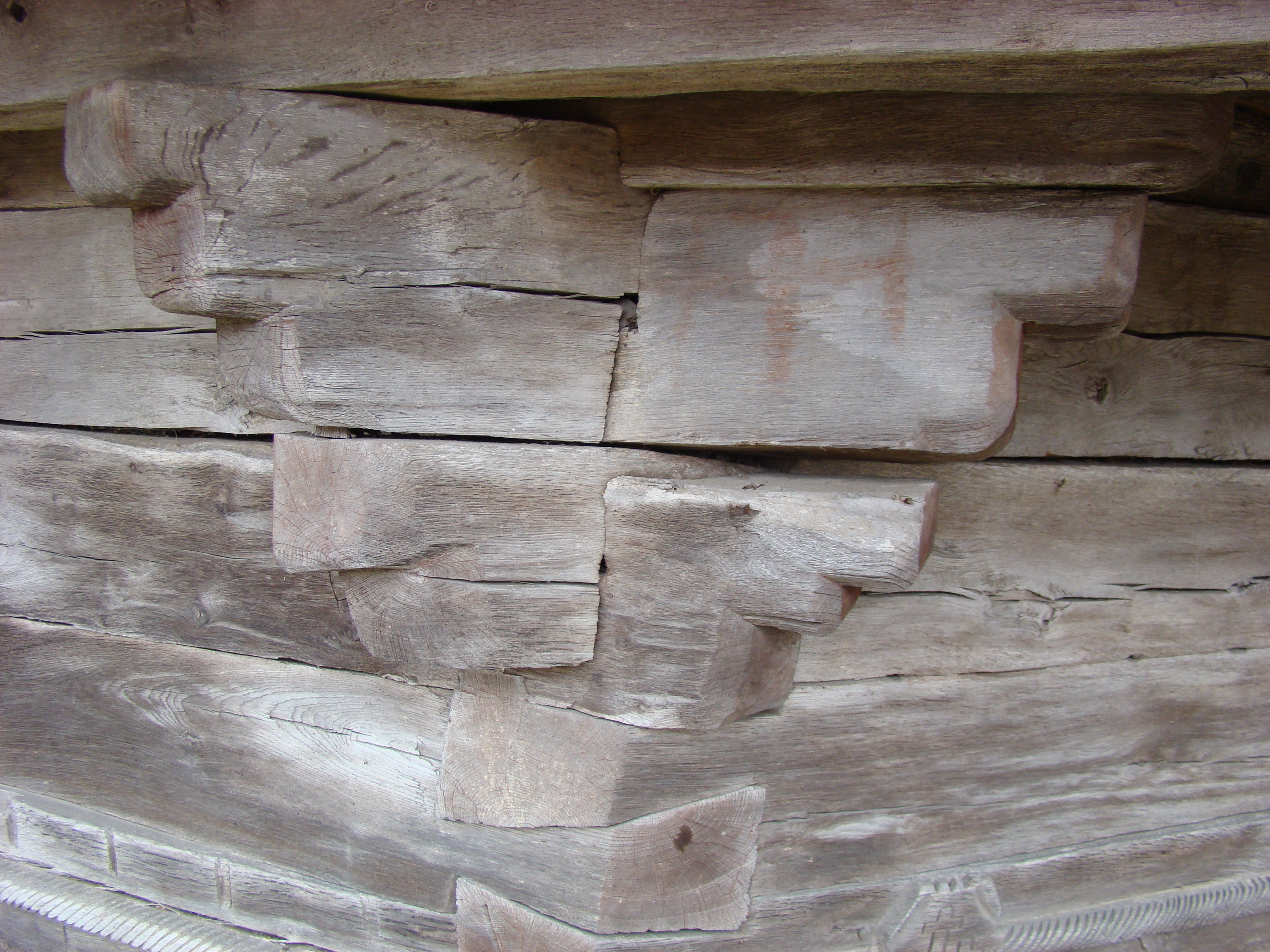
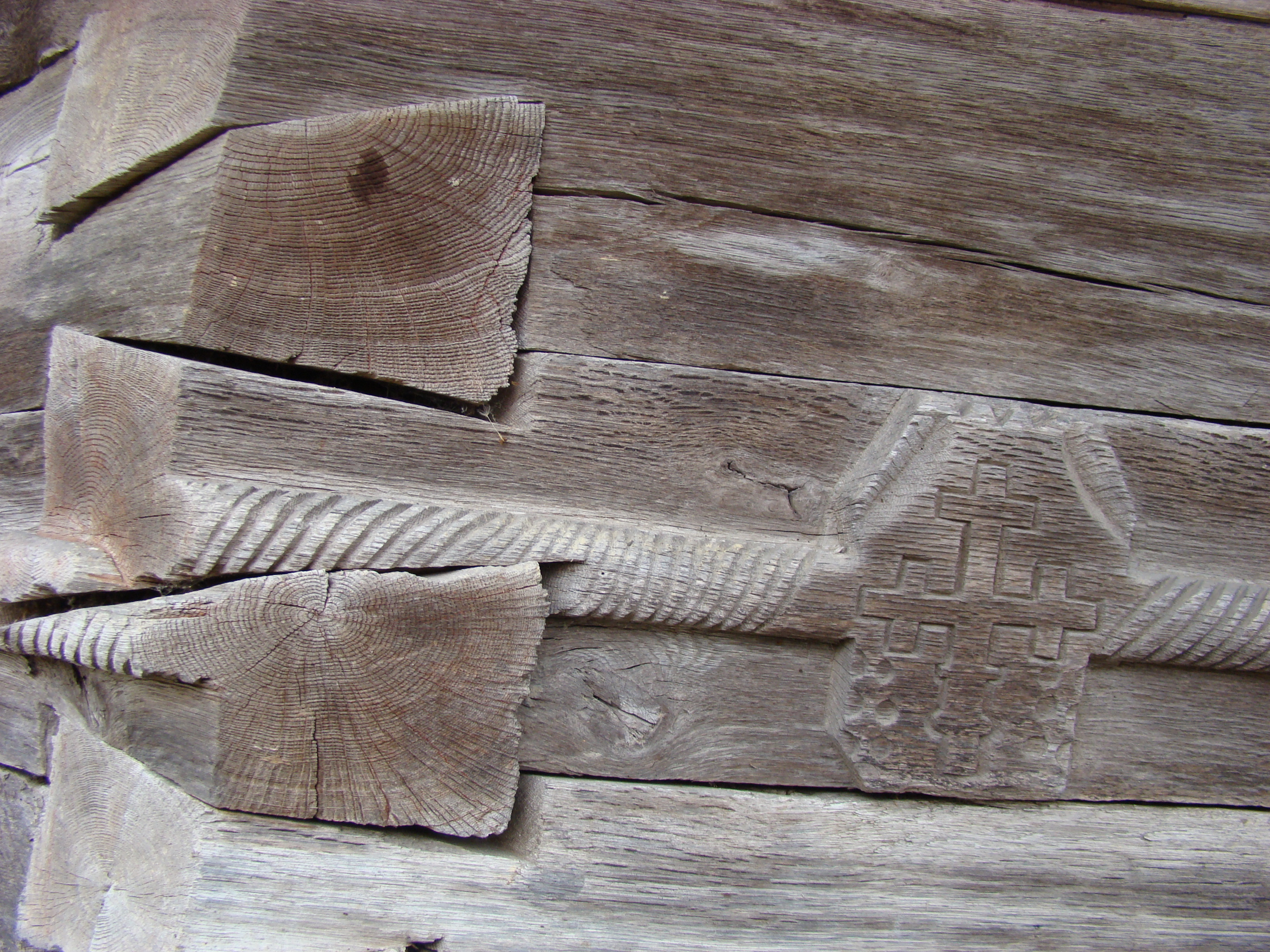
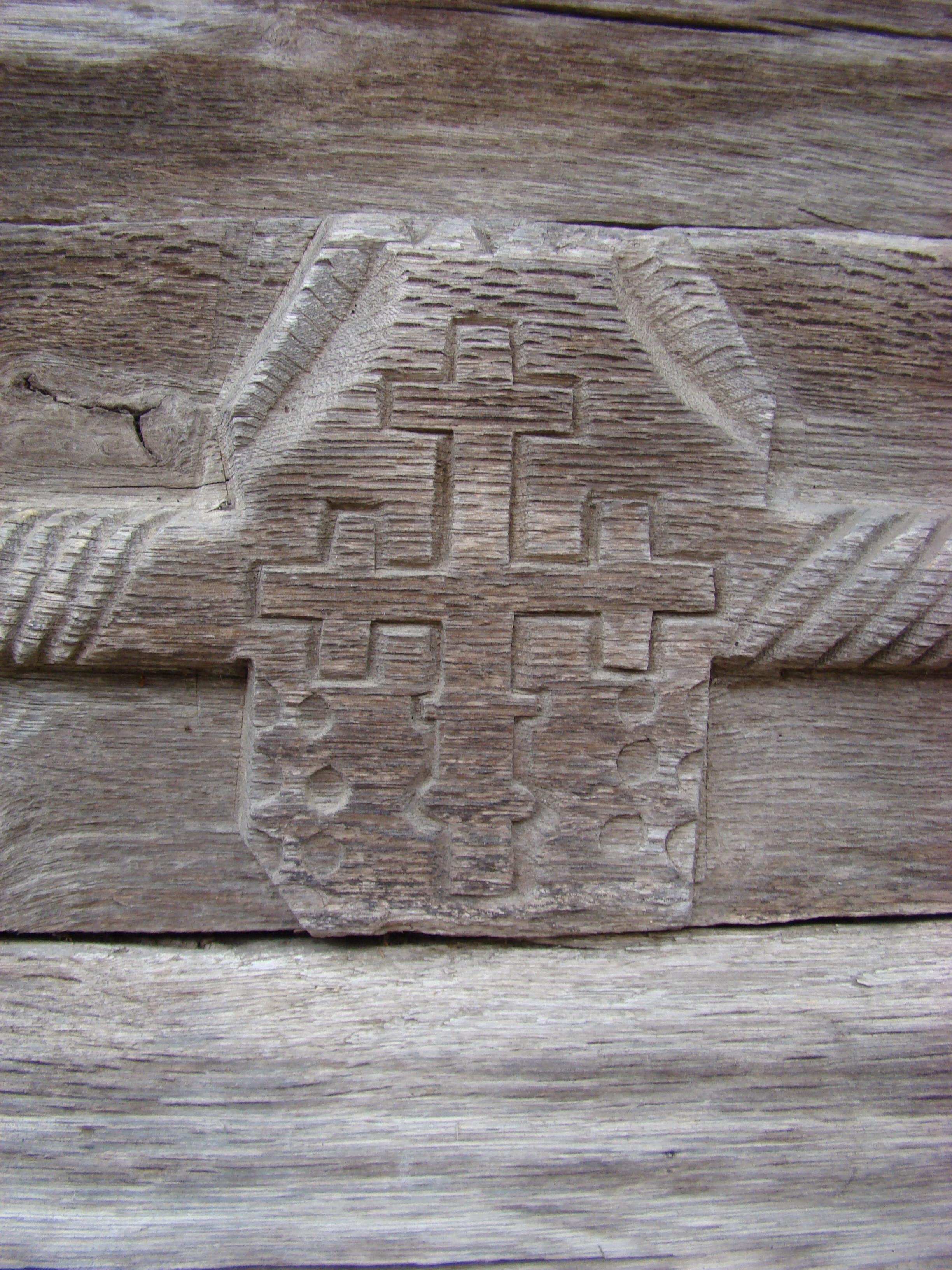
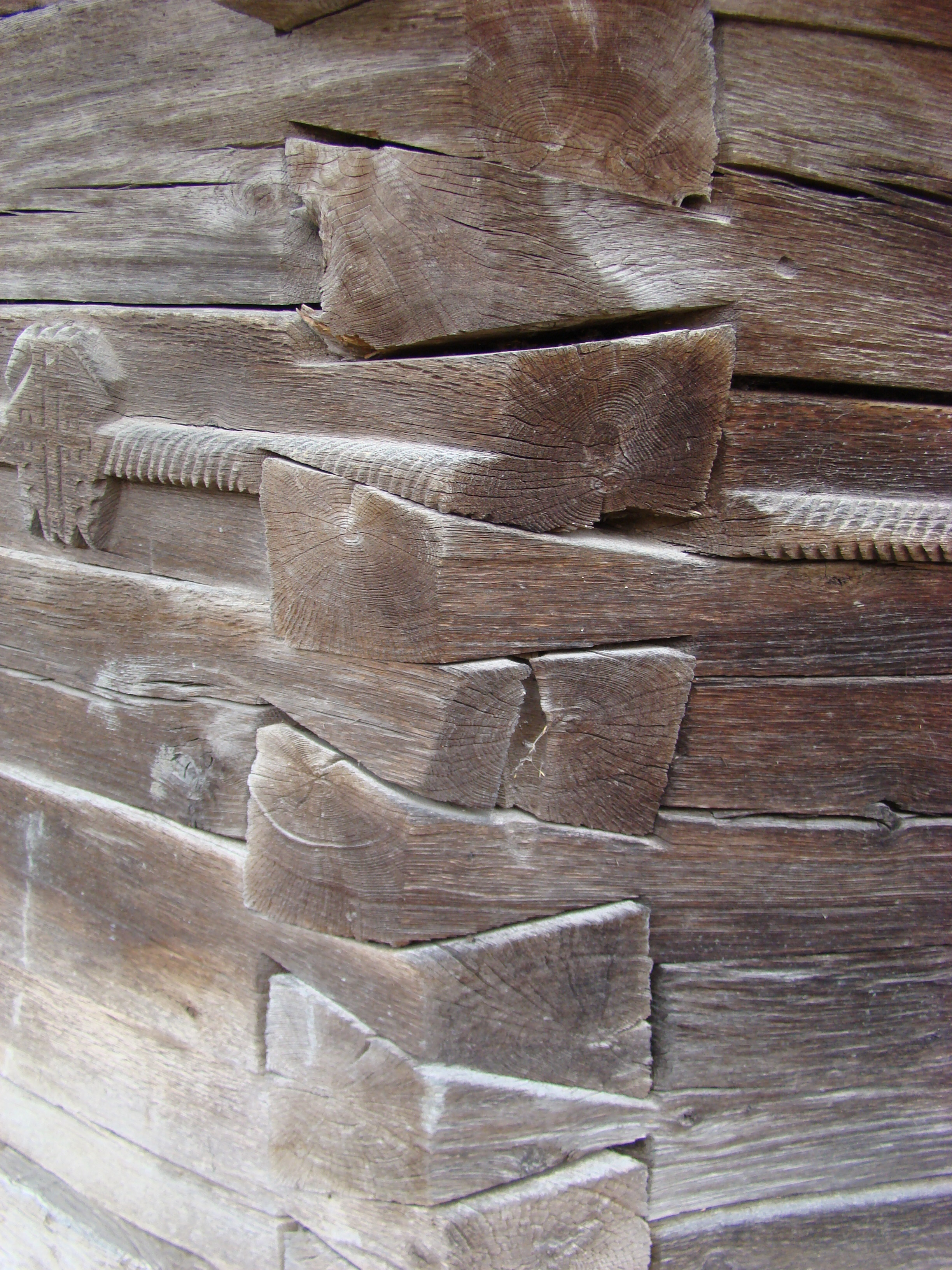
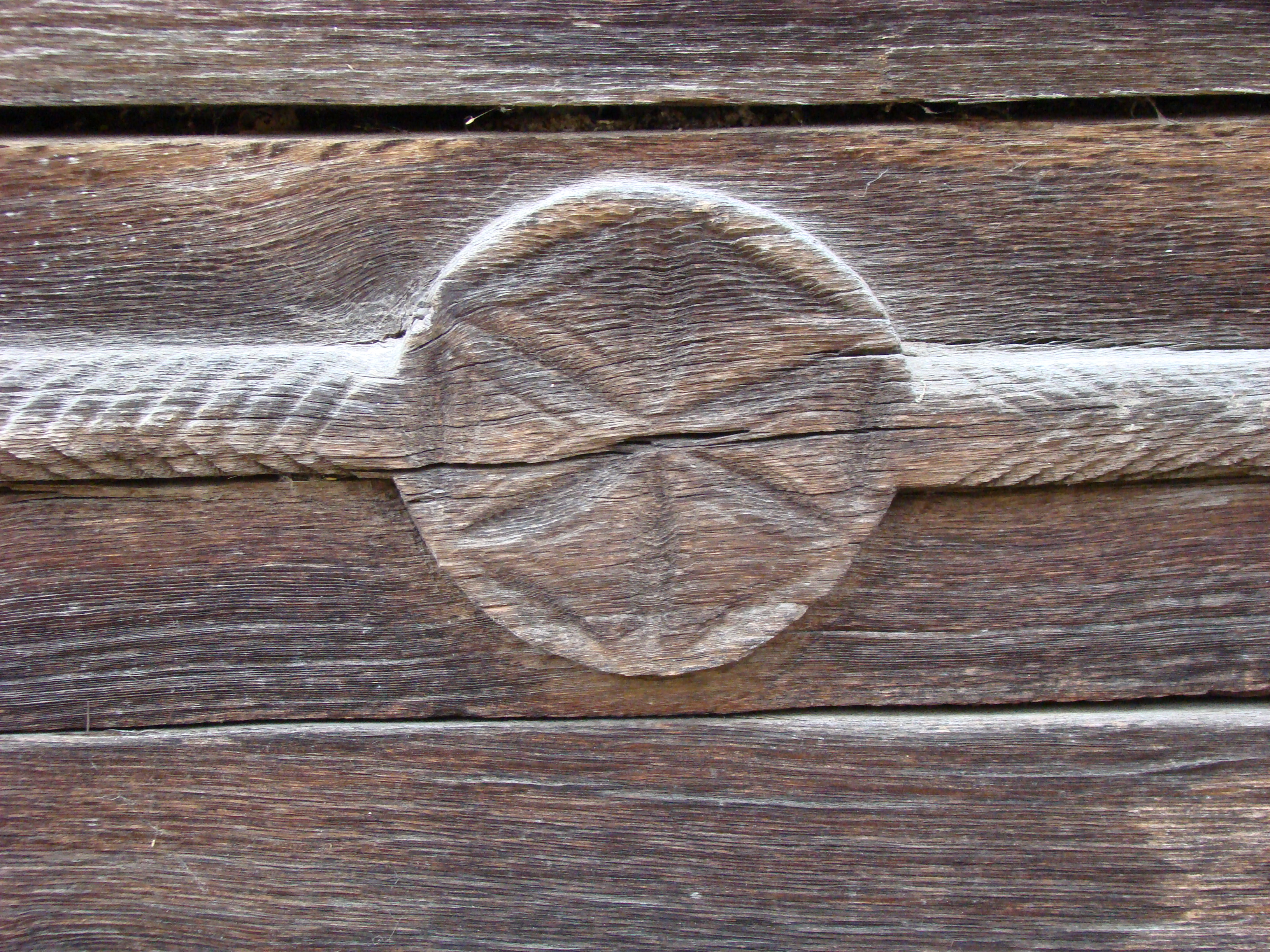
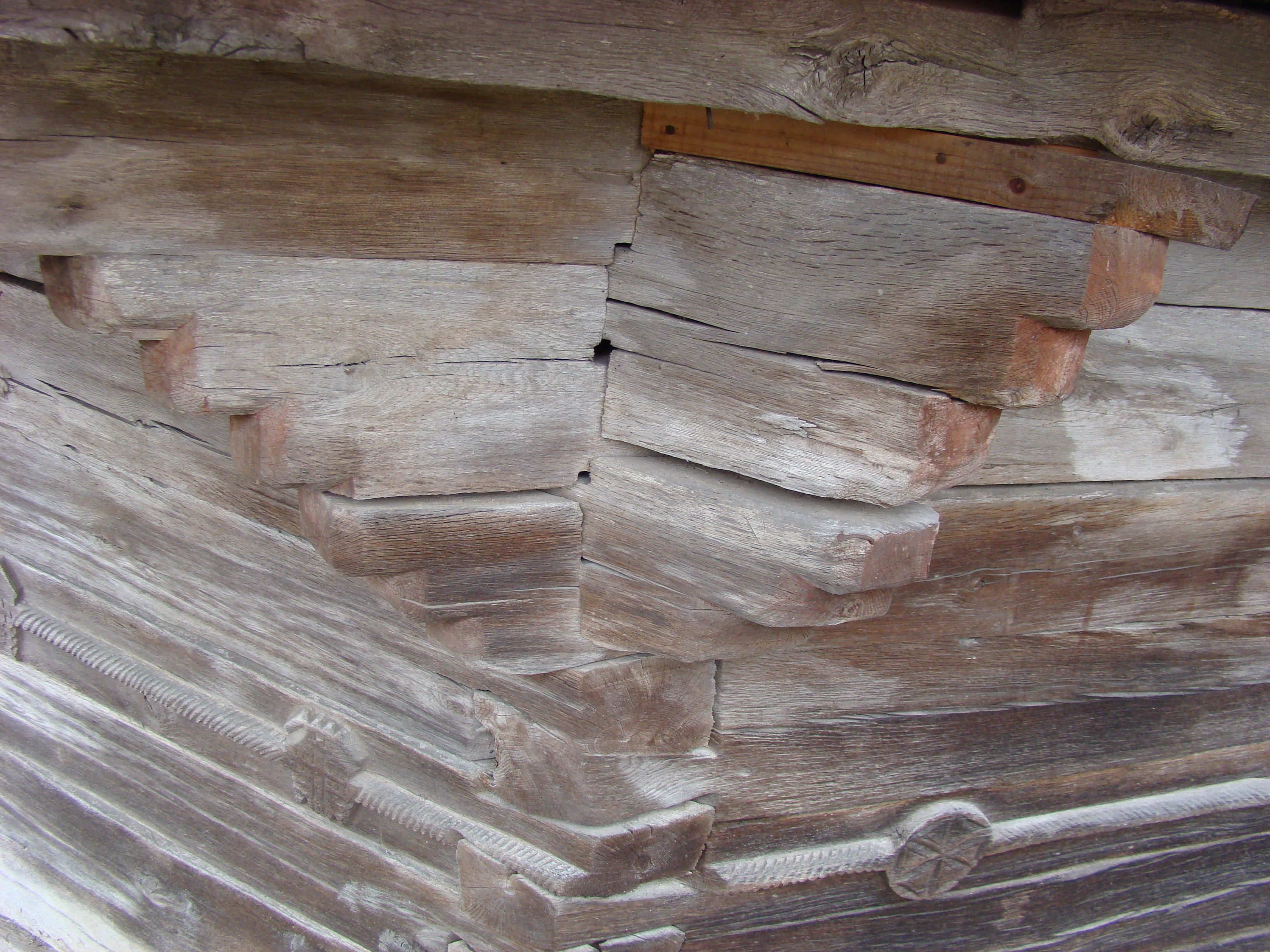
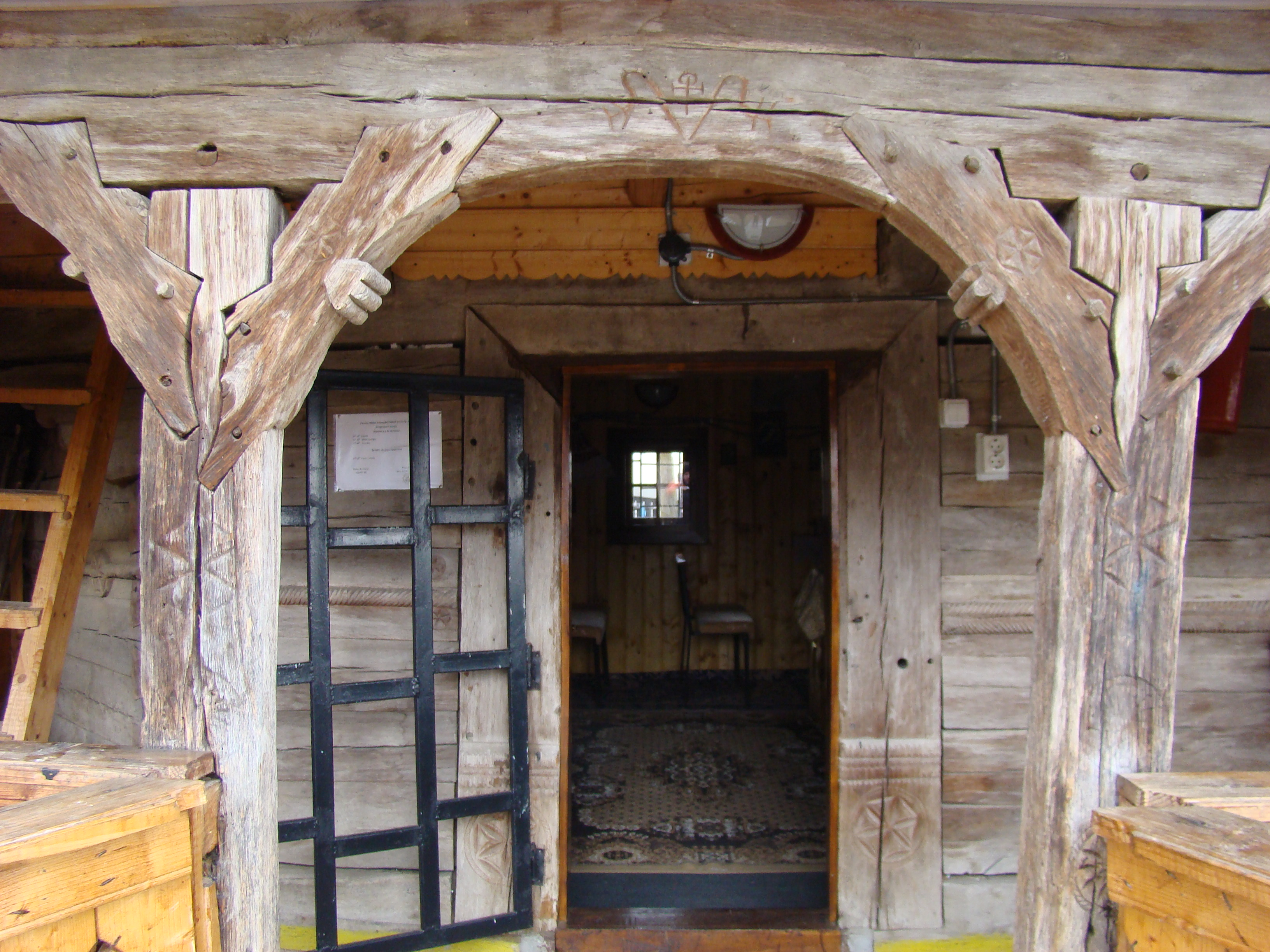
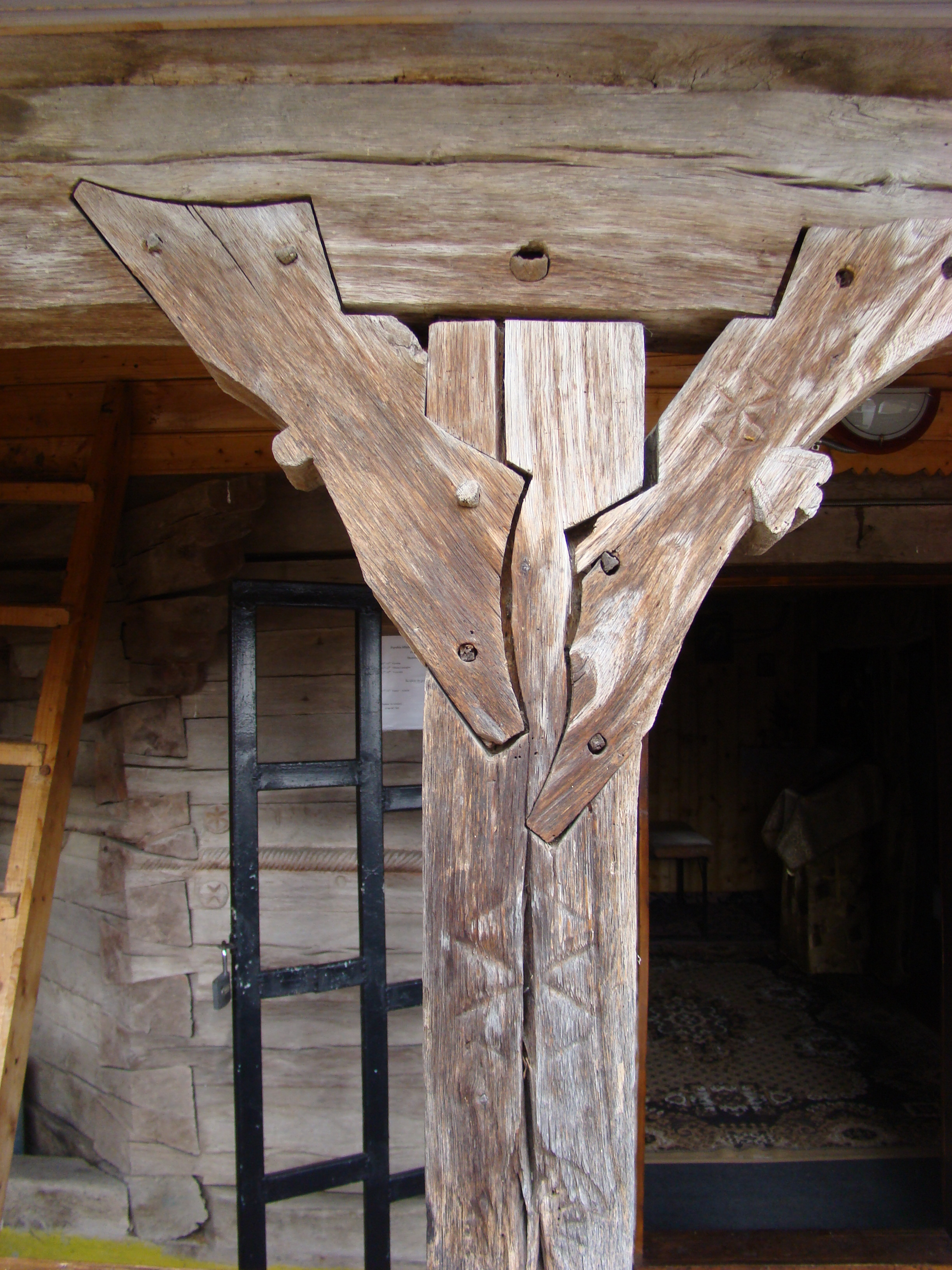
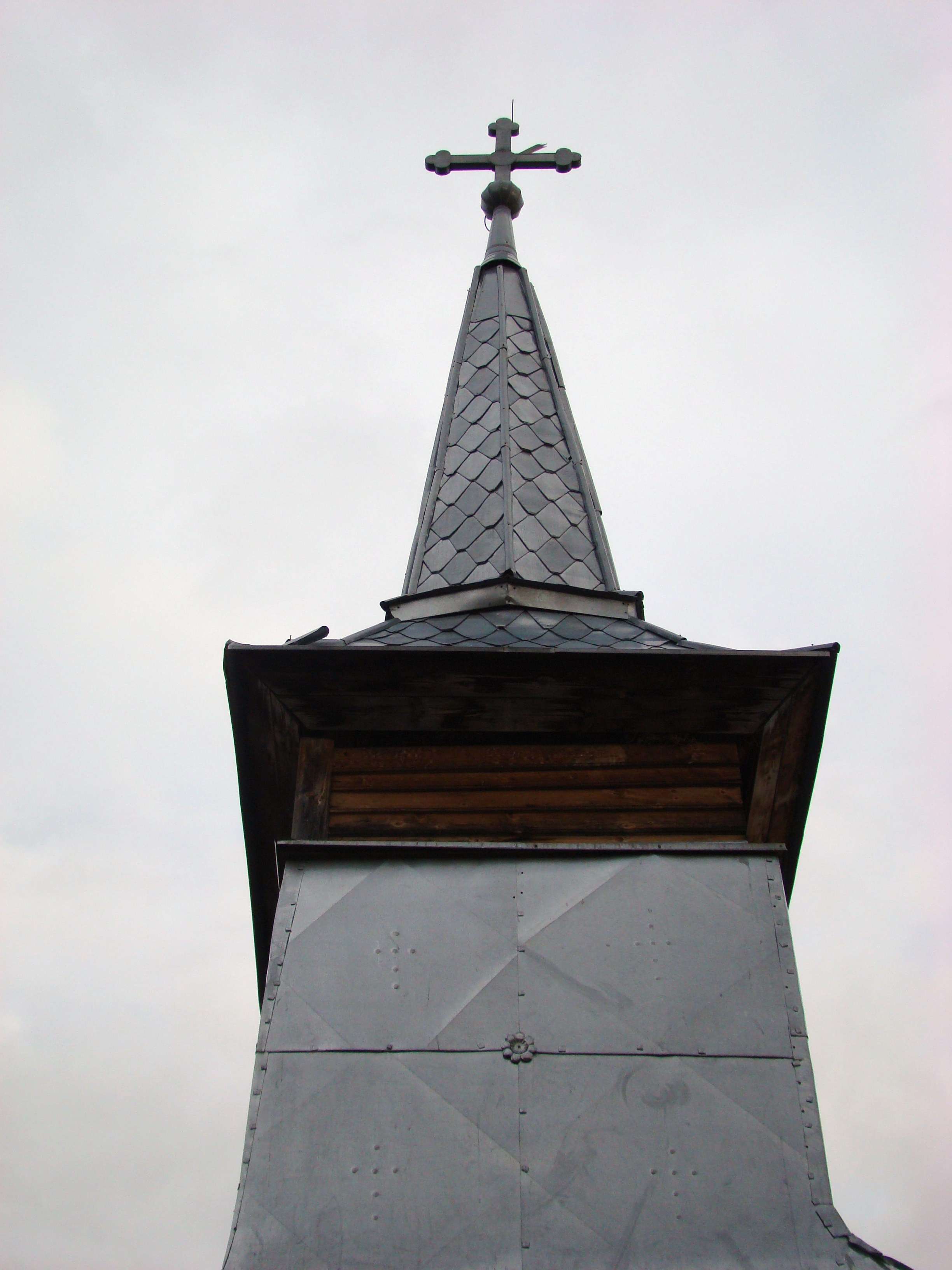
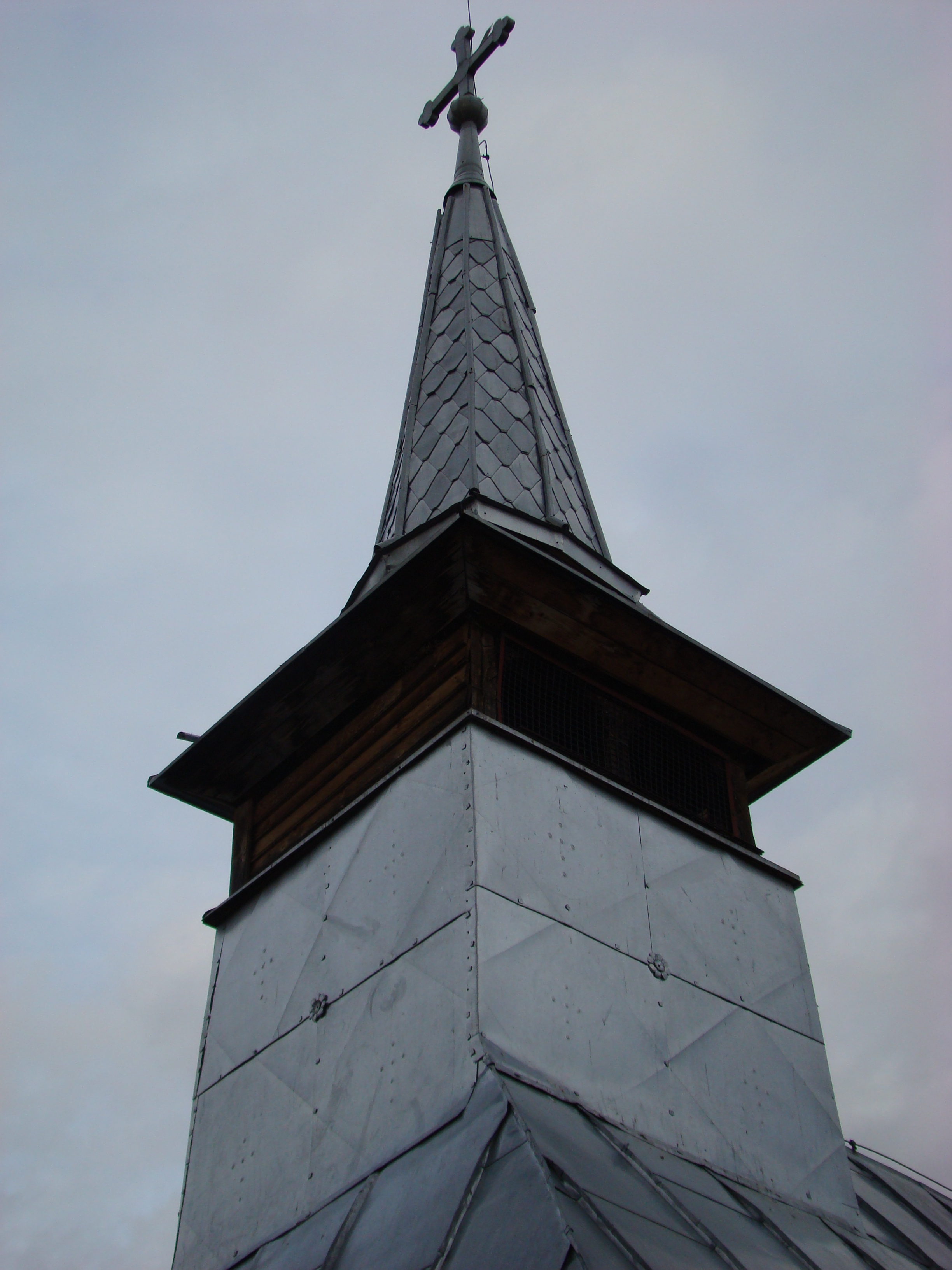

## Imagini din interior

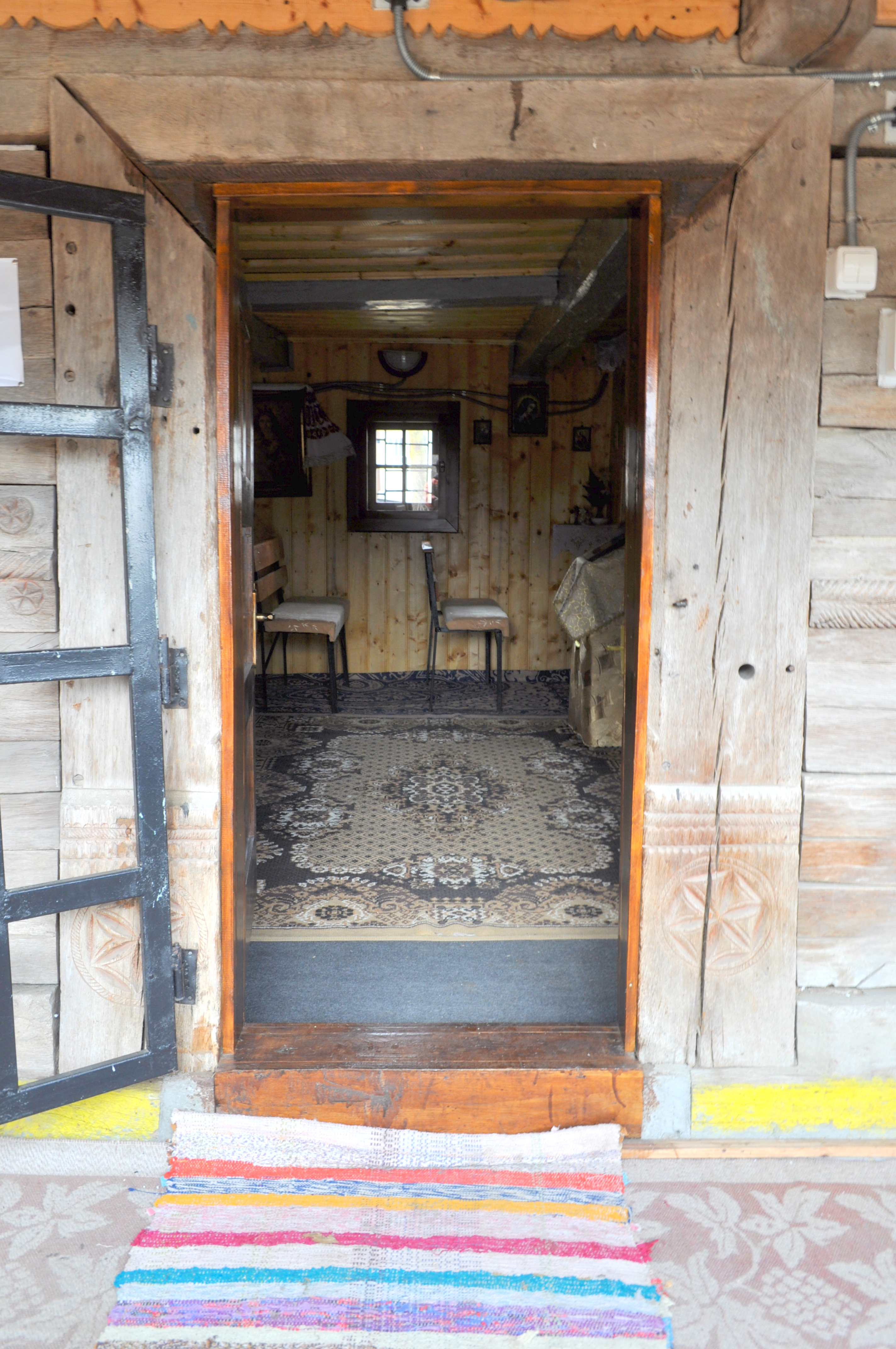
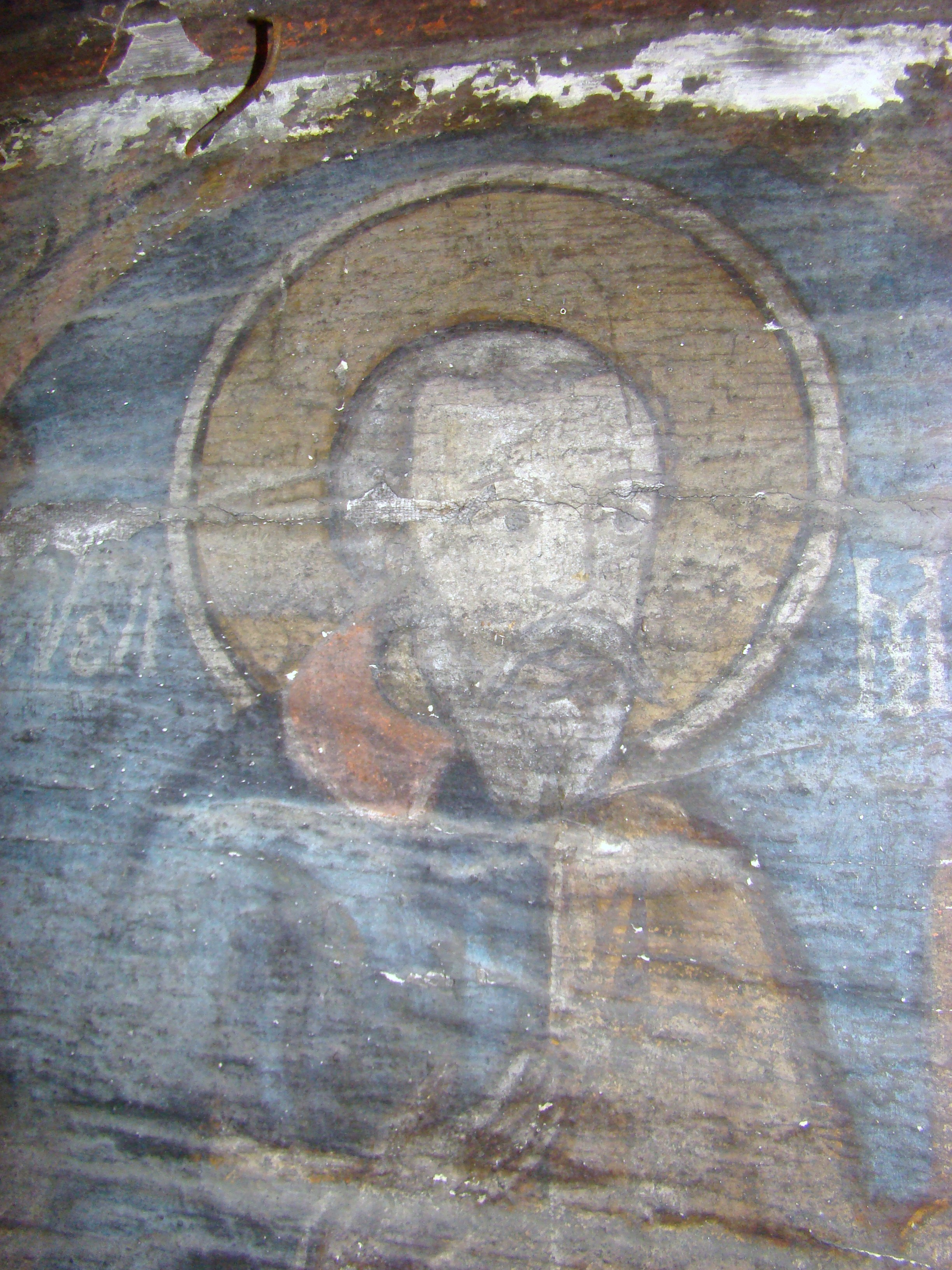
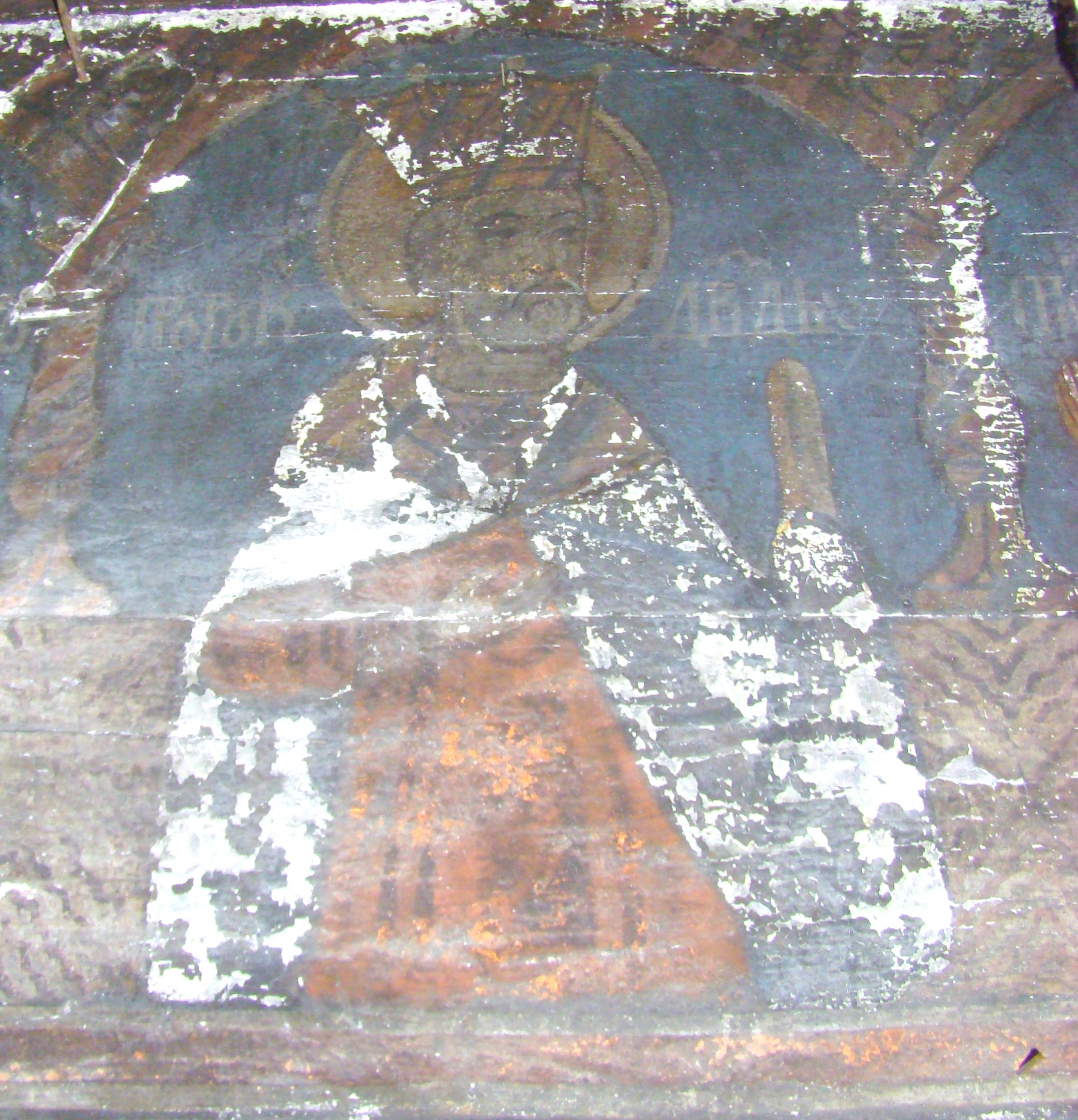
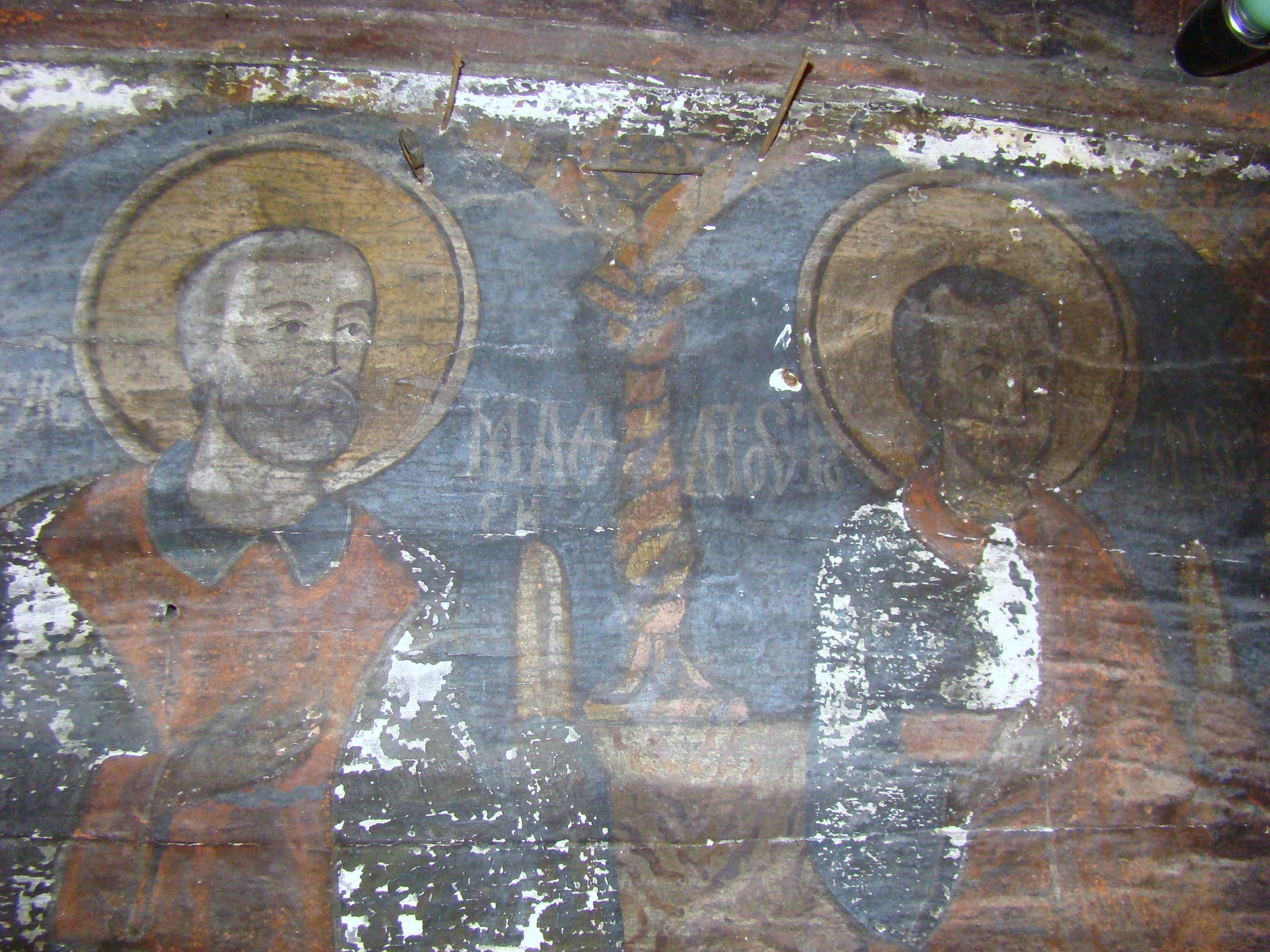
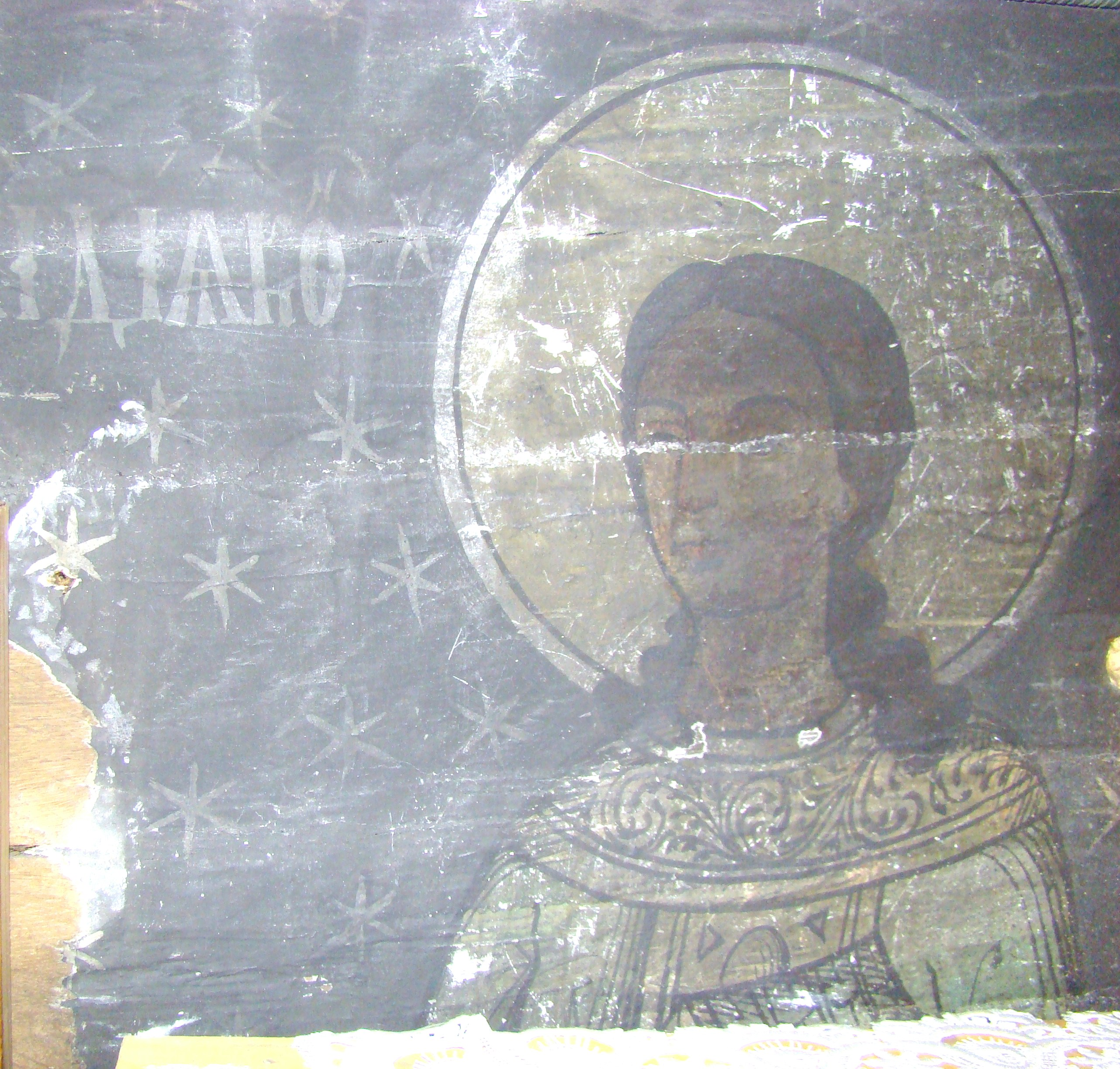
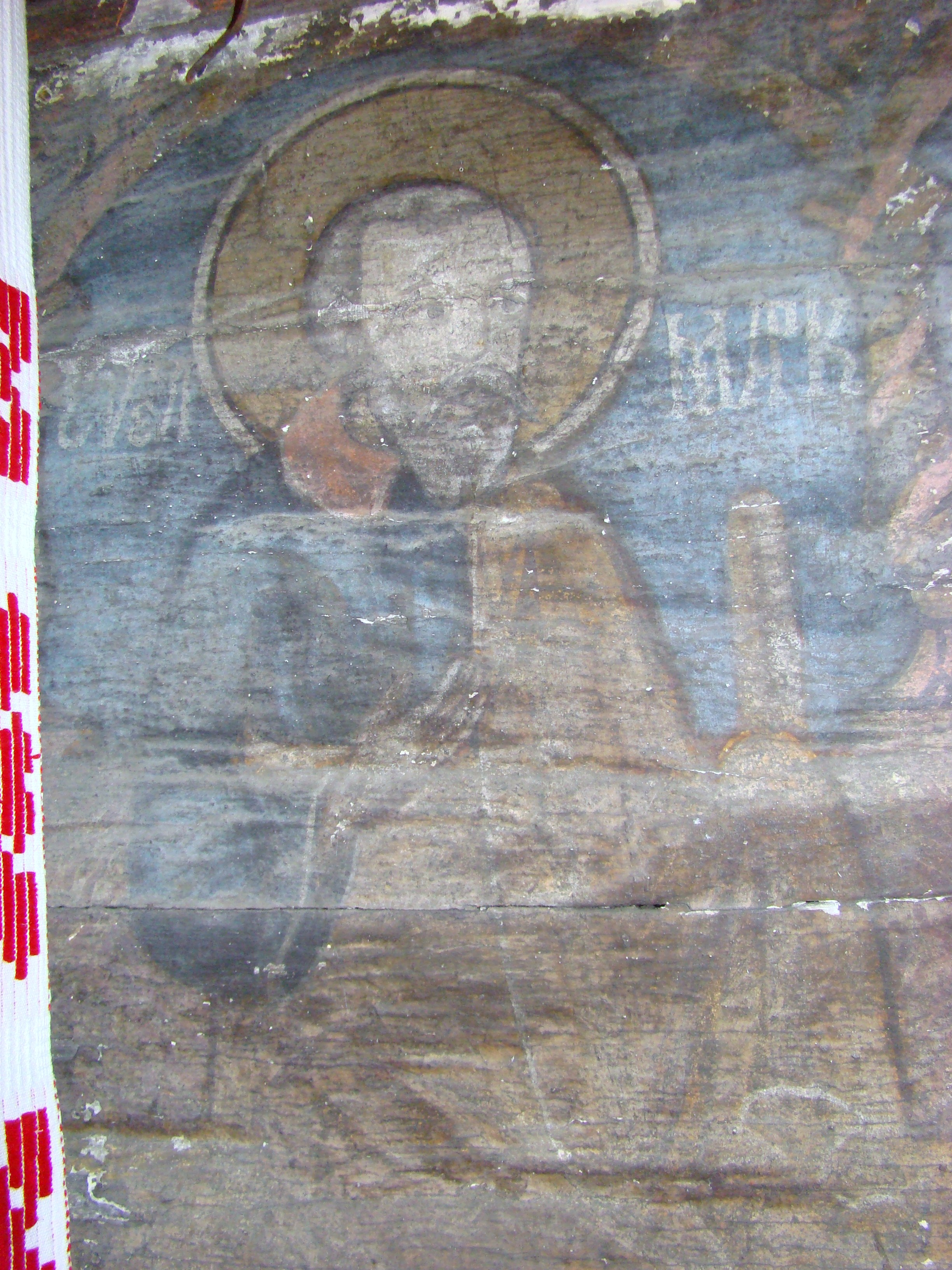
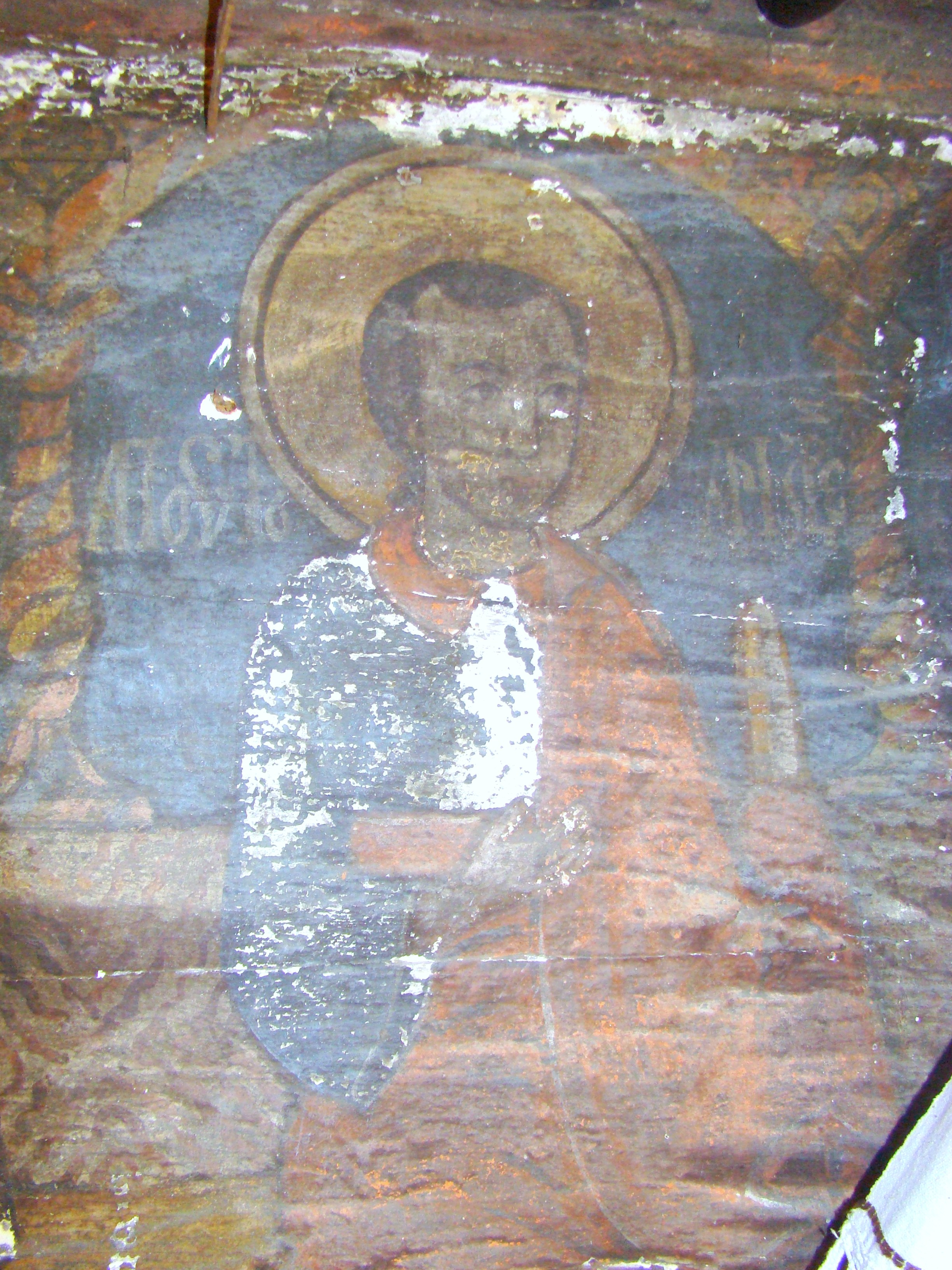
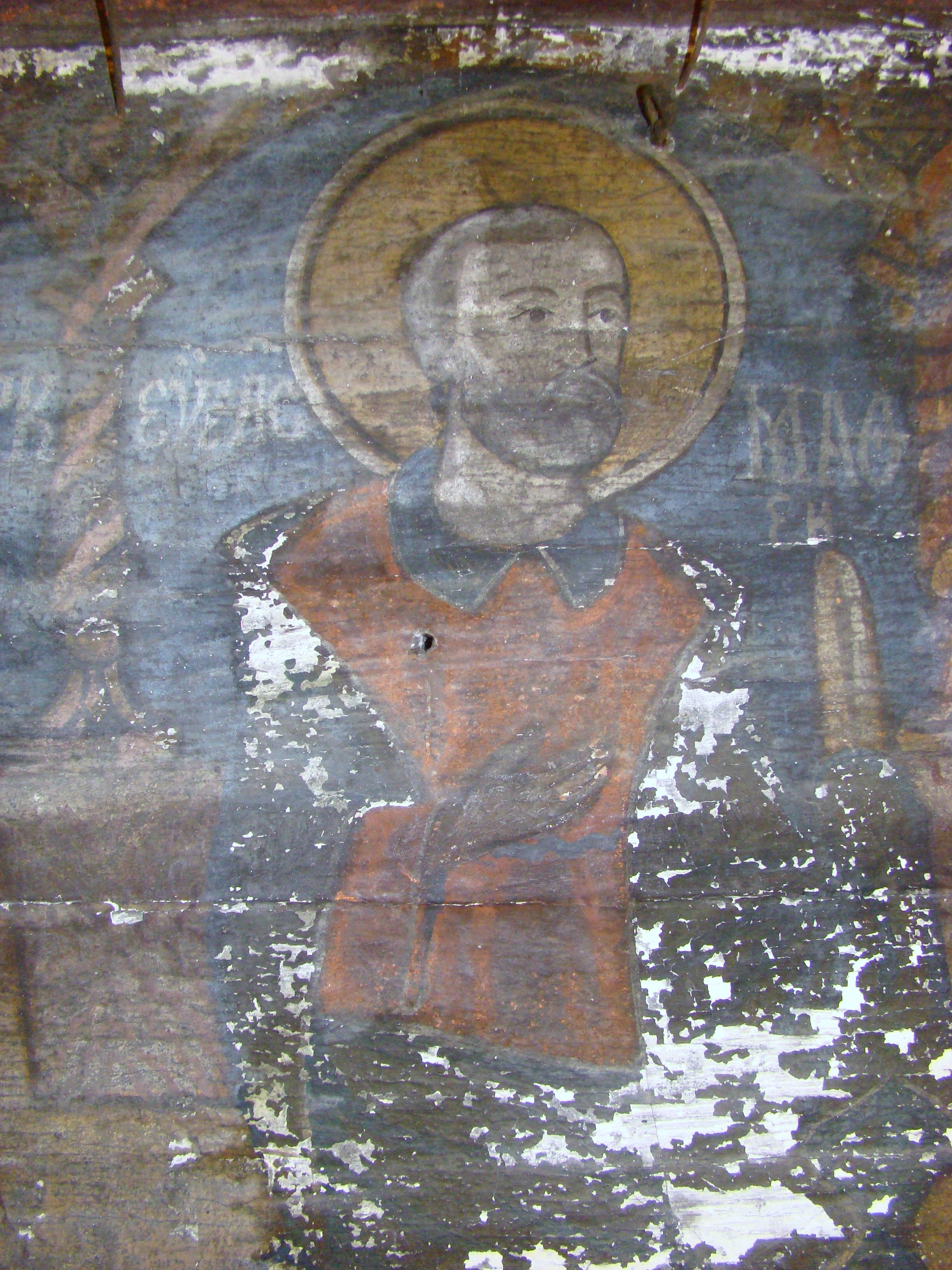
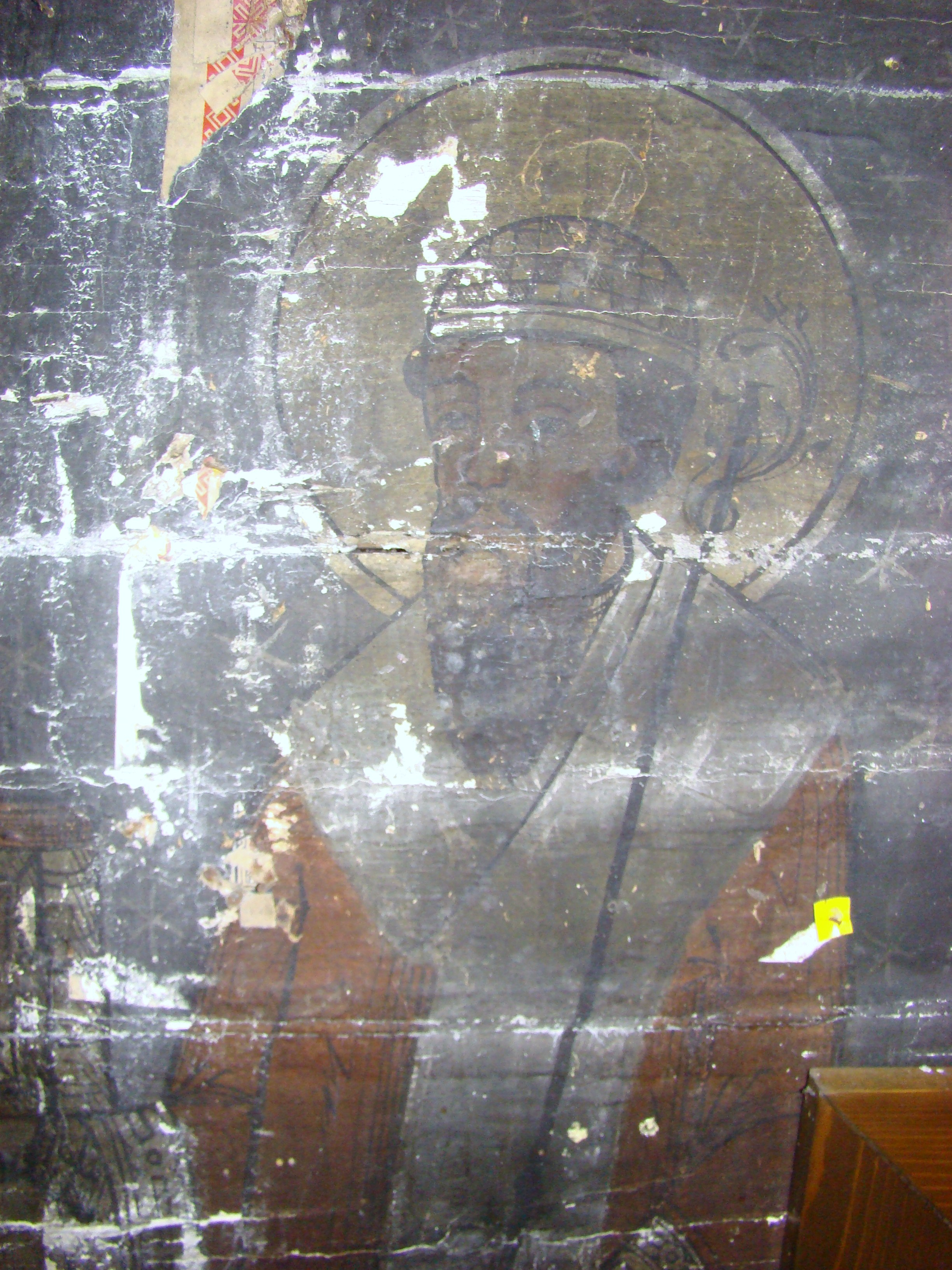
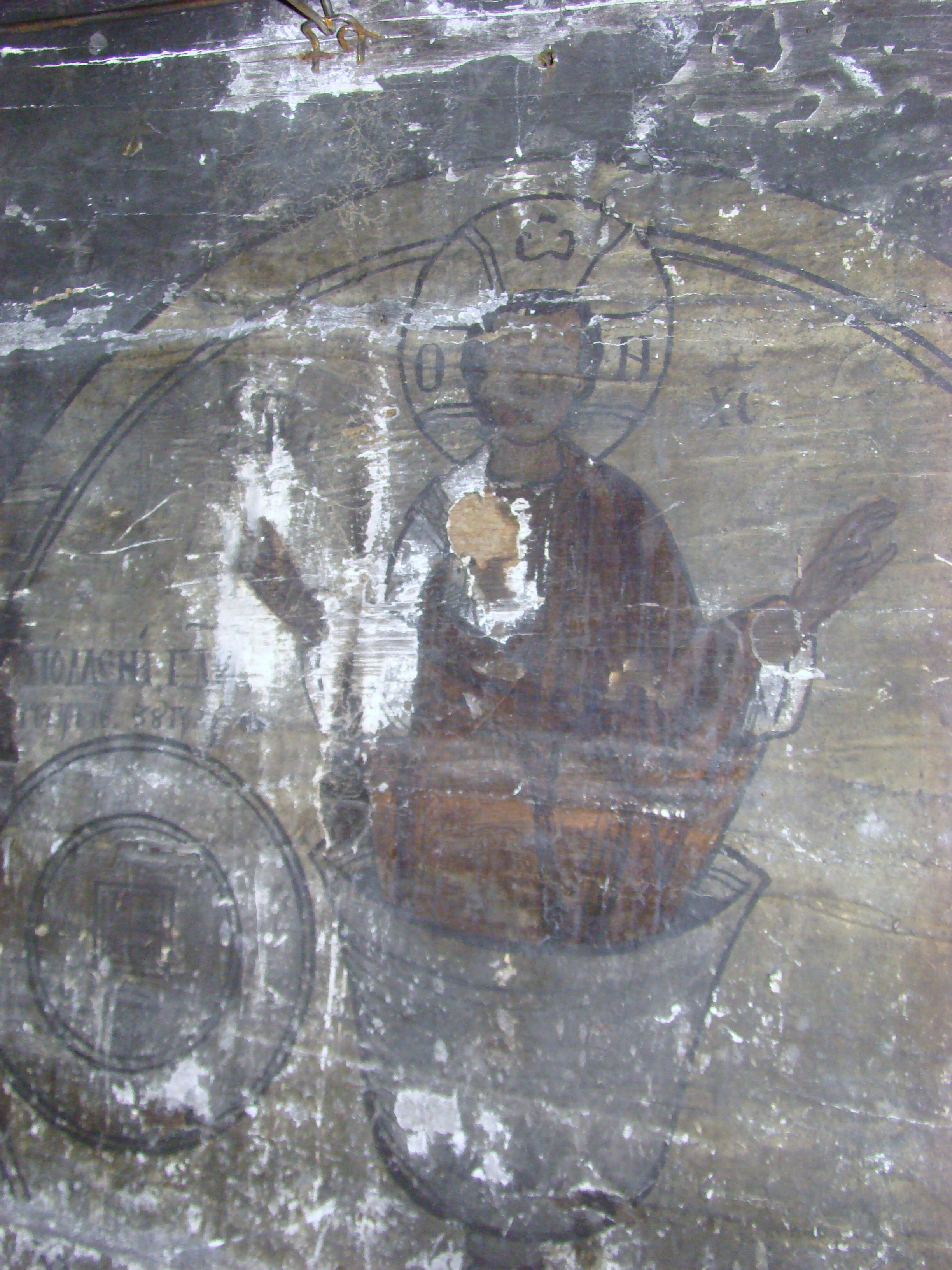
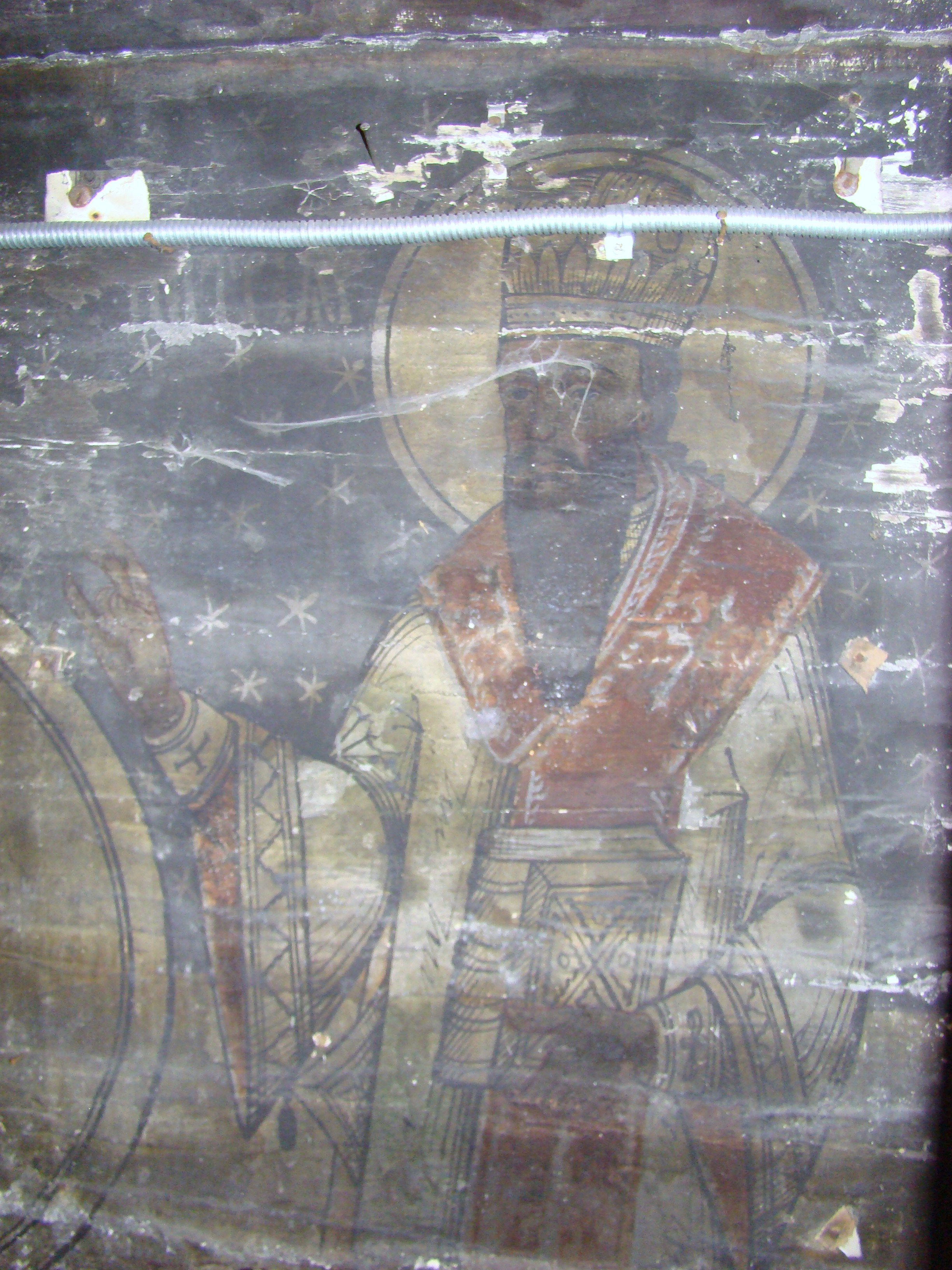
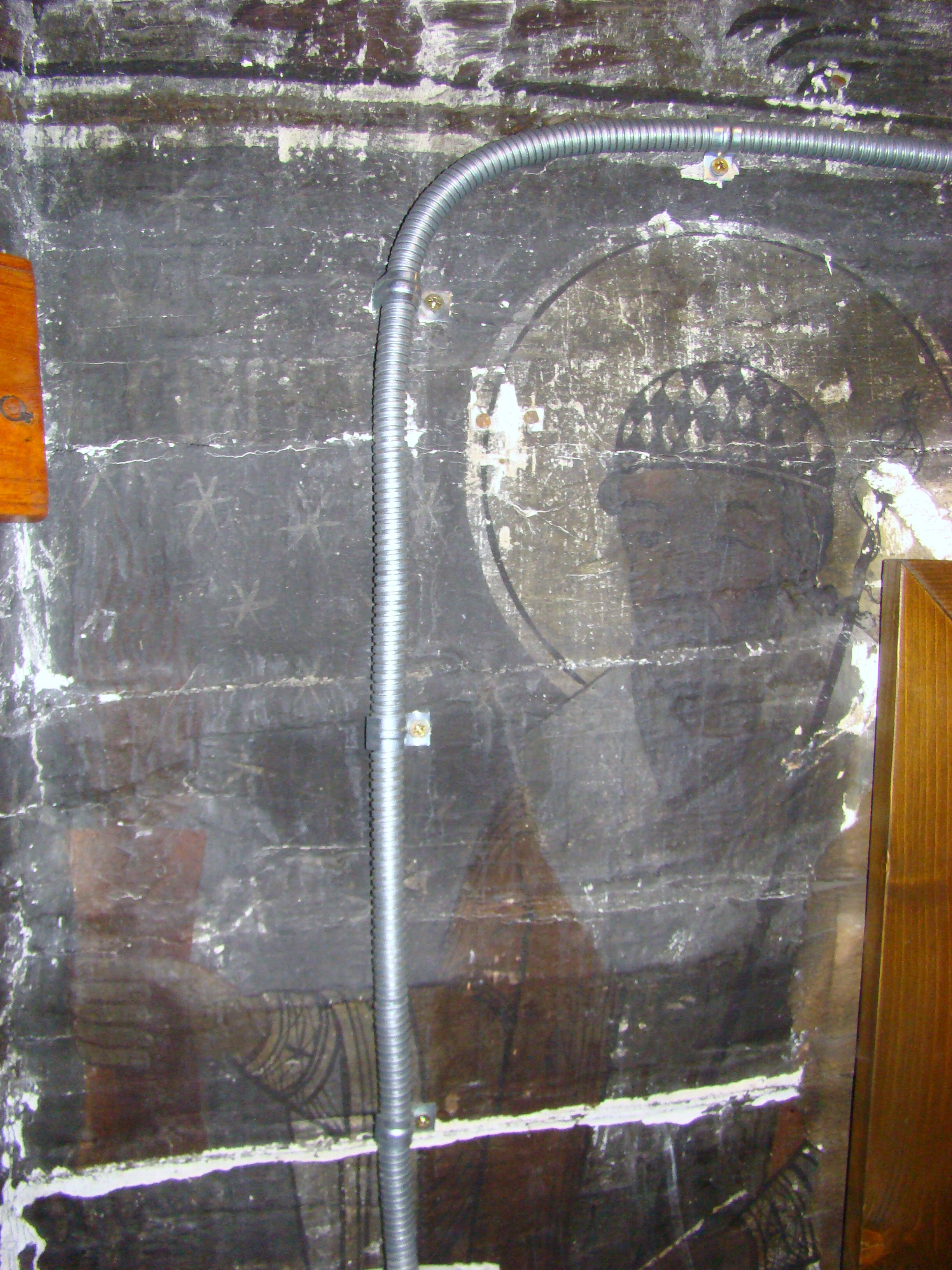
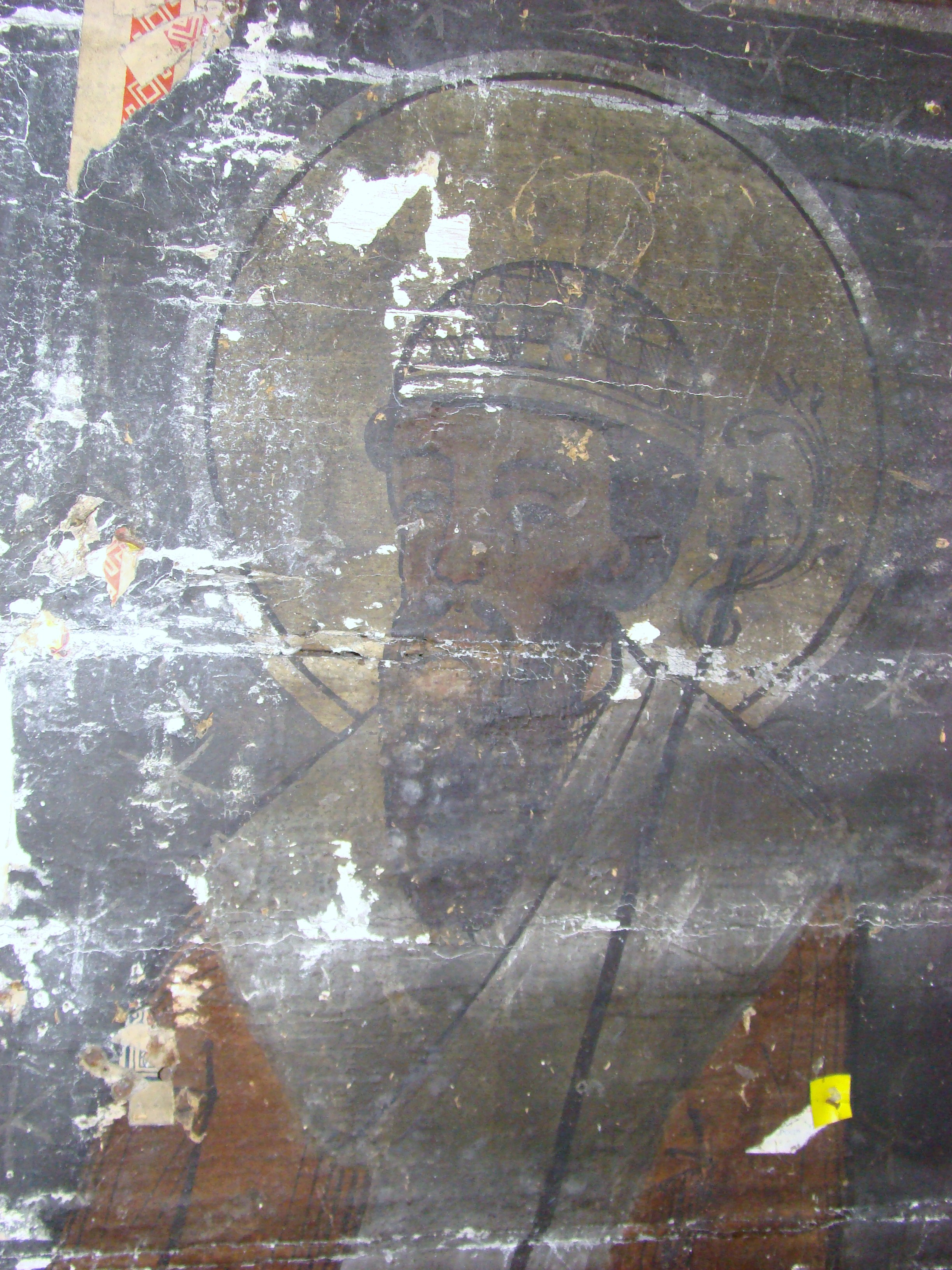
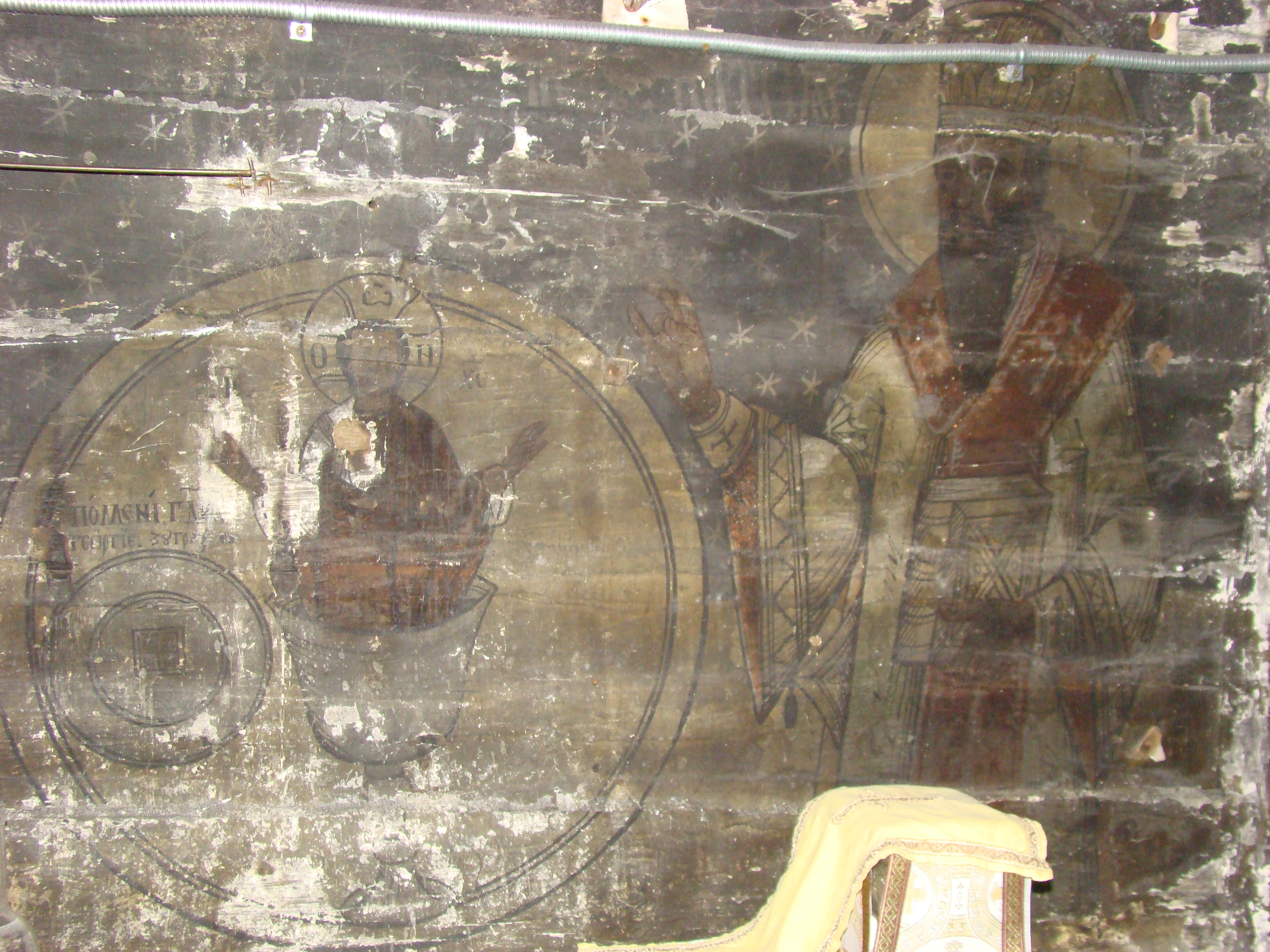
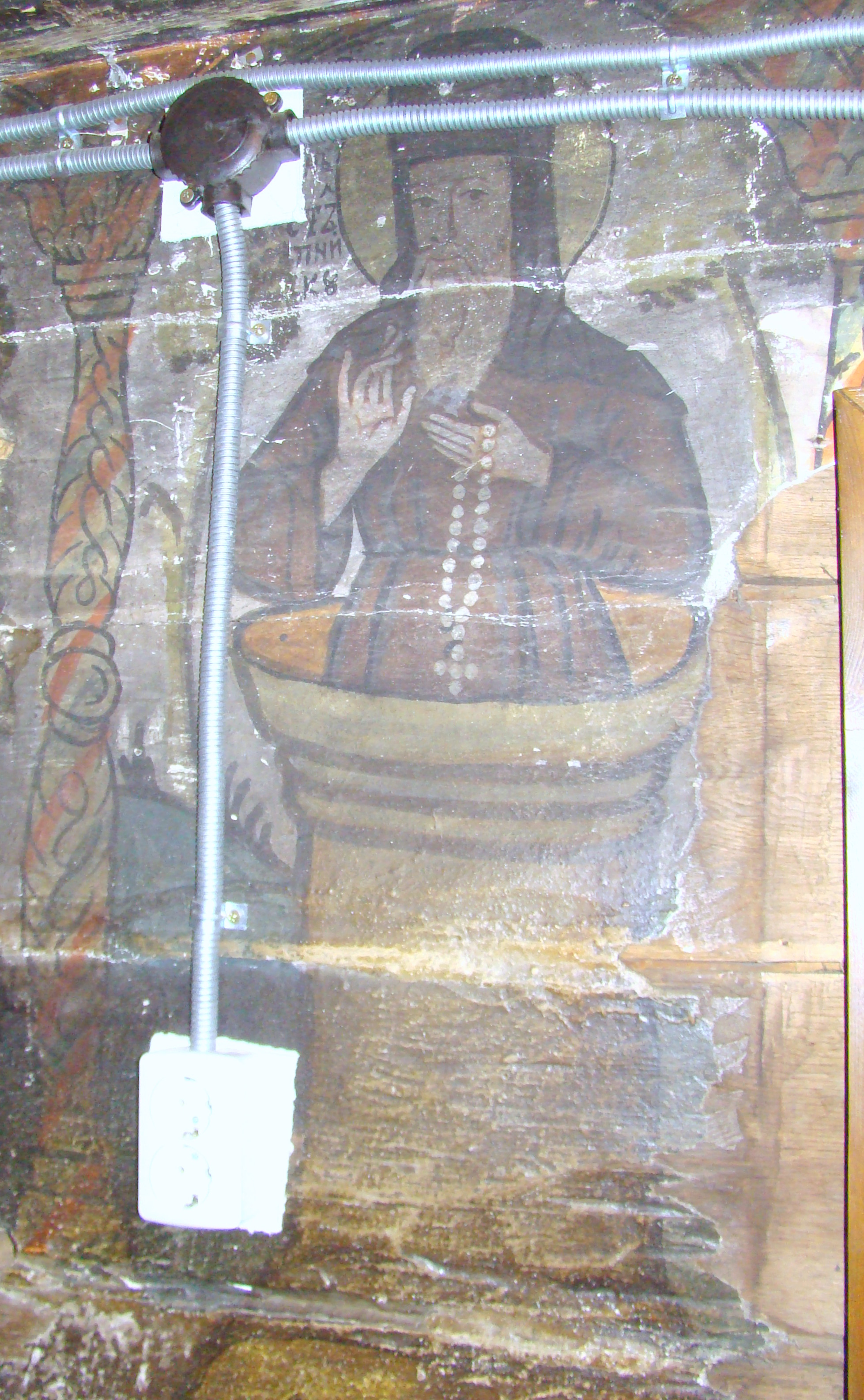
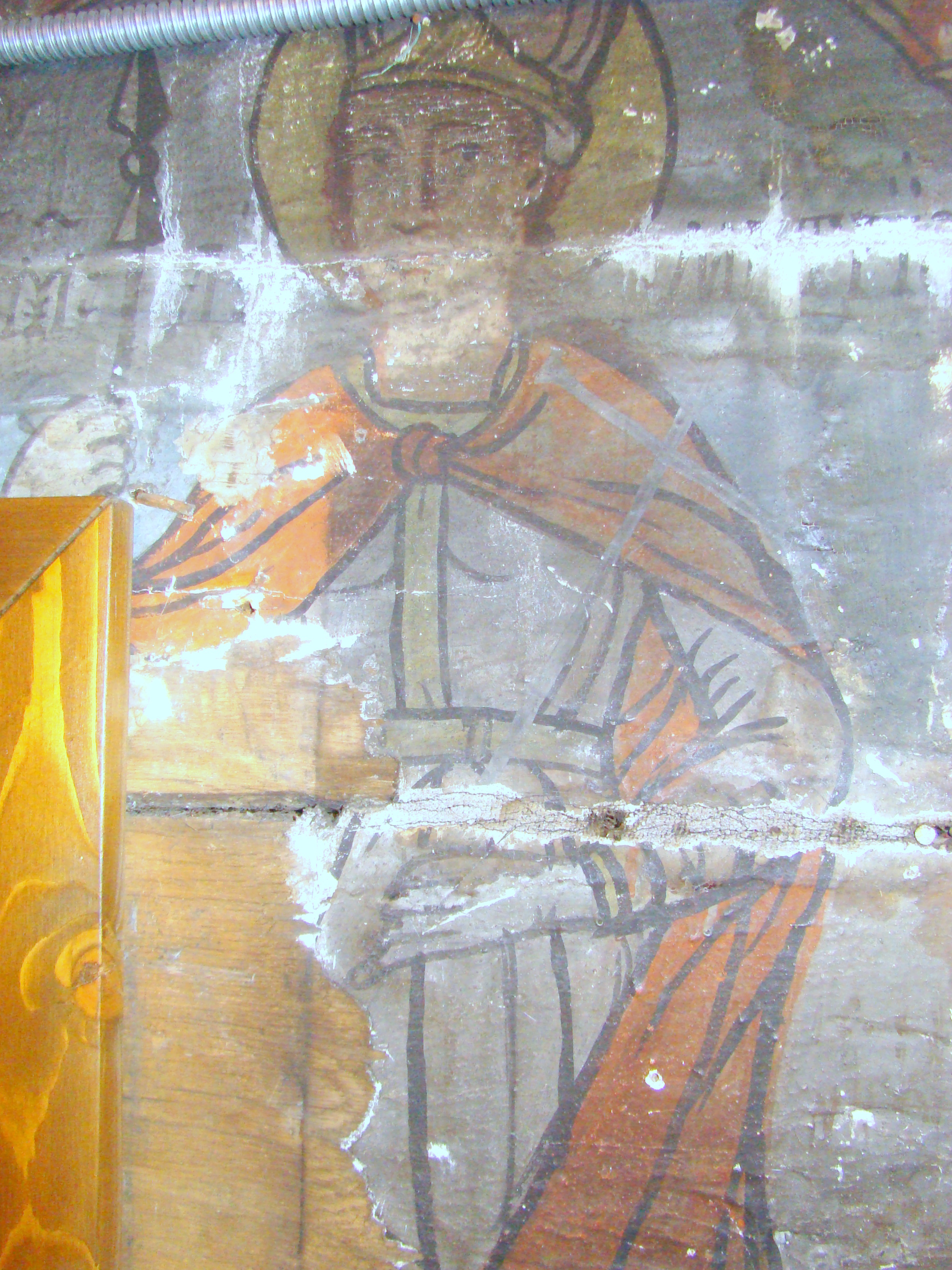
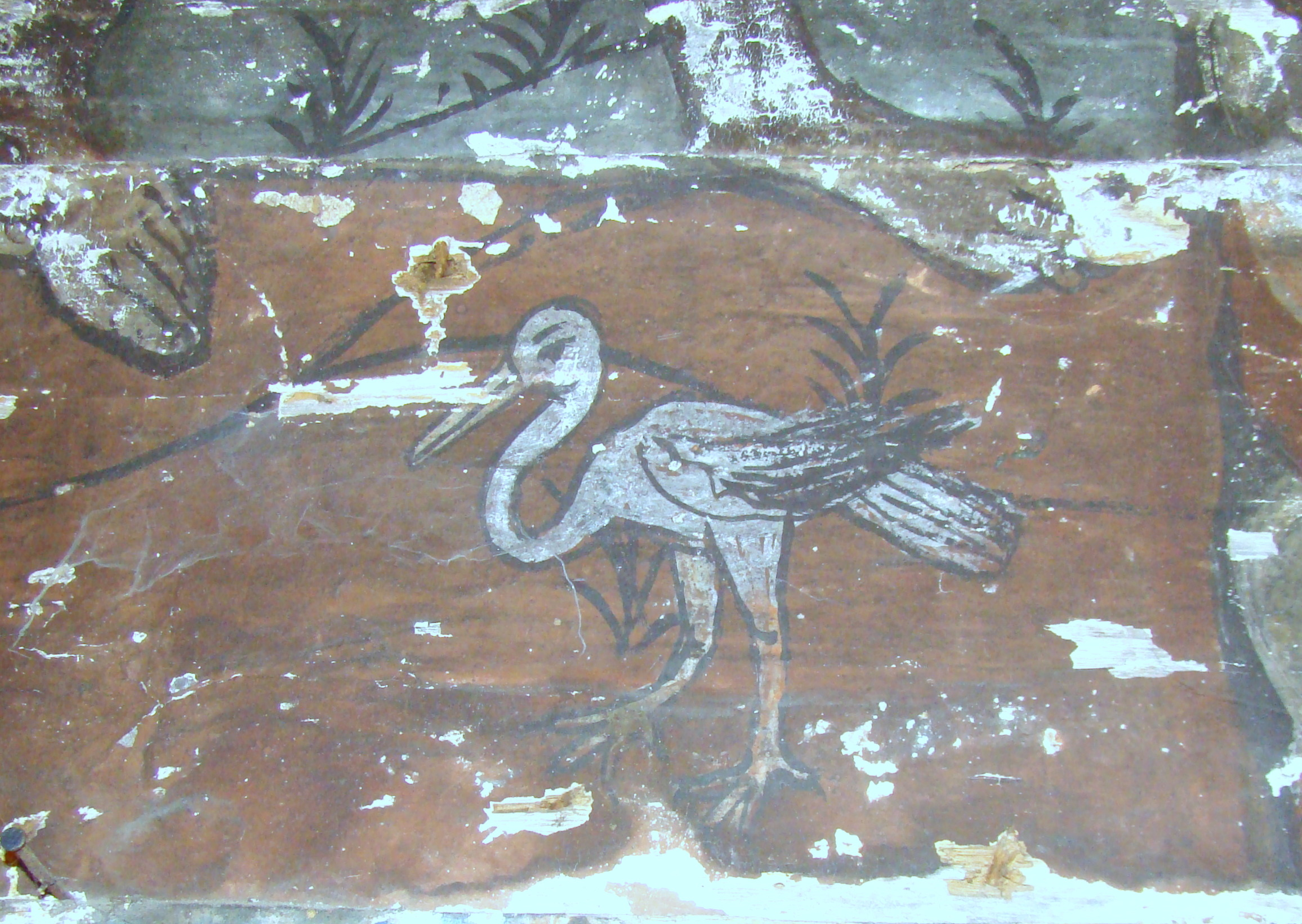
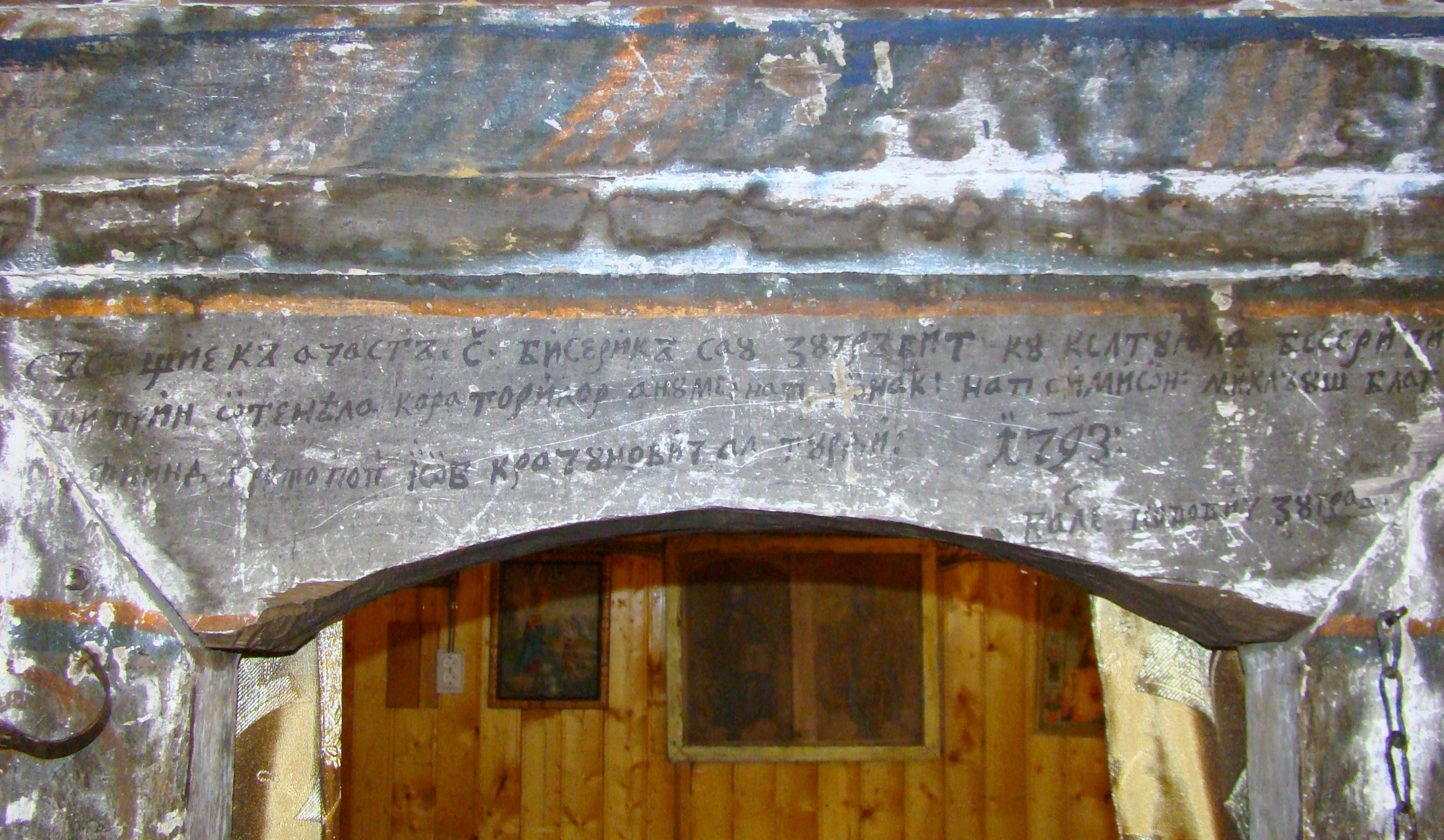
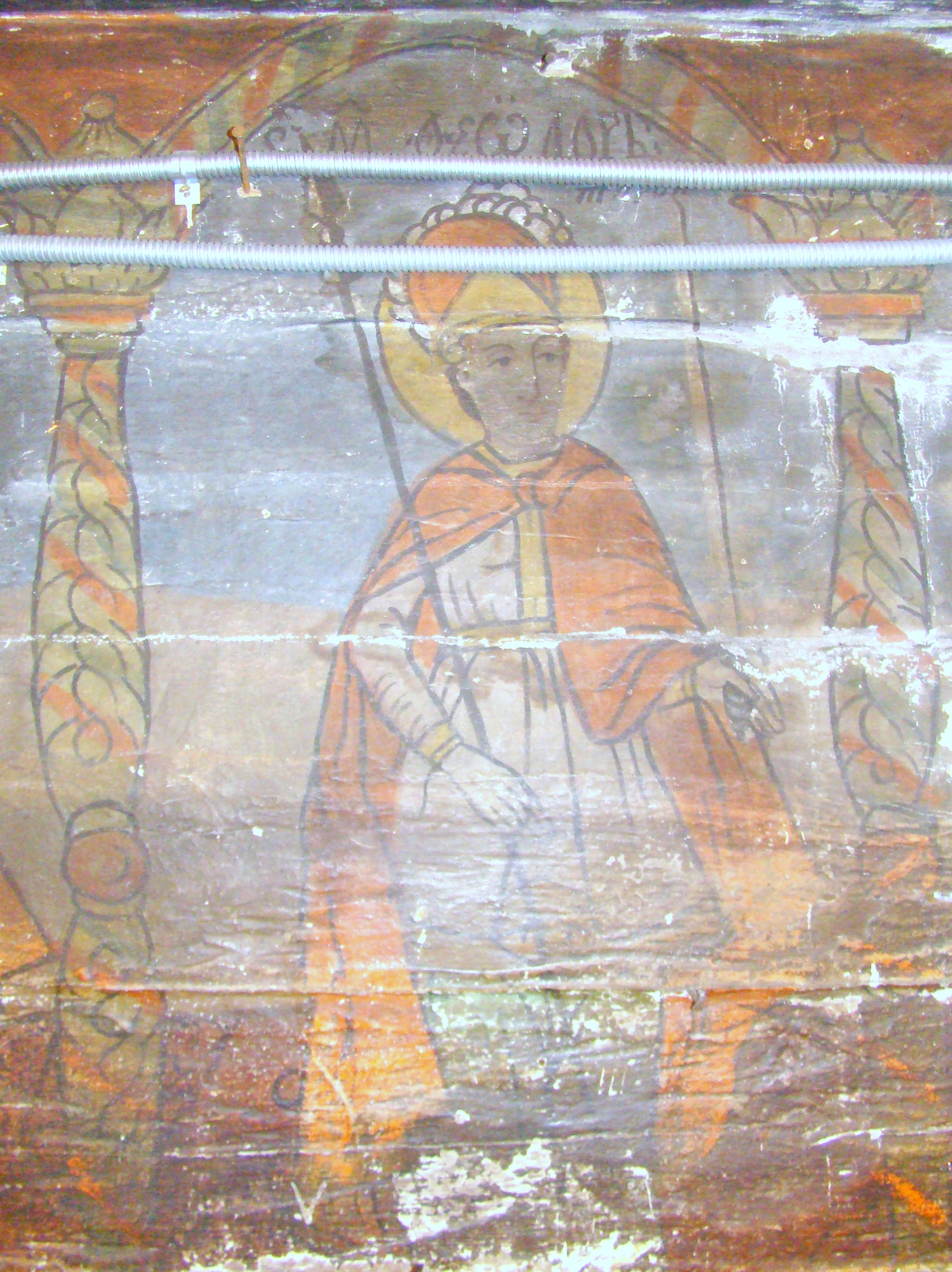
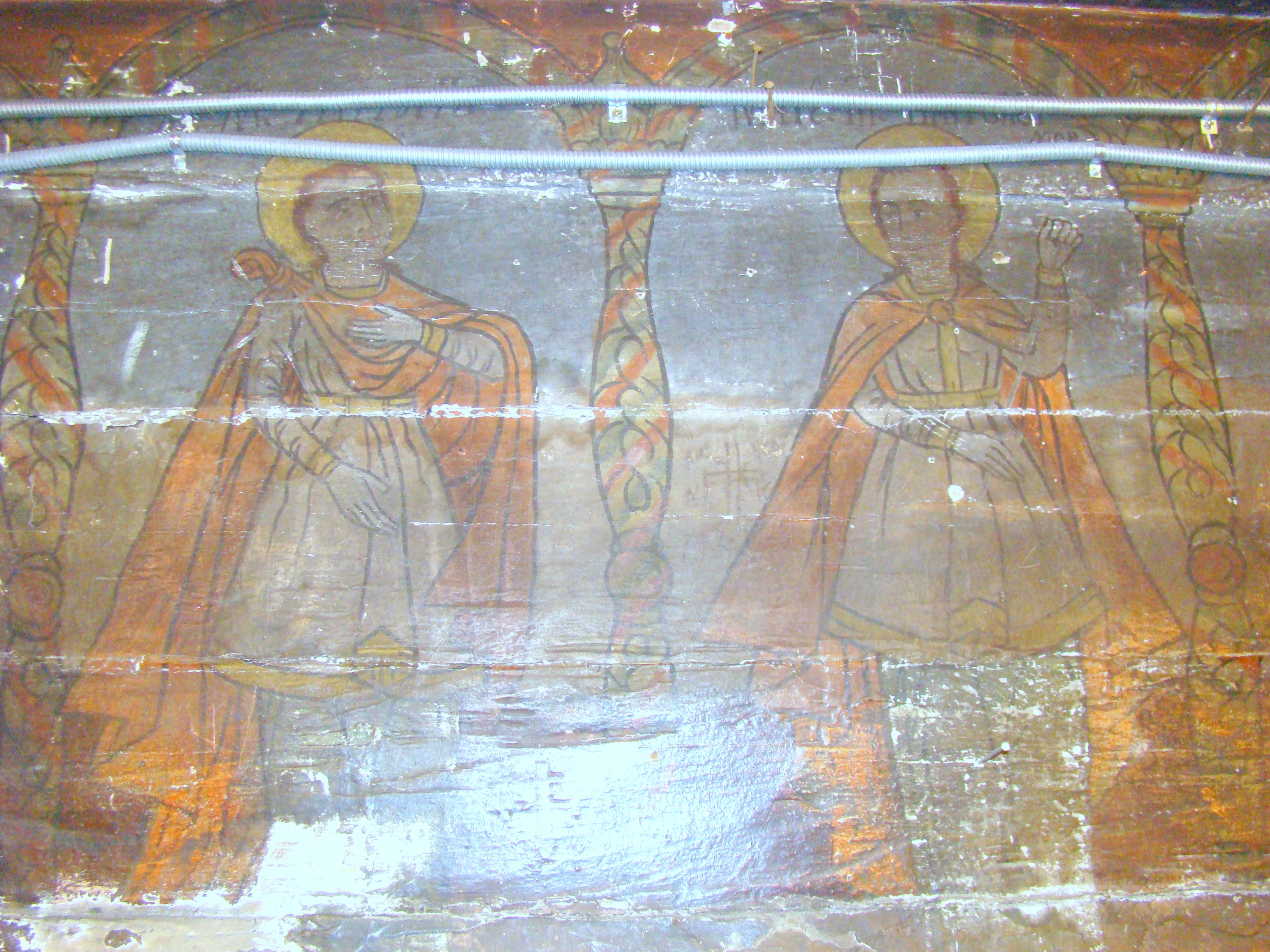
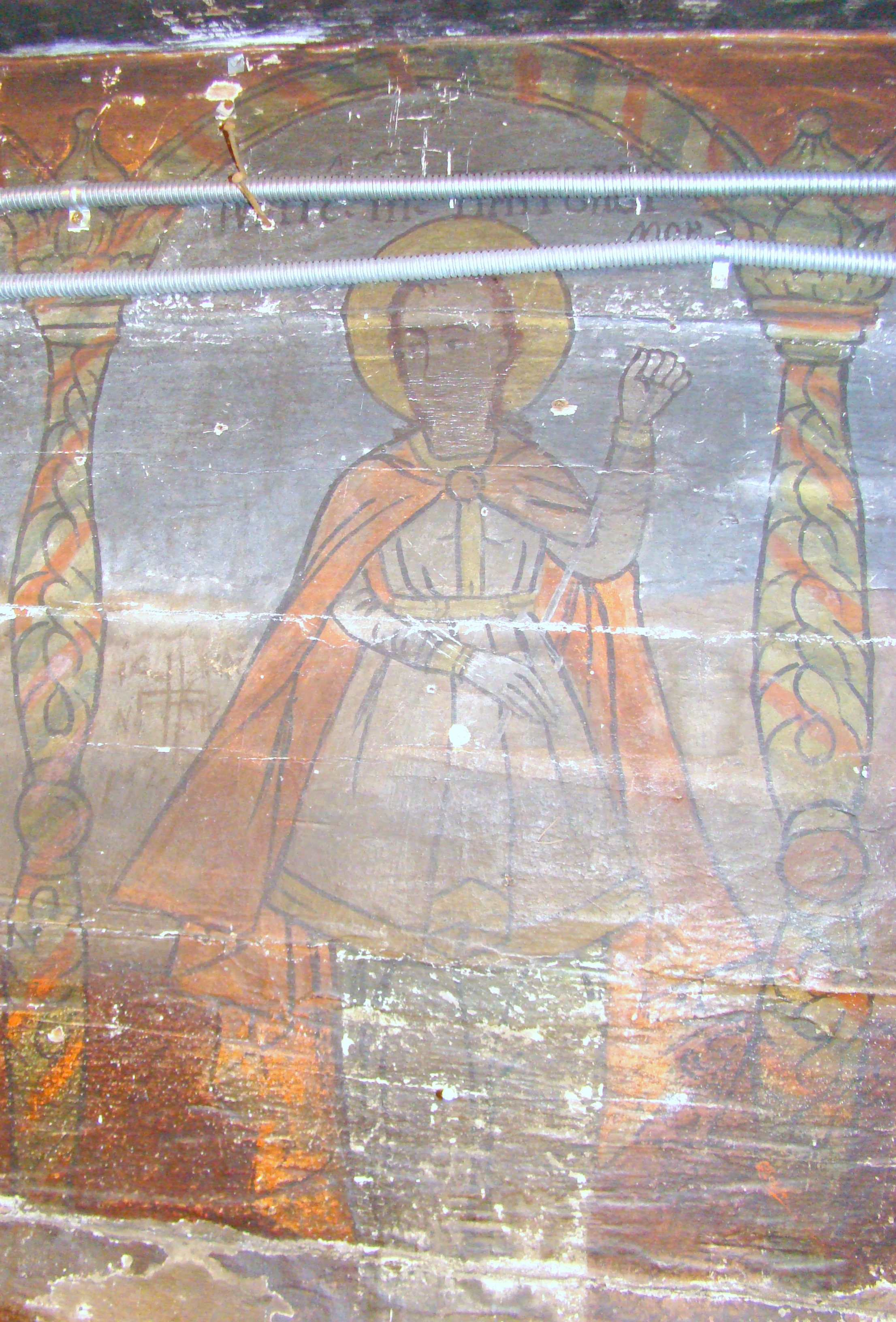
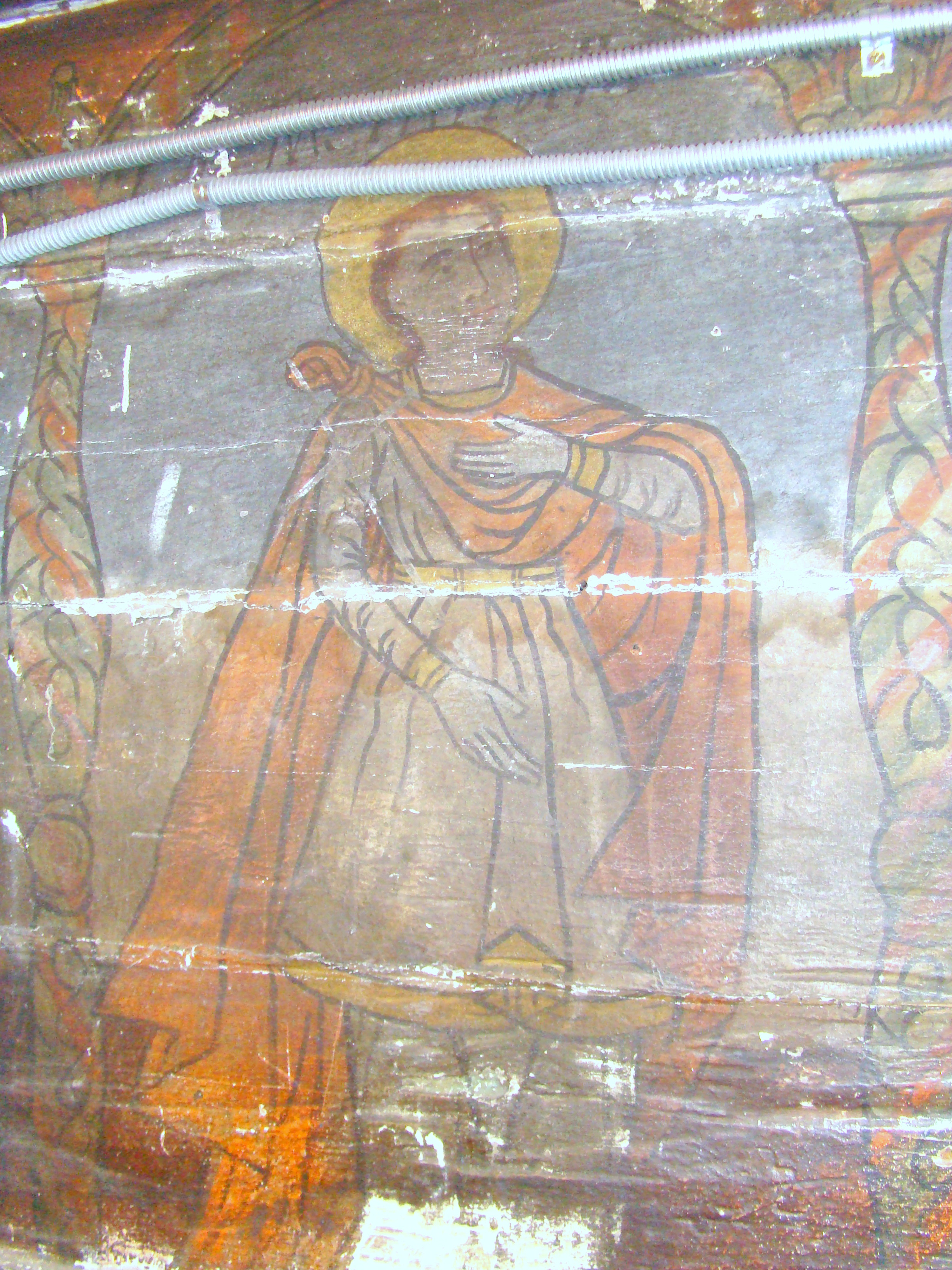
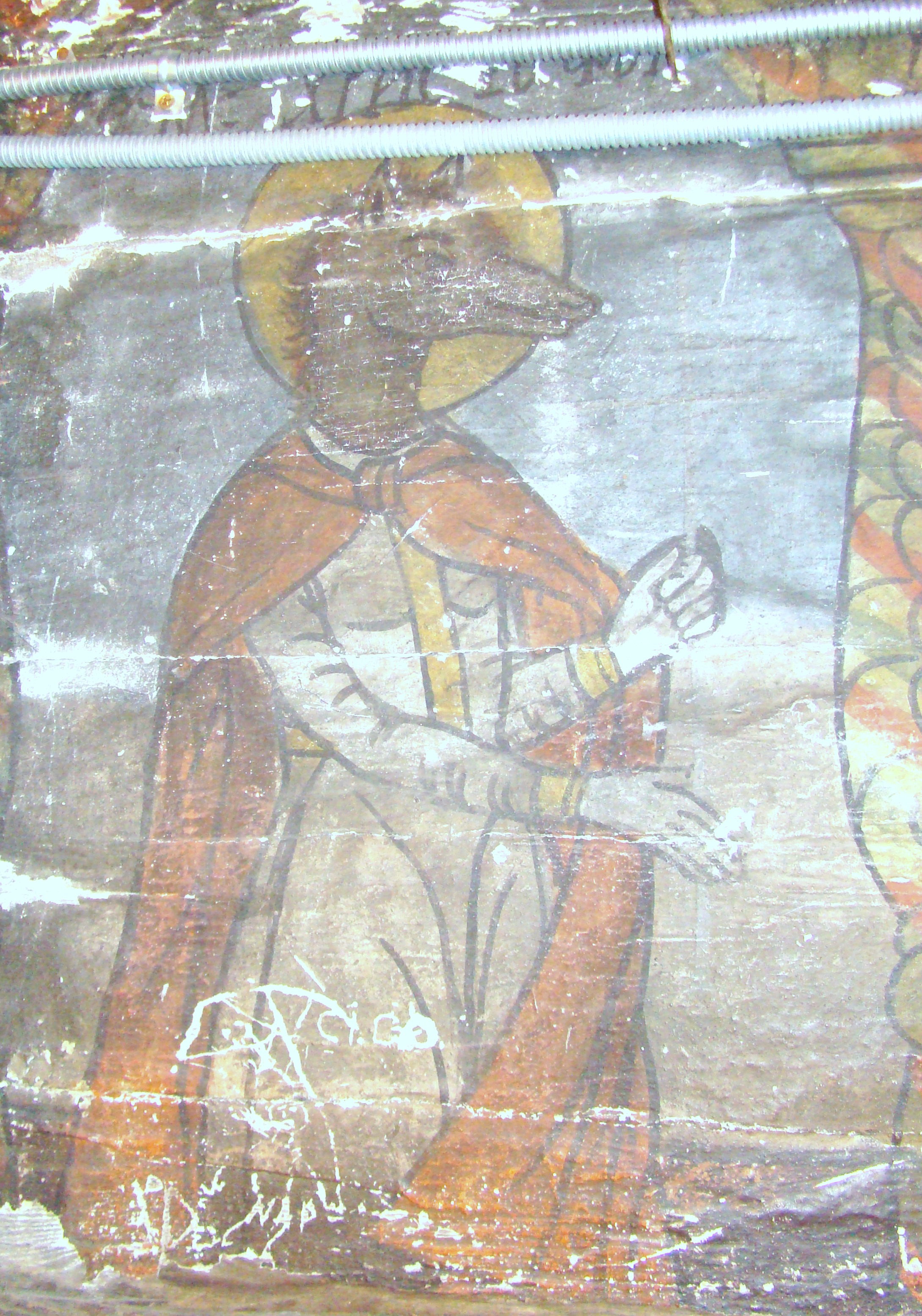
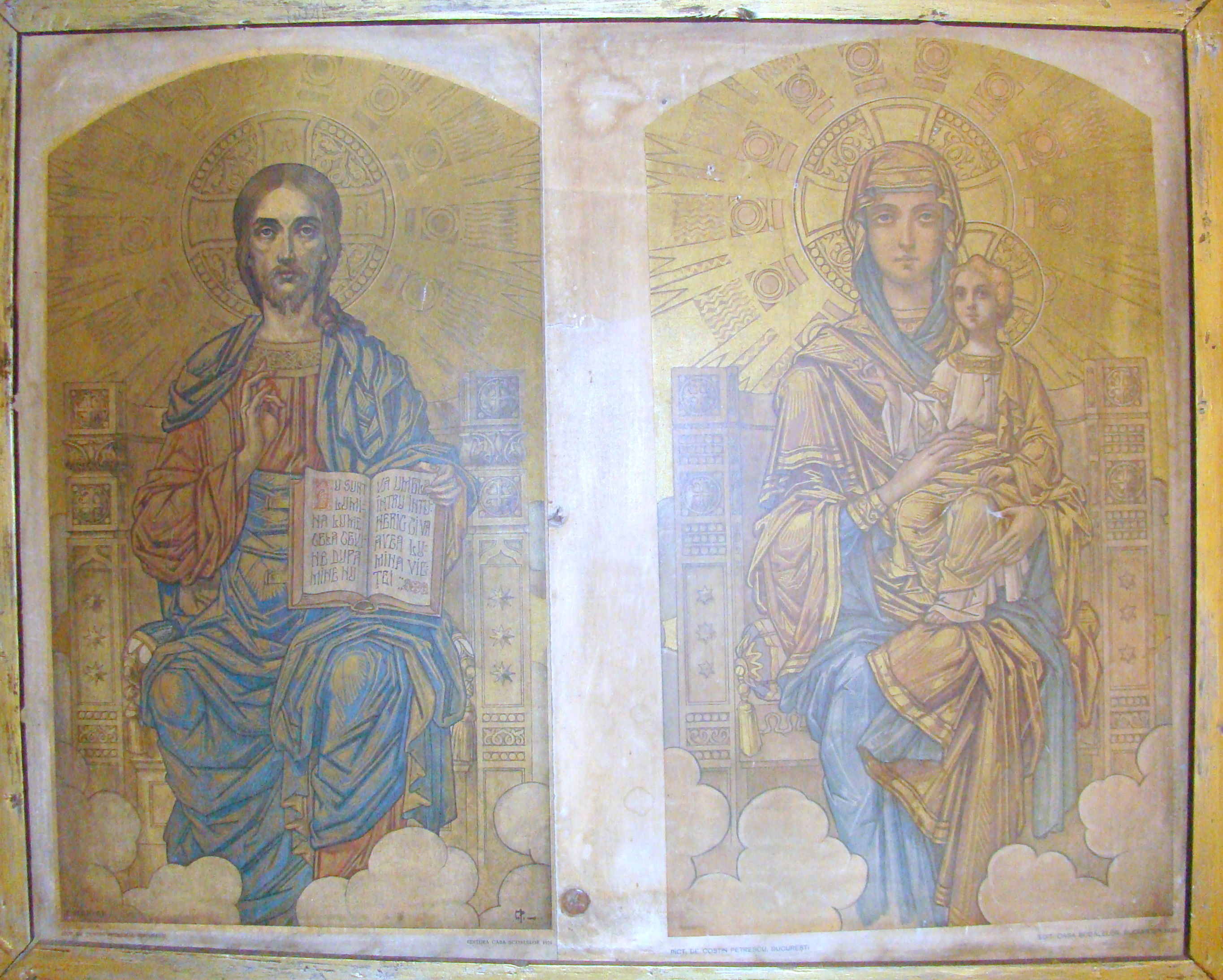
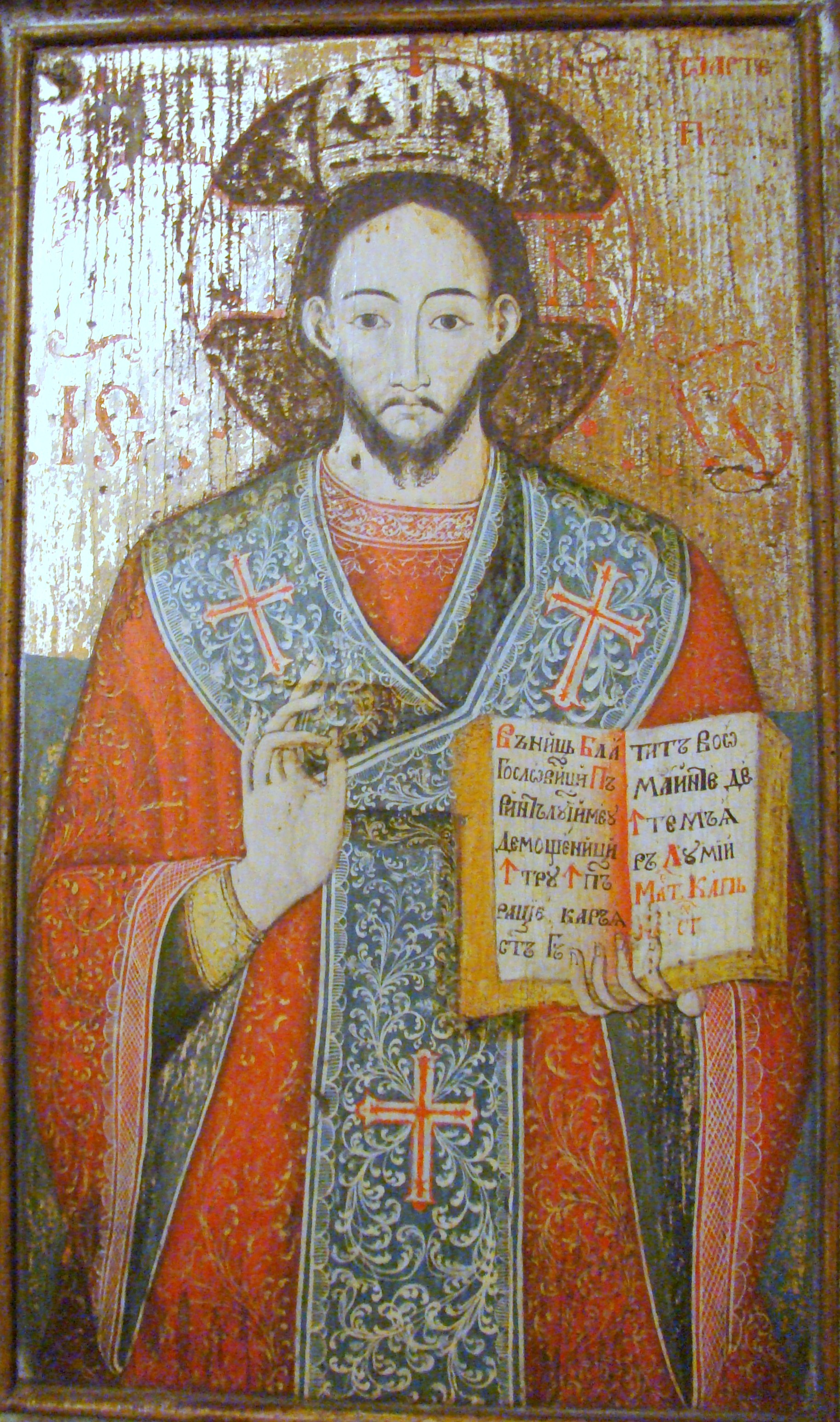
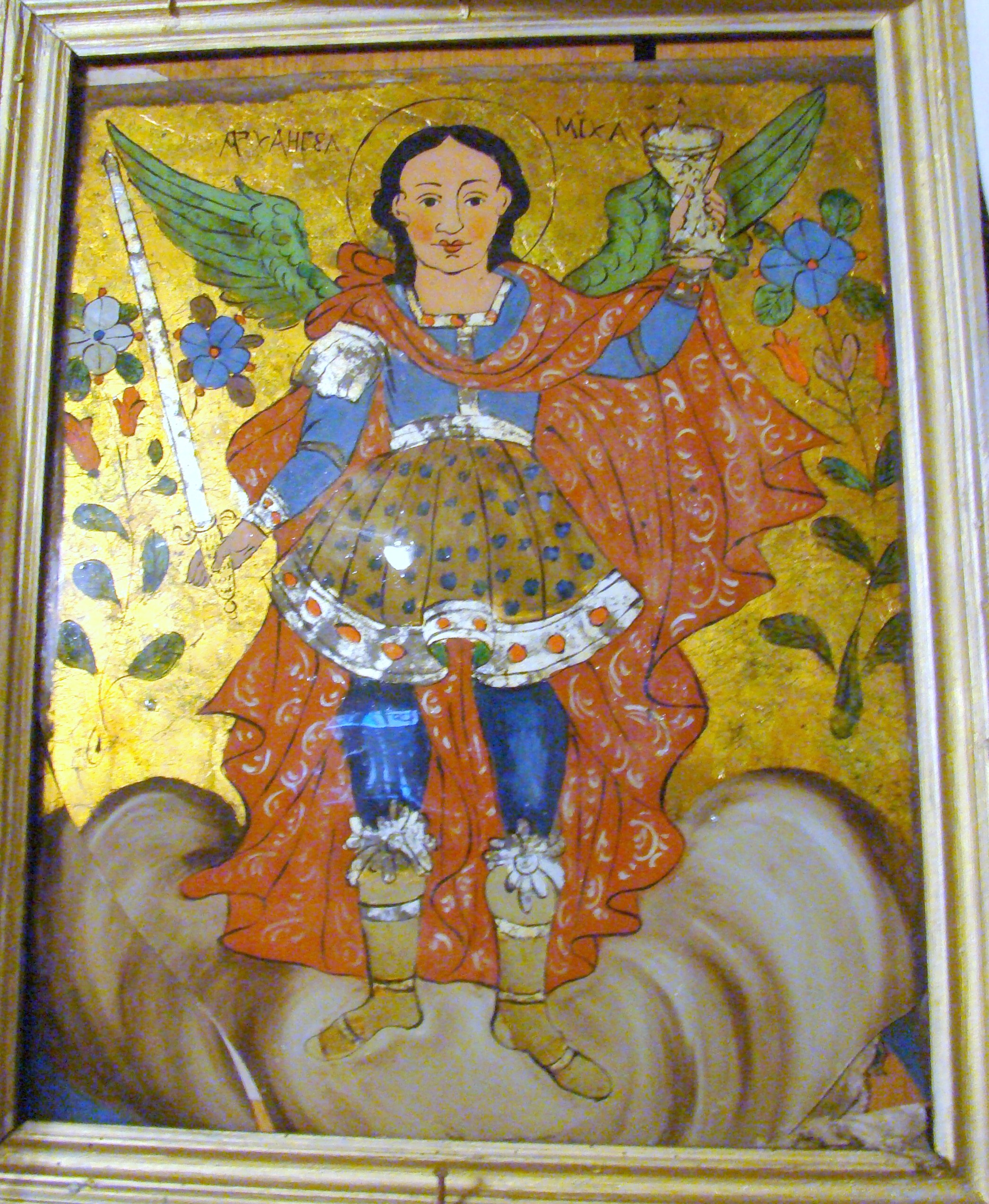
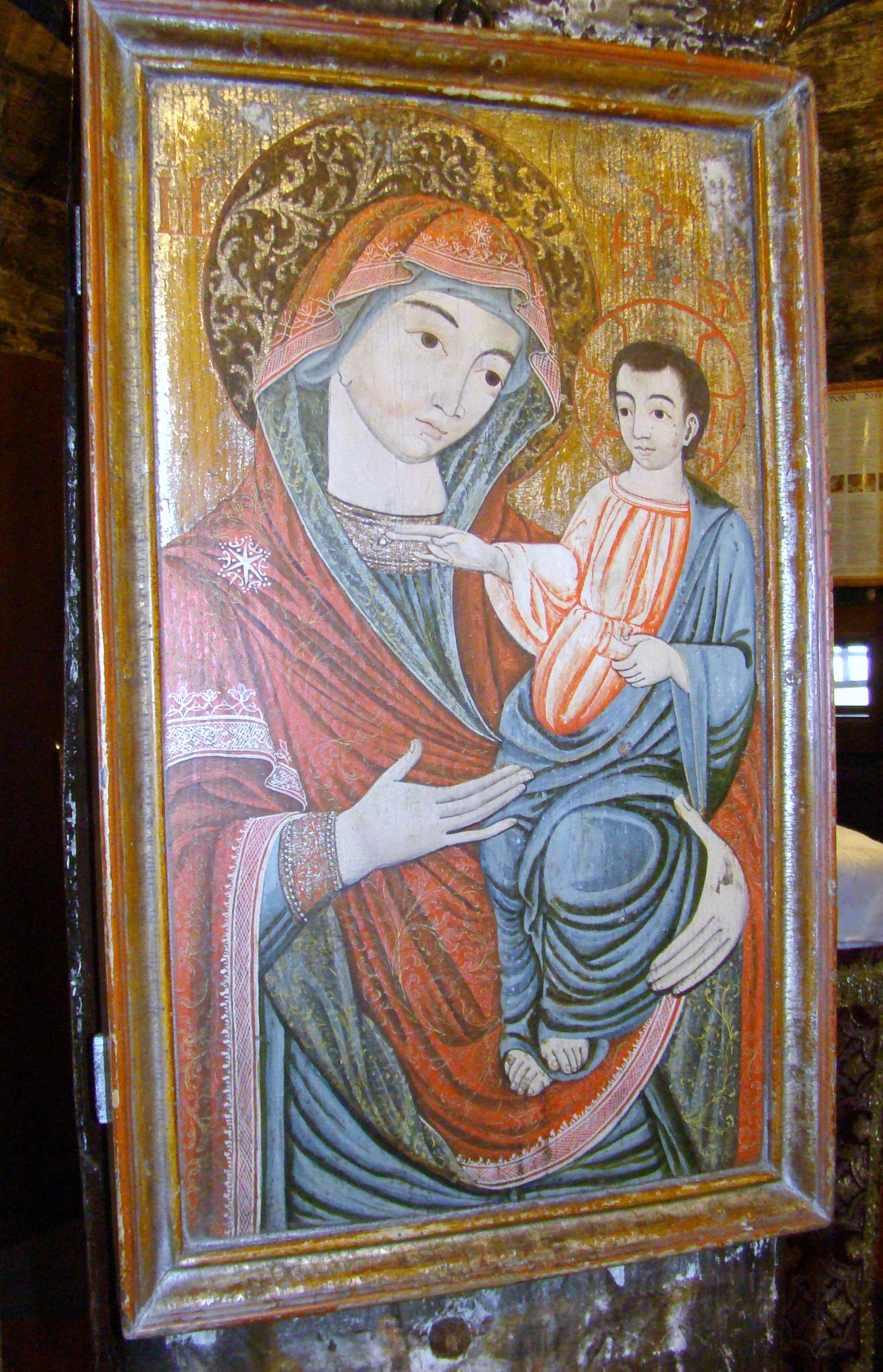
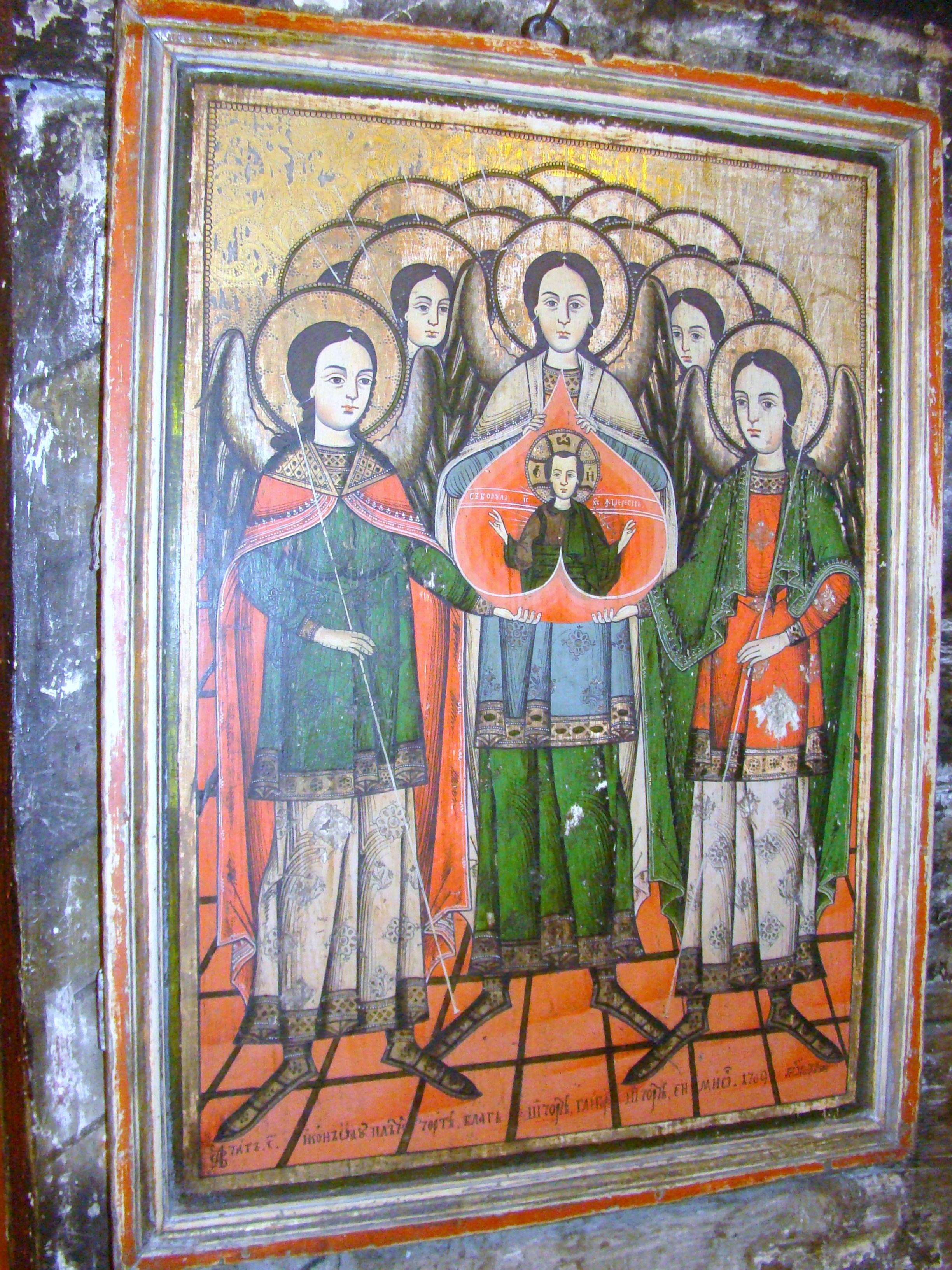
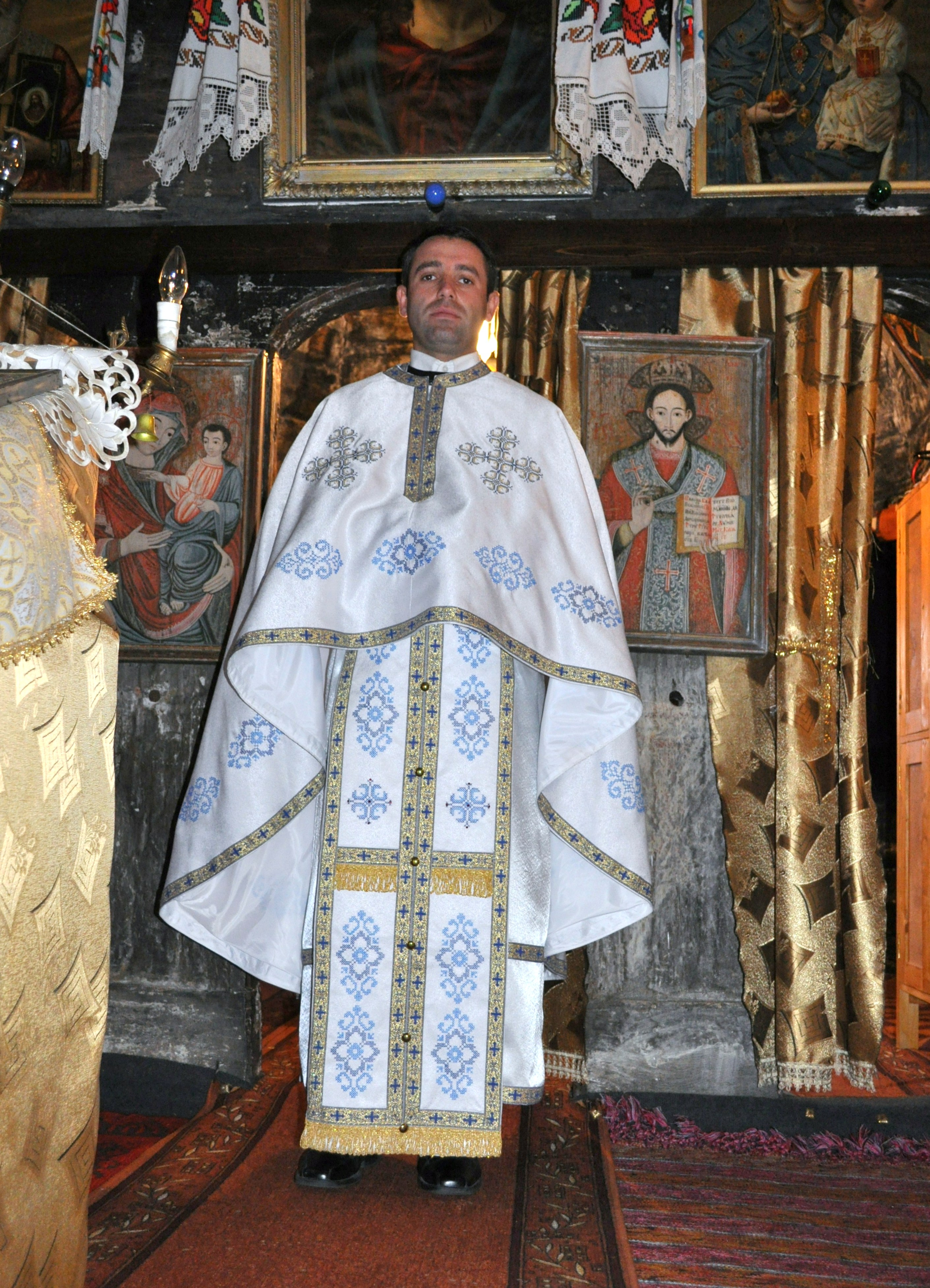
Preotul paroh Boca Daniel-Grigore